# Херсон
Херсо́н (укр. Херсон) — город на юге Украины, административный центр Херсонской области, Херсонского района и Херсонской городской общины. До 17 июля 2020 года был городом областного подчинения. С 2014 по 2022 год — временное месторасположение представительства президента Украины в АР Крым. Расположен на правом (высоком) берегу Днепра, вблизи его впадения в Днепровский лиман Чёрного моря. Крупнейший на реке Днепр морской и речной порт. Город-герой Украины.
Население города на 1 января 2022 года составляло 275 529 человек постоянных жителей и 279 131 человек наличного населения.
Расстояние до Киева по железной дороге — 648 км (через Знаменку, Николаев).
Крупный железнодорожный узел (линии на Николаев, Снигирёвку, Джанкой), Херсонский морской торговый порт и речной порт, аэропорт, также есть железнодорожный, речной и автовокзалы. Важный экономический, промышленный и культурный центр юга Украины.
В ходе вторжения России на Украину в период с 3 марта по 11 ноября 2022 года город находился под российской оккупацией.

## Этимология
Город был назван по имени древнегреческой колонии в Крыму — Херсонес. Такое наименование города лежало в русле «греческой» политики российской императрицы Екатерины II, которая была данью моде на псевдогреческие названия, и не имело правдивого географического смысла, поскольку на древнегреческом херсонес означает «полуостров», а на месте города никакого полуострова не было.

## История

### До основания города

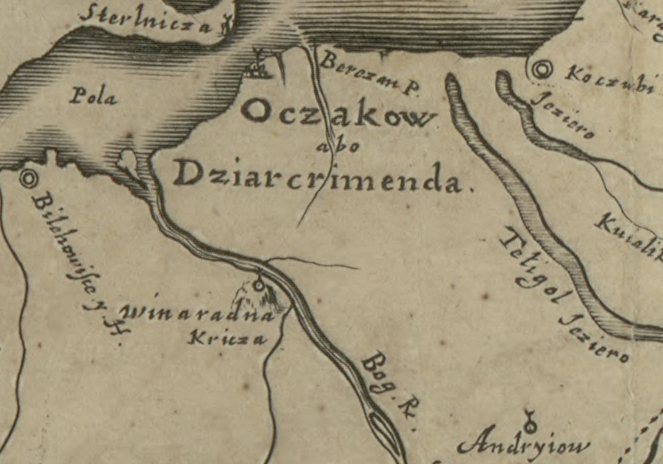
Билиховычи на Генеральной карте Украины 1648 года, Гийом де Боплан

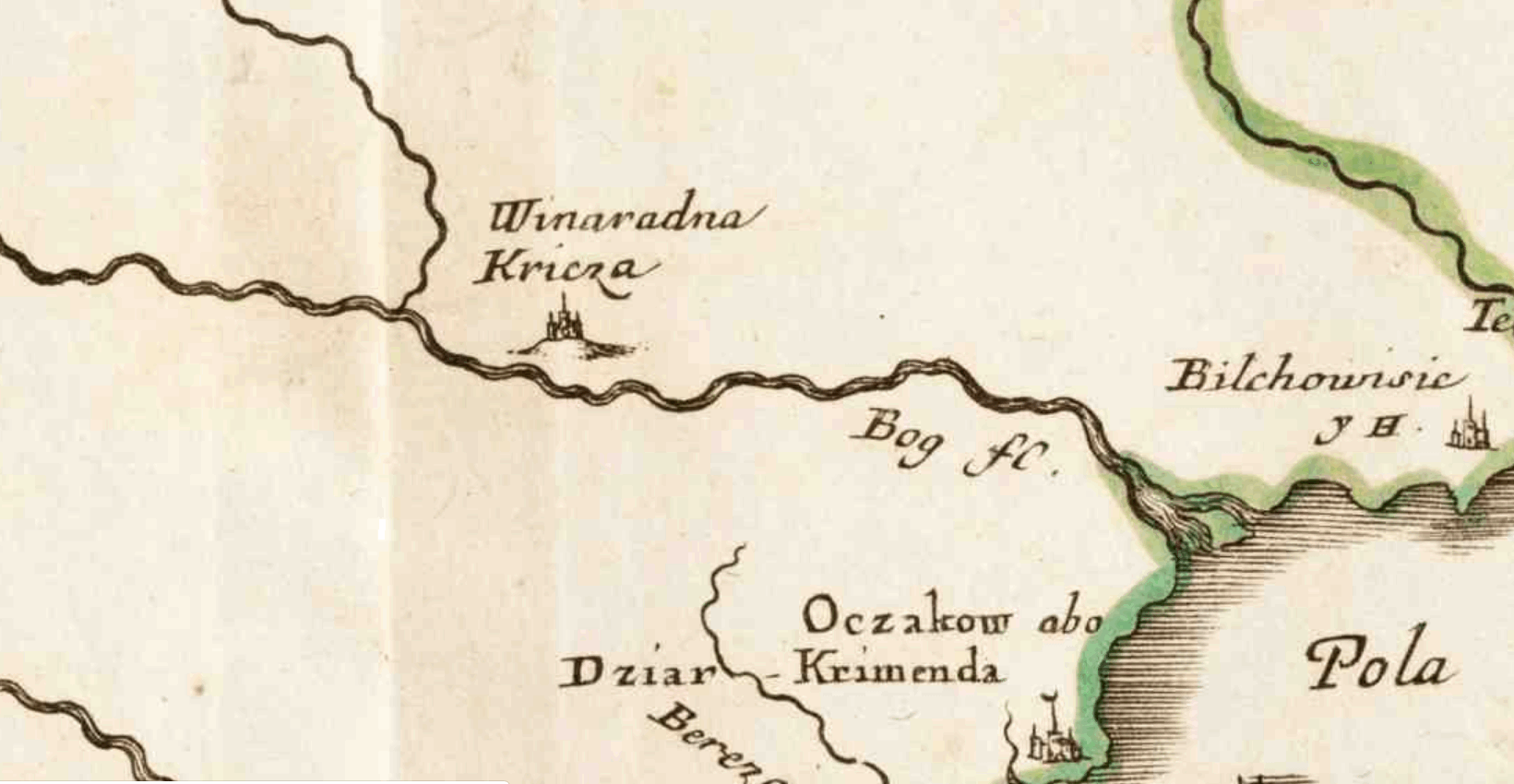
Билиховичи на карте Николя Сансона, 1665 год

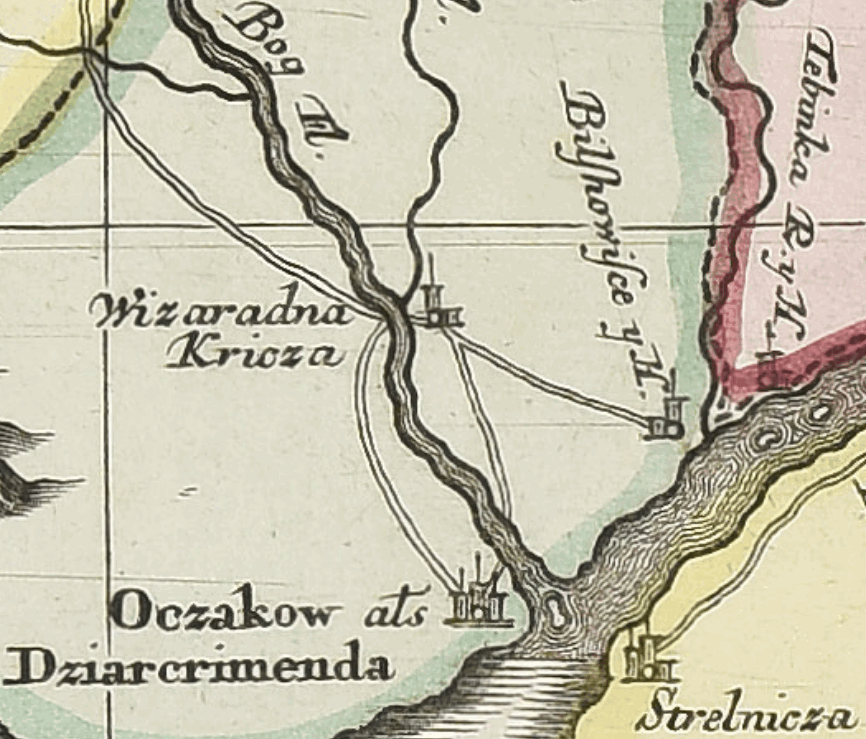
Билиховичи на карте Матеуса Зойтера 1730 год

Исходя из более ранних карт, можно предположить, что с начала XVII по XVIII века на месте современного Херсона располагался город Bilehowisce (Белиховичи, Белховичи). Несмотря на то, что Билиховичи на картах обозначались до середины XVIII столетия, скорее всего город до прихода фельдмаршала Бурхарда Кристофа Миниха в устье Днепра был уже в большом упадке. В книге Себастьяна де Учедо «Указатель известного мира» 1672 года в списке Европейской Тартарии обозначены города: Очаков, Билховичи, Качибей, Винарадна, Крапезади, Андреев. В книге Германа Молля «Система географии» 1701 года, в списке Очаковской Тартарии, обозначены города: Очаков, Билховичи, Качибей.
На Херсонщине до прихода Российской империи существовала сеть паланок — организационных структур Запорожских Сечей, и их зимовников — хуторов с земледельческим хозяйством.
В 1737 году во время Русско-турецкой войны (1735—1739) на правом берегу Днепра было построено укрепление русской армии Александр-шанц.
После победы России в Русско-турецкой войне (1768—1774) возникла необходимость в верфи на Чёрном море для строительства полноценного военного флота. Для определения места была организована экспедиция, которую возглавил вице-адмирал А. Н. Сенявин, командующий Азовской флотилией. Именно он предложил строить корпуса судов под прикрытием укрепления Александровского-шанца, а после этого, спуская их в Днепро-Бугский лиман, в районе Глубокой гавани оснащать орудиями, мачтами и такелажем. План Сенявина был одобрен высочайшим рескриптом в декабре 1775 года. C 1775 года здесь находилась почтовая станция. В 1776 году из бывших запорожских казаков был сформирован поселенческий Херсонский пикинёрный полк.

### Российская империя

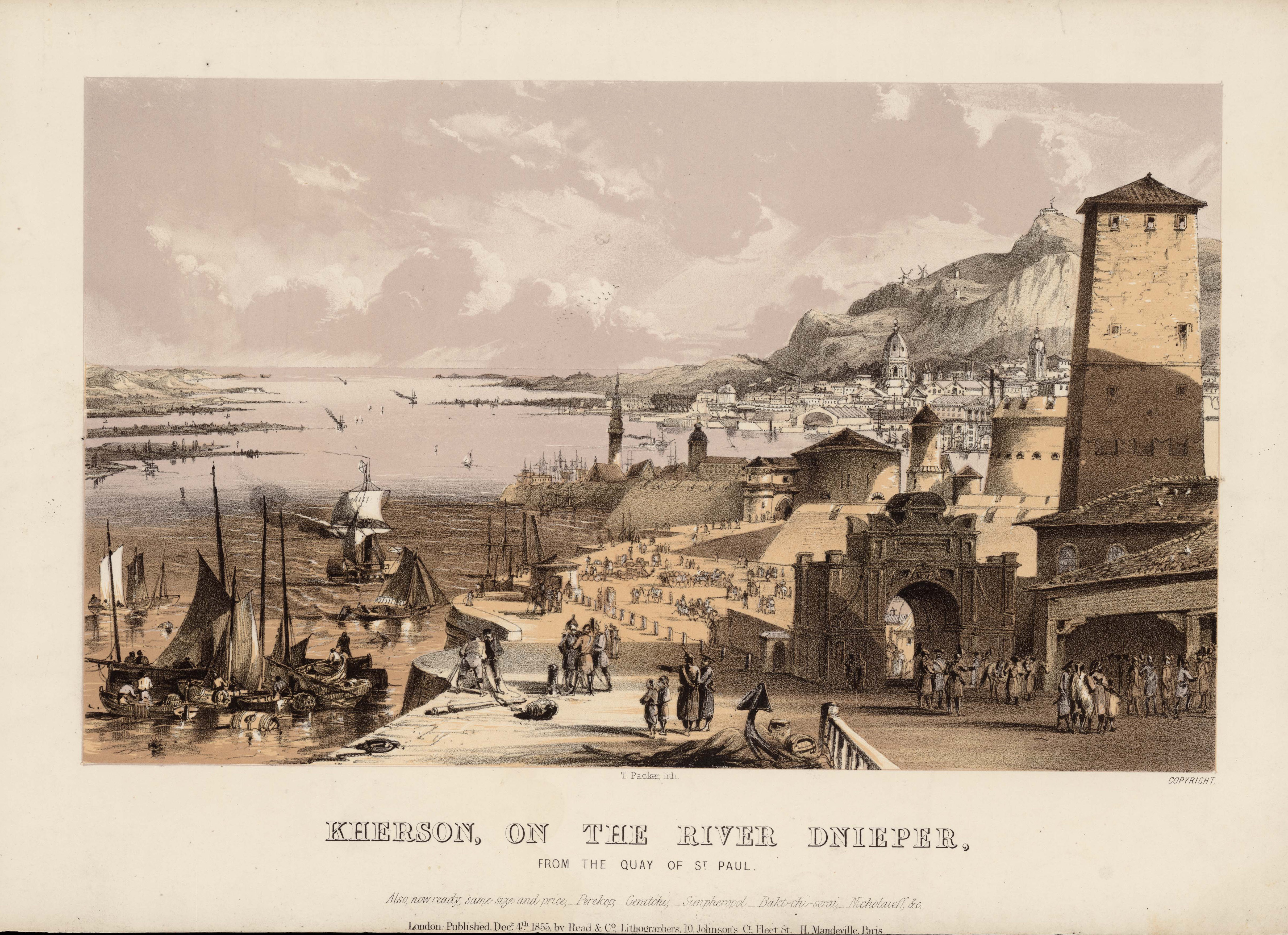
Херсон. Набережная святого Павла, 1855 год.

18 июня 1778 года российская императрица Екатерина II Великая издала указ об основании крепости и верфи и уже 19 октября 1778 года были заложены крепость, верфь и город, получивший название Херсон в честь Херсонеса Таврического.
Херсон стал колыбелью и первой базой Черноморского флота России (Херсонского адмиралтейства). Основателем города, а впоследствии его генерал-губернатором был фаворит императрицы Екатерины II, известный государственный и военный деятель Г. А. Потёмкин. Строительство крепости и города было возложено на генерал-цейхместера И. А. Ганнибала.

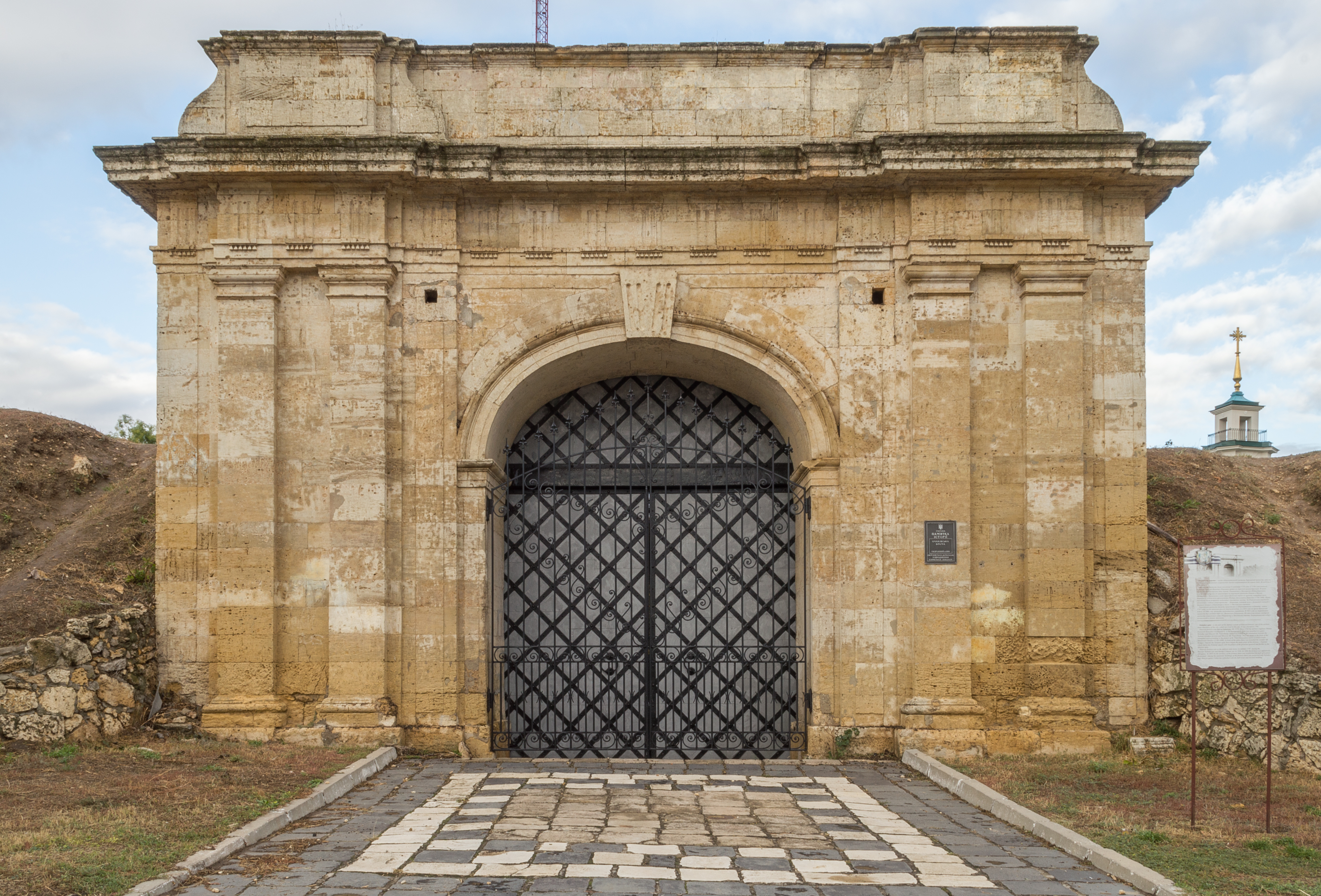
Очаковские ворота и крепостные валы, 1784 год

Также в Херсоне началось строительство Черноморского флота. Под руководством А. Н. Сенявина был построен первый командный пункт и казармы для матросов. Именно по предложенной им схеме (строить на верфи корпуса судов, спускать их в лиман и уже там оснащать орудиями, мачтами и такелажем) строили корабли в Херсонском адмиралтействе вплоть до его ликвидации в 1827 году. 16 сентября 1783 года со стапелей адмиралтейской верфи был спущен на воду первый большой корабль — 66-пушечный, первый линейный корабль Черноморского флота Российской империи, «Слава Екатерины».
В строительстве крепости и города вместе с рабочими участвовали солдаты и матросы. В соответствии с планом крепость была окружена земляными валами, в два слоя облицованными камнем, и рвом, который при необходимости можно было заполнить водой из Днепра. Внутри крепости были построены адмиралтейство, арсенал, военный собор, монетный двор, дворец Потёмкина и ряд других сооружений. С 1 февраля 1784 года главным строителем крепости и города стал инженер-полковник Н. И. Корсаков (1749—1788).
В 1787—1791 годах строительством укреплений города руководил А. В. Суворов, в дальнейшем генерал-губернатор утвердил продолжение строительства укреплений по проекту И. М. Дерибаса (который был назначен командующим Херсонскими десантными войсками).
В 1790 году здесь был открыт первый черноморский литейный пушечный завод. В конце XVIII века Херсон сыграл важную роль в развитии внутренних и внешних экономических связей России. Через Херсонский порт осуществлялась торговля с Францией, Италией, Испанией и другими странами Европы. Во время путешествия по Югу императрицы Екатерины II херсонской крепостью были удивлены даже иностранцы.

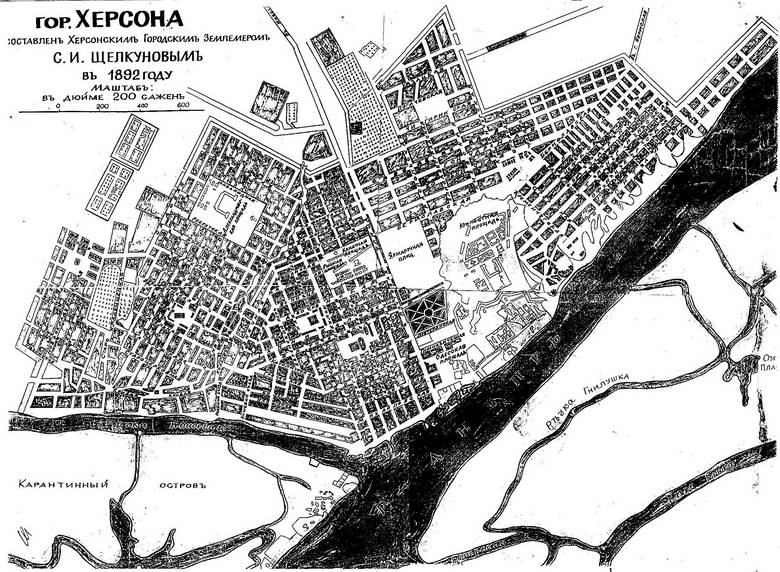
Карта Херсона в конце XIX в.

После устройства Николаевского порта (куда перевели адмиралтейство) и основания в 1794 году Одессы значение Херсона как порта и верфи снизилось.
В 1803 году Херсон стал центром Херсонской губернии. Немаловажную роль в то время в судьбе города сыграл Эммануил Осипович де Ришельё, ставший в 1805 году генерал-губернатором Новороссийского края, который принял решение о направлении налога с торговли вином в Новороссии на развитие Херсона, тем самым сохранив его значение и роль регионального центра. Были утверждены герб и флаг города.

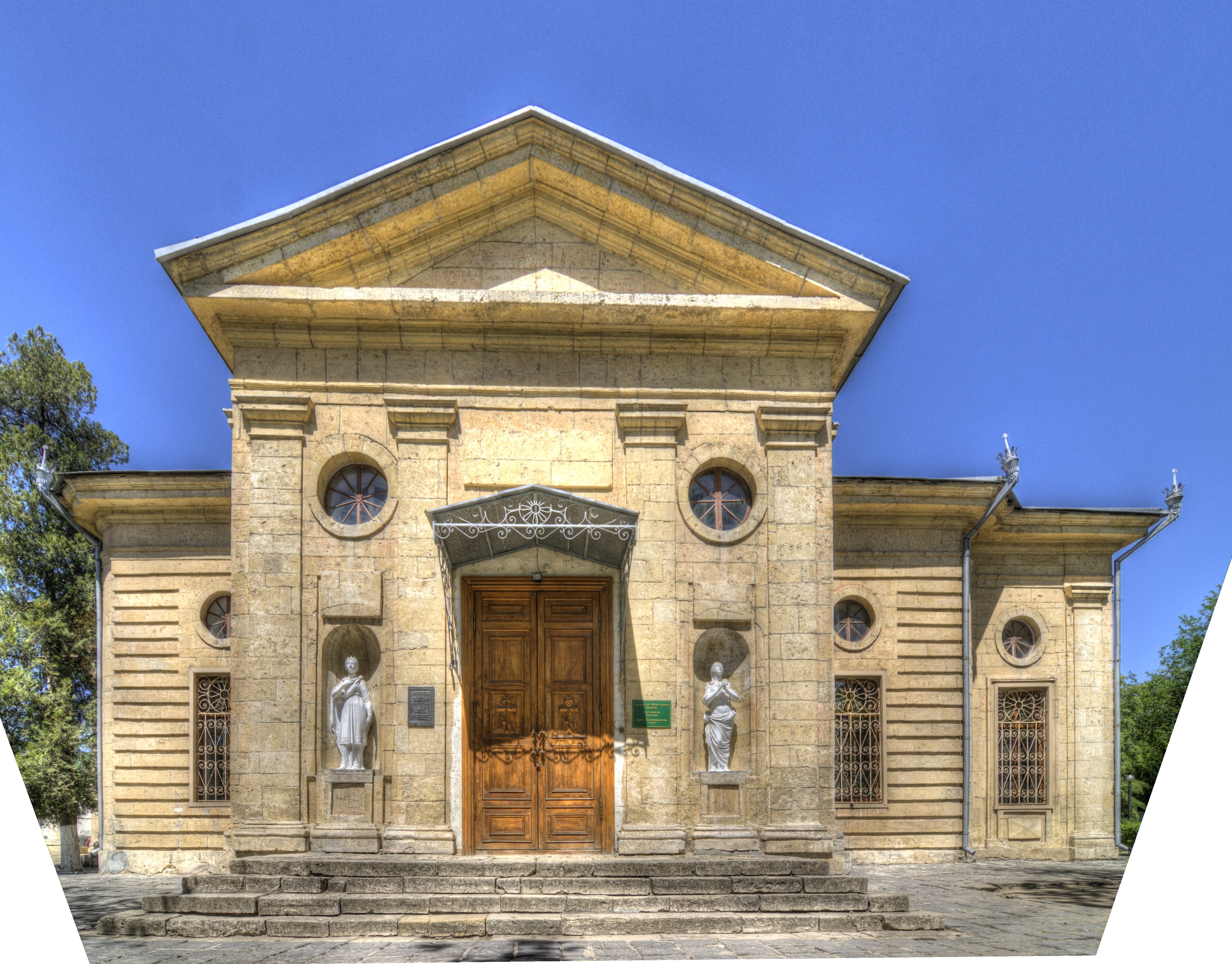
Свято-Екатерининский собор, построенный по указу Потёмкина. В нём он был похоронен в 1791 году

В 1813 году основано первое уездное училище — казённое начальное заведение, через два года — губернская мужская гимназия. В 1834 году открыто училище торгового мореплавания, в 1874 — земское сельскохозяйственное училище. В 1838 году в городе появилась первая газета — «Херсонские губернские ведомости».
До 1850-х годов Херсон был центром заготовки шерсти и переработки сельхозпродукции, в 1850-е годы началось развитие промышленности — был построен первый чугунолитейный механический завод, также в 1859 году в городе действовали 11 шерстомоек, 10 салотопок, 6 свечно-сальных предприятий, 2 лесопильных завода, 10 кирпичных заводов.
После 1861 года начался экономический рост. Во второй половине XIX века построены театр, библиотека, созданы археологический и природоведческий музеи.

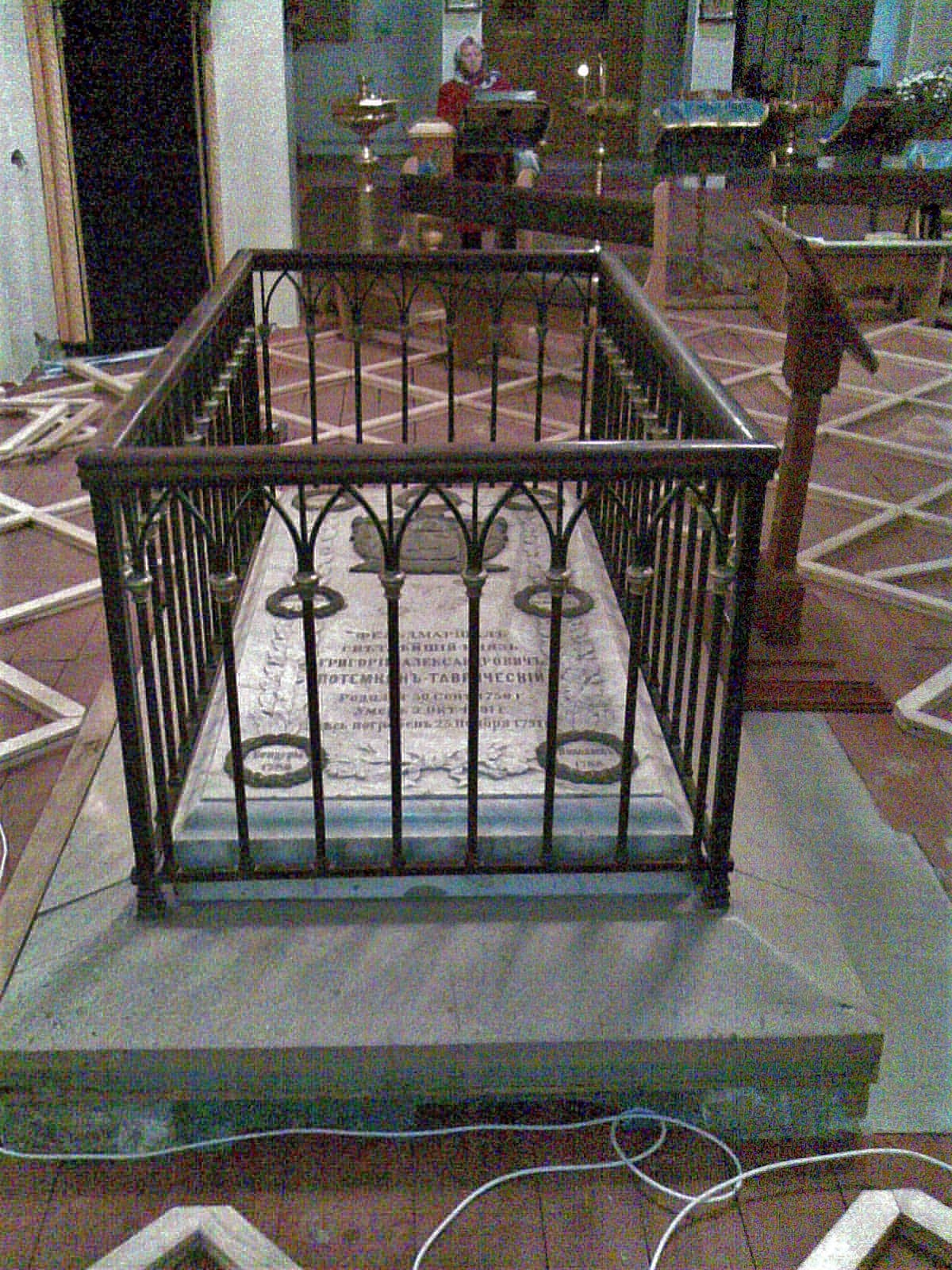
Могила Потёмкина в Херсоне в Екатерининском соборе

По данным переписи 1897 года, Херсон, входя в состав преимущественно украиноязычного Херсонского уезда, являлся городом, где относительно преобладал русский (в переписи — «великорусский») язык: его из 59 076 жителей города родным назвали 27 902 человек (47,23 % населения), идиш («еврейский») — 17 162 (29,05 %), украинский («малорусский») — 11 591 (19,62 %), польский — 1 021 (1,73 %), другие языки — 1 400 (2,37 %).
С распространением крупнотоннажных судов и пароходов значение мелководного Херсонского порта (глубина подходов в котором не превышала 2,6 м) продолжало снижаться, и только после углубления дна в русле Днепра в 1890-е годы, в результате которых к 1905 году глубина подходов была повышена до 5,5 метра и к 1908 году — до 7,3 метра, Херсон восстановил значение морского порта, важного не только для каботажного, но и для дальнего мореплавания.
Во время революции 1905 года в Херсоне имели место рабочие забастовки и солдатские волнения (вооружённое выступление солдат 10-го дисциплинарного батальона). В 1907 году железнодорожная линия соединила Херсон с крупными городами страны, а в 1908 году дала ток первая городская электростанция.
В 1913 году грузооборот Херсонского порта составил 1114 тыс. тонн. В 1914 году в Херсоне действовали свыше 100 предприятий (2 судостроительные верфи, 3 чугунолитейных завода, 4 крупных лесопильных завода, 5 кожевенных заводов, табачная фабрика, 9 типографий, 2 пивоваренных завода и более мелкие предприятия), на которых работали 8,5 тыс. рабочих.

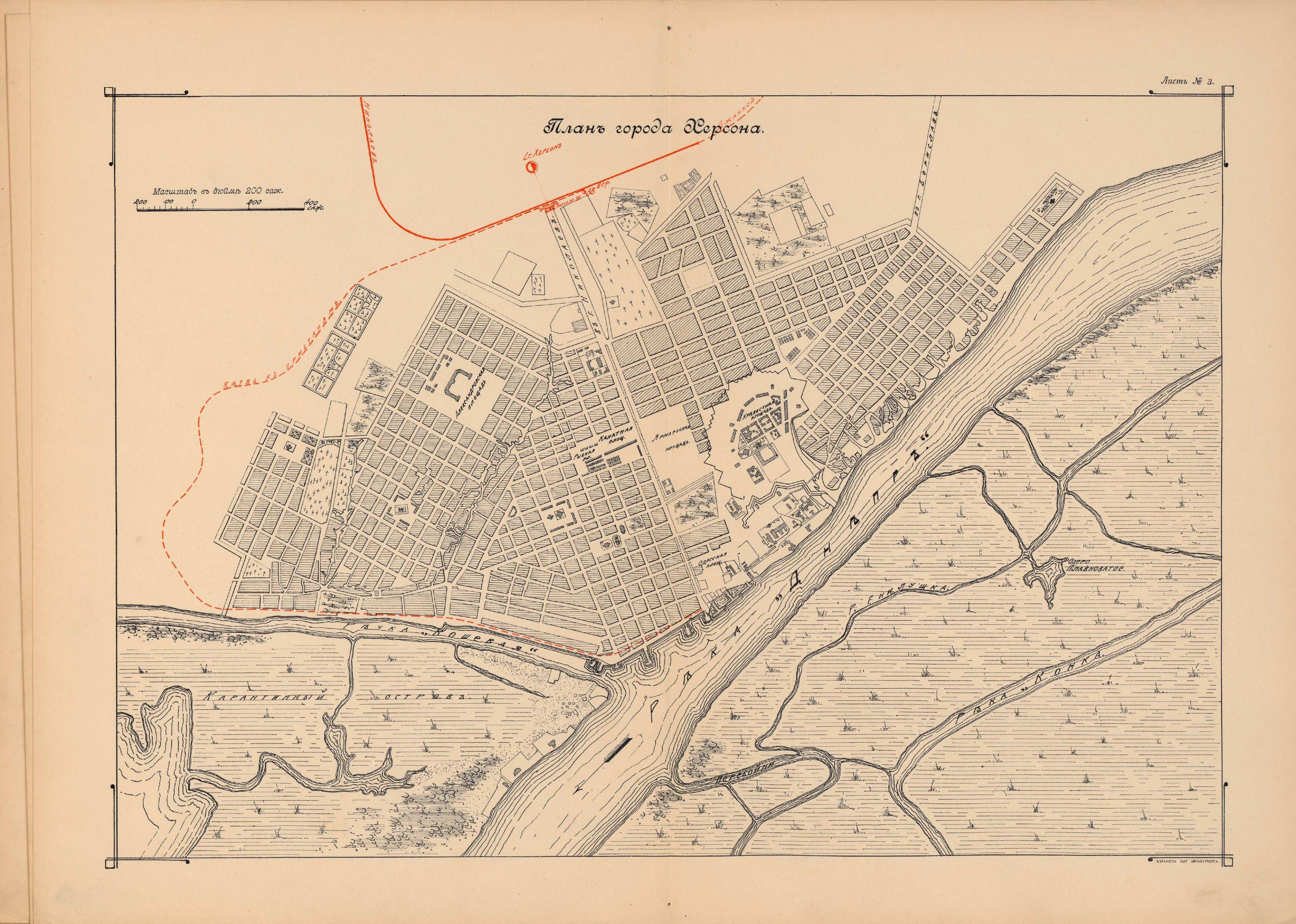
План Херсона 1908 года. Харьково — Николаевская ж.д. «Описание постройки участка Николаев-Херсон. 1905—1907» — Харьков : Литогр. Зильберберг, 1908

### Советский Союз
В начале марта 1917 года в Херсон пришла весть о свержении самодержавия в Российской империи. В городе был создан временный рабочий комитет, который в своём воззвании писал, что «ставит своей задачей быть на страже политических и экономических требований пролетариата».
В период с марта 1917 года по апрель 1920 года власть в городе неоднократно менялась — после власти представителей Временного правительства 17 (30) января 1918 года в городе была установлена Советская власть, в марте 1918 года город оккупировали австро-германские войска, в дальнейшем город находился под контролем гетмана Украинской державы Павла Скоропадского, Директории УНР, войск Антанты, с августа 1919 года — армии А. И. Деникина и 4 февраля 1920 года в нём была установлена Советская власть.
С окончанием гражданской войны в России (1917—1922) в Херсоне началась работа по восстановлению промышленности и хозяйства города. С марта 1923 года до 1930 года Херсон был центром Херсонского округа, затем — районным городом, входящим в состав Николаевской области Украинской ССР.
Значение Херсона как транспортного узла значительно повысилось после строительства железнодорожной линии Херсон — Мерефа. Строительство Днепровской ГЭС и шлюзование на Днепре существенно повысило значение Херсонского порта, особенно после создания непрерывного водного сообщения от Херсона до верховьев Днепра (по которому в 1933 году прошли первые пароходы).
В 1927 году в городе открылось автобусное движение.
В ходе индустриализации СССР (1929—1941) город превратился в крупный промышленный центр Причерноморья, в это время были построены судостроительный завод, в 1931 году — элеватор на 50 тыс. тонн. В 1932 году был введён в эксплуатацию консервный завод, в 1933 году — моторный завод имени 15-летия РККА, в 1935 году — нефтеперерабатывающий завод. Также были выстроены электромашиностроительный завод и кондитерская фабрика.

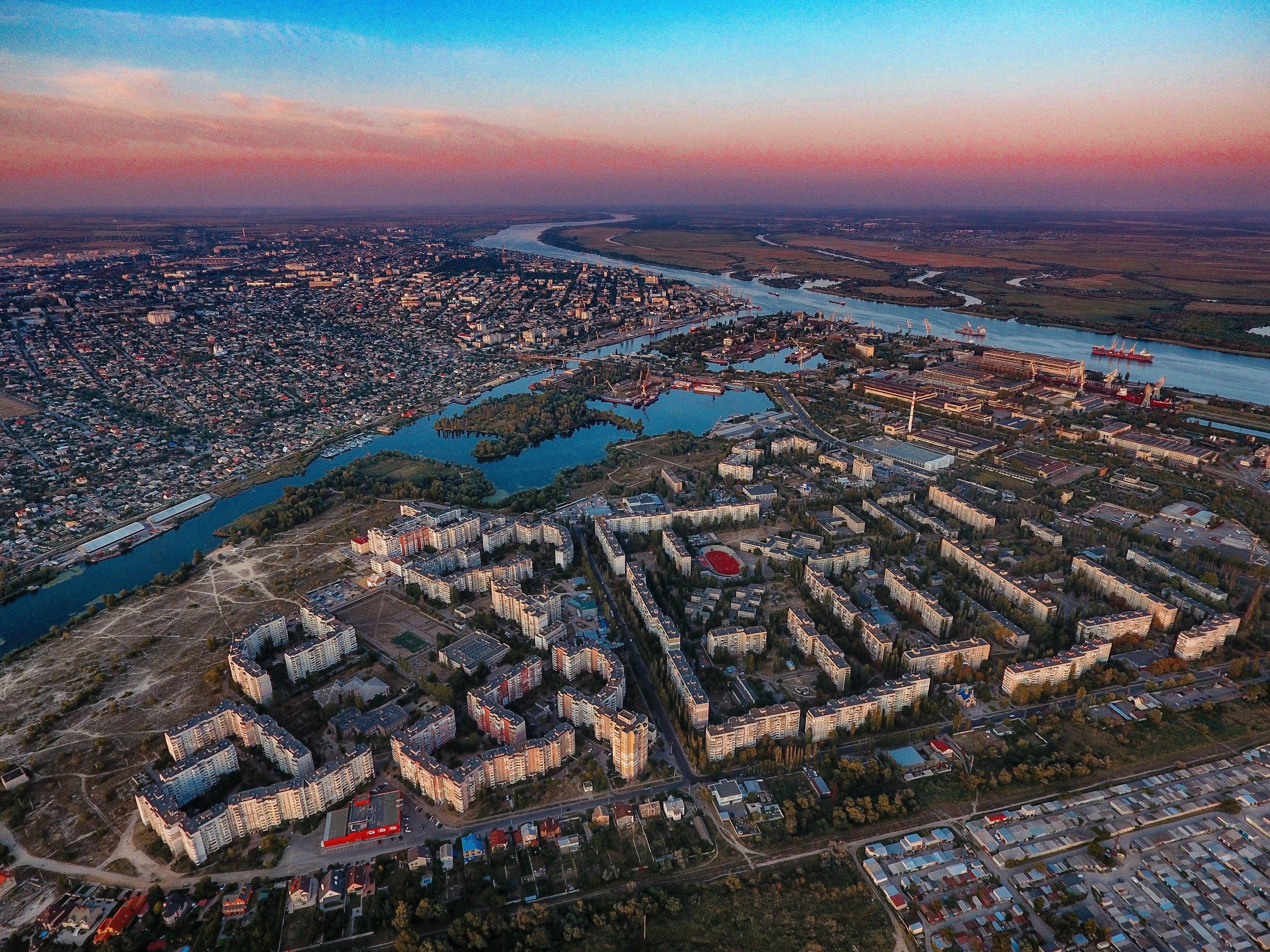
Карантинный остров

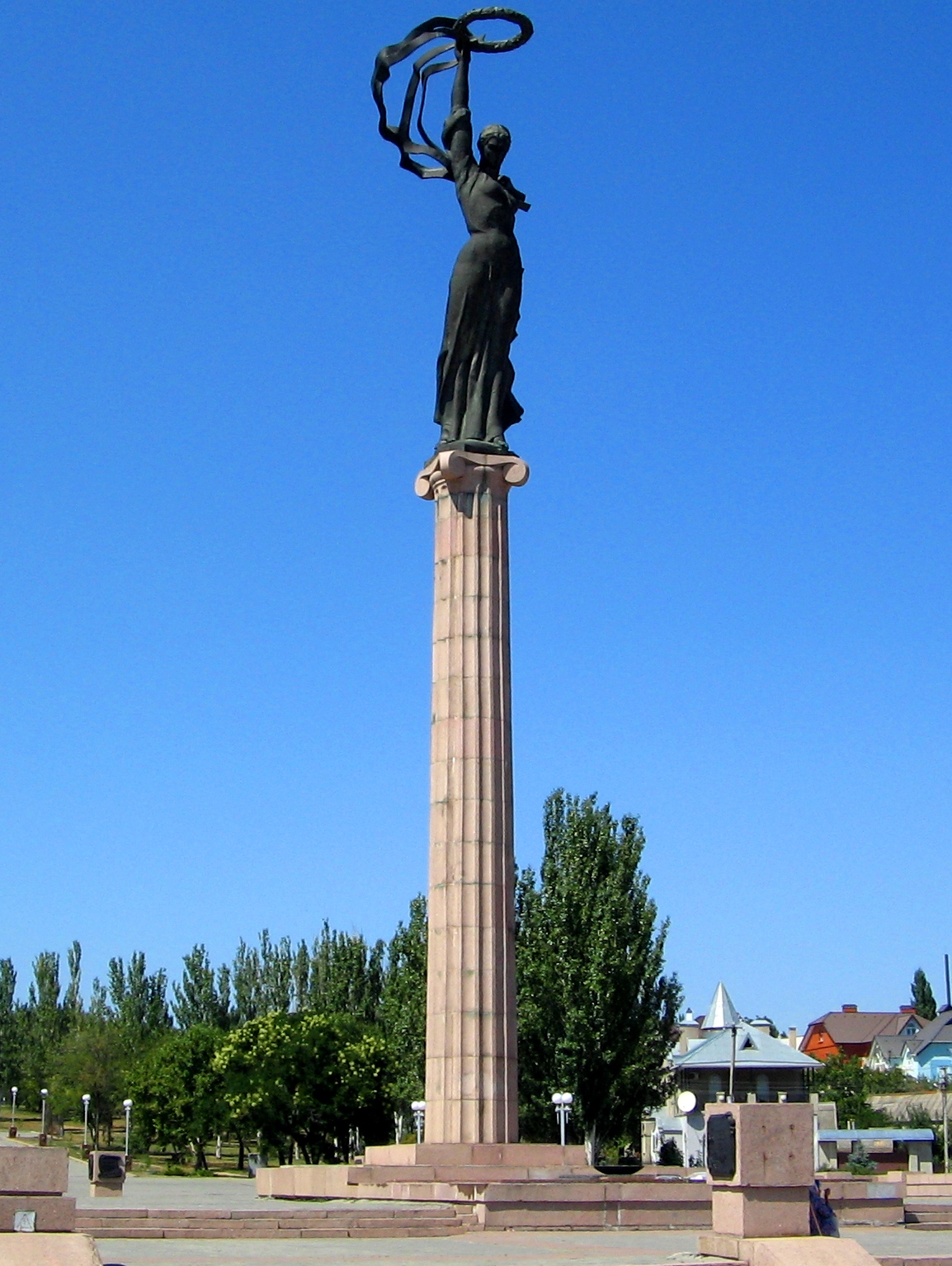
Монумент Победы в Херсоне

После начала Великой Отечественной войны в середине июля 1941 года в районе Херсона началось развёртывание войск второго эшелона, в начале августа 1941 года Ставка приказала начать подготовку тылового рубежа обороны по берегу реки Днепр и далее через Херсон к побережью Чёрного моря.
Оборона города продолжалась с 15 по 18 августа 1941 года. Обороняли Херсон части 51-й стрелковой дивизии и моряки Дунайской военной флотилии. 19 августа 1941 года нацистские захватчики оккупировали Херсон. Борьбу с врагом продолжало советское партизанское движение, в частности, отряд под руководством Е. Е. Гирского.
Террором, репрессиями и угрозами нацистские власти пытались сломить сопротивление. «Новый порядок» обязывал людей зарегистрироваться на бирже труда. За неявку грозило тюремное заключение.

Барельеф «Херсон» у подножья монумента Победы.

В период оккупации в Херсоне действовали советские антифашистские подпольные организации: «Центр» и комсомольско-молодёжная организация «Патриот Родины» (руководитель И. А. Кулик). В конце 1942 года — в январе-феврале 1943 года члены подпольной группы «Центр» начали подготовку к массовому вооружённому восстанию против оккупантов. Немецкой контрразведке удалось напасть на след подпольщиков. Начались массовые аресты.
Также в период оккупации в Херсоне действовало националистическое подполье, которое организовала «Организация украинских националистов» (революционная) на базе командированных активистов с Западной Украины. Херсонский окружной провод ОУН(р) возглавлял Богдан Бандера (родной брат Степана Бандеры).
13 марта 1944 года в ходе Березнеговато-Снигирёвской операции (6-18 марта 1944 года) Херсон был освобождён от немецко-фашистских захватчиков войсками Красной армии: 49-й гвардейской стрелковой дивизии под командованием полковника В. Ф. Маргелова и 295-й стрелковой дивизии под командованием полковника А. П. Дорофеева 28-й армии 3-го Украинского фронта.

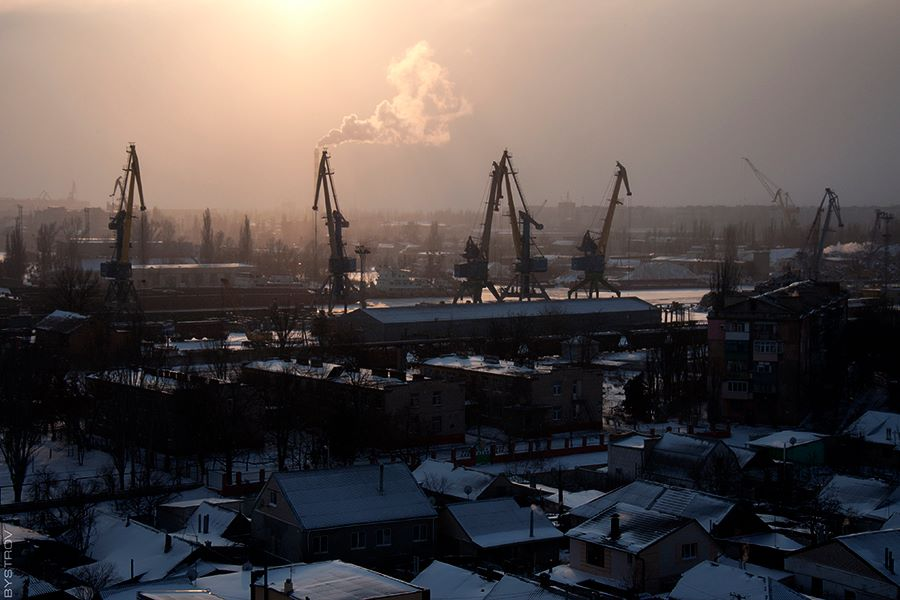
Речпорт

Войскам, участвовавшим в освобождении Херсона и Берислава, приказом Верховного главнокомандующего ВС СССР И. В. Сталина от 13 марта 1944 года объявлена благодарность и в Москве дан салют 20-ю артиллерийскими залпами из 224 орудий.

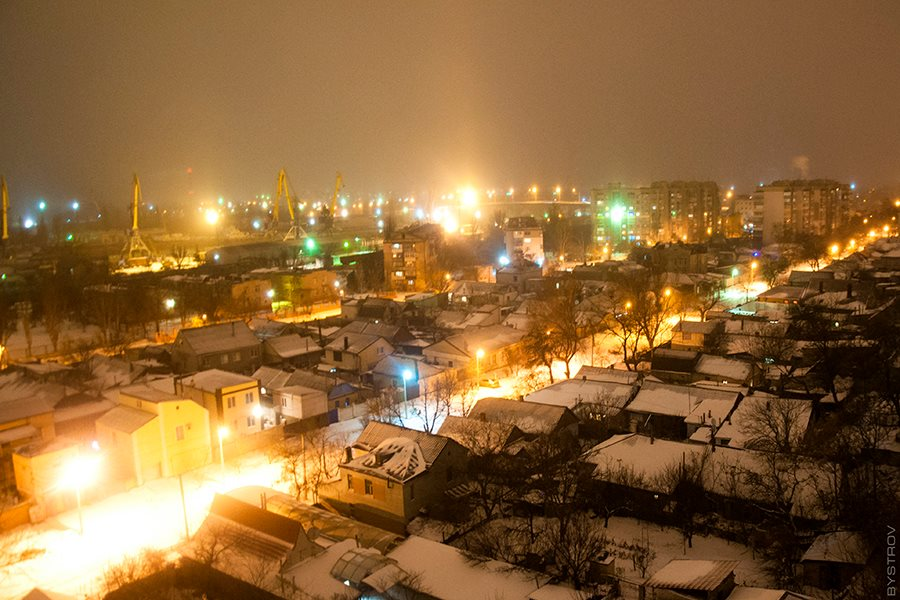
Район Речпорта

Приказом Верховного главнокомандующего ВС СССР И. В. Сталина от 23 марта 1944 года № 067 в ознаменование одержанной победы соединения и части, отличившиеся в боях за освобождение города Херсон, получили наименование «Херсонских»:
- 49-я гвардейская стрелковая дивизия (полковник Маргелов, Василий Филиппович)
- 295-я стрелковая дивизия (полковник Дорофеев, Александр Петрович)
- 377-й армейский пушечный артиллерийский полк (полковник Юскович Василий Васильевич)
- 243-й отдельный батальон связи резерва армии (майор Коленников Николай Игнатьевич)
- 773-й отдельный радиодивизион (майор Панкратьев Георгий Тимофеевич)
- 1-й транспортный авиационный полк Гражданского воздушного флота СССР (подполковник Бухаров Константин Александрович)[24].

30 марта 1944 года Указом Президиума Верховного совета СССР «Об образовании Херсонской области в составе Украинской ССР» была основана Херсонская область с областным центром в городе Херсоне.
В 1944—1950 годах город был восстановлен, в 1945—1955 годах в эксплуатацию были сданы 140 тыс. м² жилых площадей.
В послевоенные годы Херсон превратился в крупный промышленный, сельскохозяйственный и культурный центр на юге Украинской ССР. Отраслевое формирование промышленности города в целом закончилось в 1950-е годы.

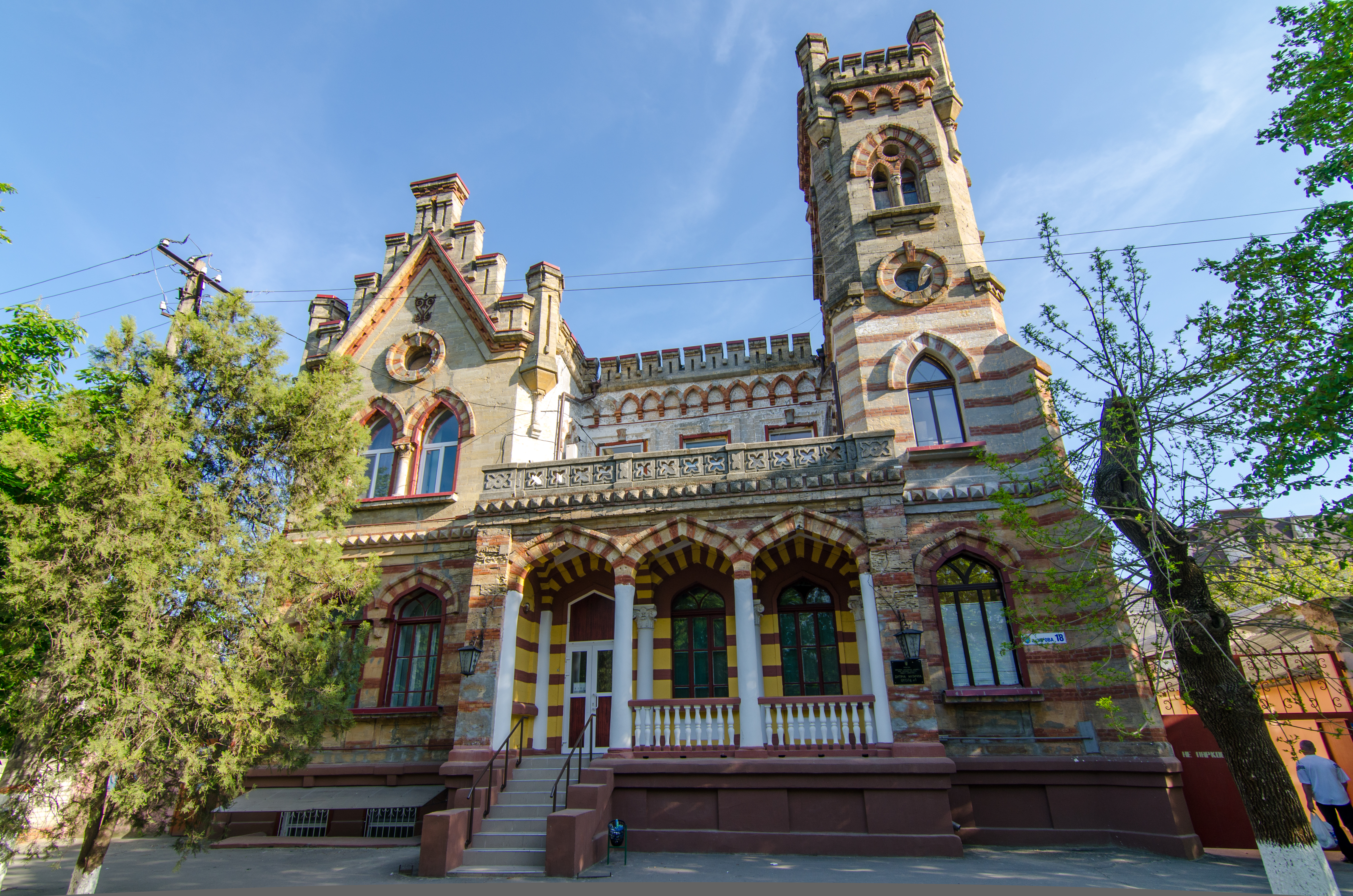
Дом Блажкова — херсонского городского головы, ныне музыкальная школа

По состоянию на начало 1957 года, основу экономики города составляли предприятия судостроения и машиностроения, также в городе действовали кирпично-черепичный завод, предприятия лёгкой промышленности (хлопчатобумажный комбинат, швейная фабрика, обувная фабрика и др.) и пищевой промышленности (2 консервных завода, рыбозавод, мясокомбинат, макаронная фабрика, кондитерская фабрика, завод виноградных вин, мукомольные и маслобойные предприятия).
В 1960 году заработал первый городской троллейбусный маршрут.
В 1977 году 73-м мостостроительным трестом было начато строительство автомобильного Антоновского моста. В 1985 году мост был сдан в эксплуатацию.
Указом Президиума Верховного Совета СССР от 1 июня 1978 года Херсон был награждён Орденом Трудового Красного Знамени за «заслуги трудящихся города в революционном движении, активное участие в борьбе с немецко-фашистскими захватчиками в годы Великой Отечественной войны, успехи, достигнутые в хозяйственном и культурном строительстве и в связи с 200-летием».
По состоянию на начало 1985 года, основой экономики города являлись предприятия судостроения (судостроительное производственное объединение, судостроительно-ремонтный завод), машиностроения (комбайновый завод им. Г. И. Петровского, завод карданных валов, электромашиностроительный завод), нефтеперерабатывающий завод, также действовали предприятия промышленности по производству строительных материалов (ПО «Херсонжелезобетон», ПО строительных материалов, завод строительных деталей, завод стеклоизделий), лёгкой промышленности (хлопчатобумажный комбинат, швейная фабрика, обувная фабрика, фабрика спортивных изделий и др.), пищевой промышленности (консервный комбинат, хлебный завод, молокозавод, винодельческий завод, завод пивобезалкогольных напитков,, мясокомбинат, рыбокомбинат, комбинат хлебопродуктов, кондитерская фабрика, макаронная фабрика, пищевкусовая фабрика). В городе выходили две газеты, действовали телецентр, 53 общеобразовательных школы, 11 средне-специальных учебных заведений, 15 ПТУ, 3 высших учебных заведения и вечерний филиал Николаевского кораблестроительного института, 67 массовых библиотек, 34 клубных учреждения, киноконцертный зал, 10 кинотеатров, 2 государственных театра, 2 государственных музея, Дворец пионеров и школьников, 3 дома пионеров, 5 детских спортивных школ, 2 станции юных техников, станция юннатов, планетарий, клуб юных моряков и детская туристическая станция.
В 1985 году по проекту архитектора Д. Дудко в Таврическом микрорайоне Херсона был построен новейший детский сад-ясли с плавательным бассейном и зимним садом.
В 1989 году была введена в эксплуатацию гостиница «Фрегат» (архитектор В. Михайленко, инженер П. Фертман).

### Независимая Украина
Современный Херсон — административный, индустриальный и культурный центр Херсонской области.
Город делится на три административных района: Центральный, Днепровский — индустриальный район, и Корабельный — главный промышленный район.
В 2006 году херсонский аэропорт, получив статус международного, стал Международным аэропортом «Херсон».
С 1992 по 2004 годы население города интенсивно снижалось, однако с 2005 года оно стало увеличиваться с небольшой скоростью. Также в последнее время значительно увеличился грузооборот Херсонского морского торгового порта.
С 17 мая 2014 года представительство президента Украины в Автономной Республике Крым размещается в Херсоне.
В 2020 году после выборов в Херсонский городской совет его главой стал Игорь Колыхаев, а состав сформировали блок Игоря Колыхаева «Нам тут жить» (17 мест), Оппозиционная платформа — За жизнь (11), Слуга народа (10), Блок Владимира Сальдо (9), Европейская солидарность (7).

### Российская оккупация
2 марта 2022 года в ходе вторжения России на Украину в город вошли российские войска. 3 марта город был ими оккупирован, став единственным областным центром, занятым российскими войсками за первый месяц вторжения. По данным российского военного корреспондента Елены Костюченко, по состоянию на конец марта все въезды в город контролируются российскими военными, «город фактически находится в блокаде».
По данным бывшего губернатора Андрея Гордеева, оборона города не была организована должным образом. По данным Костюченко, 24 февраля 2022 года, в первый день вторжения, губернатор Херсонской области Геннадий Лагута бросил свои служебные обязанности и бежал в неизвестном направлении. По данным городской администрации, на апрель в черте города было около 300 тел погибших.
2 марта городской голова Херсона Игорь Колыхаев встретился с командующим российскими войсками, планирующим создание в городе военной администрации, и не согласился на их предложения. Он также заявил о назревающей гуманитарной катастрофе и необходимости в гуманитарном коридоре. По данным Костюченко, в городе проблемы с лекарствами: аптеки работают, но некоторые жизненно важные лекарства раскуплены, а поставки через российские посты производятся лишь малыми объёмами; в магазинах дефицит продуктовых товаров, за исключением наиболее дорогих.
6 марта президент Украины Владимир Зеленский наградил Херсон званием Город-герой Украины за «подвиг, массовый героизм и стойкость граждан».
12 марта Херсонский областной совет в связи с опасениями, что Россией будет проведён референдум о создании «народной республики», провёл экстренное совещание и проголосовал за принятие обращения о том, что «депутаты Херсонского областного совета VIII созыва никогда не признают попыток создать на территории Херсонщины „народную республику“ и захватить часть Украины».
По данным Костюченко, по состоянию на конец марта городская администрация под руководством городского главы Колыхаева продолжает работать в своём здании и подчиняться украинским властям, они организовывают работу города в условиях российской оккупации. Здание Херсонского областного совета занято российскими войсками, сам совет проводит совещания дистанционно через Zoom.
Местными жителями проводились протесты против российской оккупации города. Под данным Костюченко, изначально протесты проходили без вмешательства российских военных, но позднее российские войска начали использовать светошумовые и газовые гранаты для их разгона.
Также во время оккупации правобережной части Херсонской области Россия подвергала город насильственной русификации и принимала меры для искоренения в нём украинского языка: оккупационными властями в Херсоне уничтожалась украиноязычная литература и массово распространялись листовки и билборды, гласящие, что «русские и украинцы — один народ, единое целое». В школах преподавали только на русском.
В сентябре 2022 года на оккупированной территории Херсонской области с целью объявления аннексии был проведён фиктивный референдум.
9 ноября 2022 года министр обороны России Сергей Шойгу отдал приказ об отступлении из Херсона.

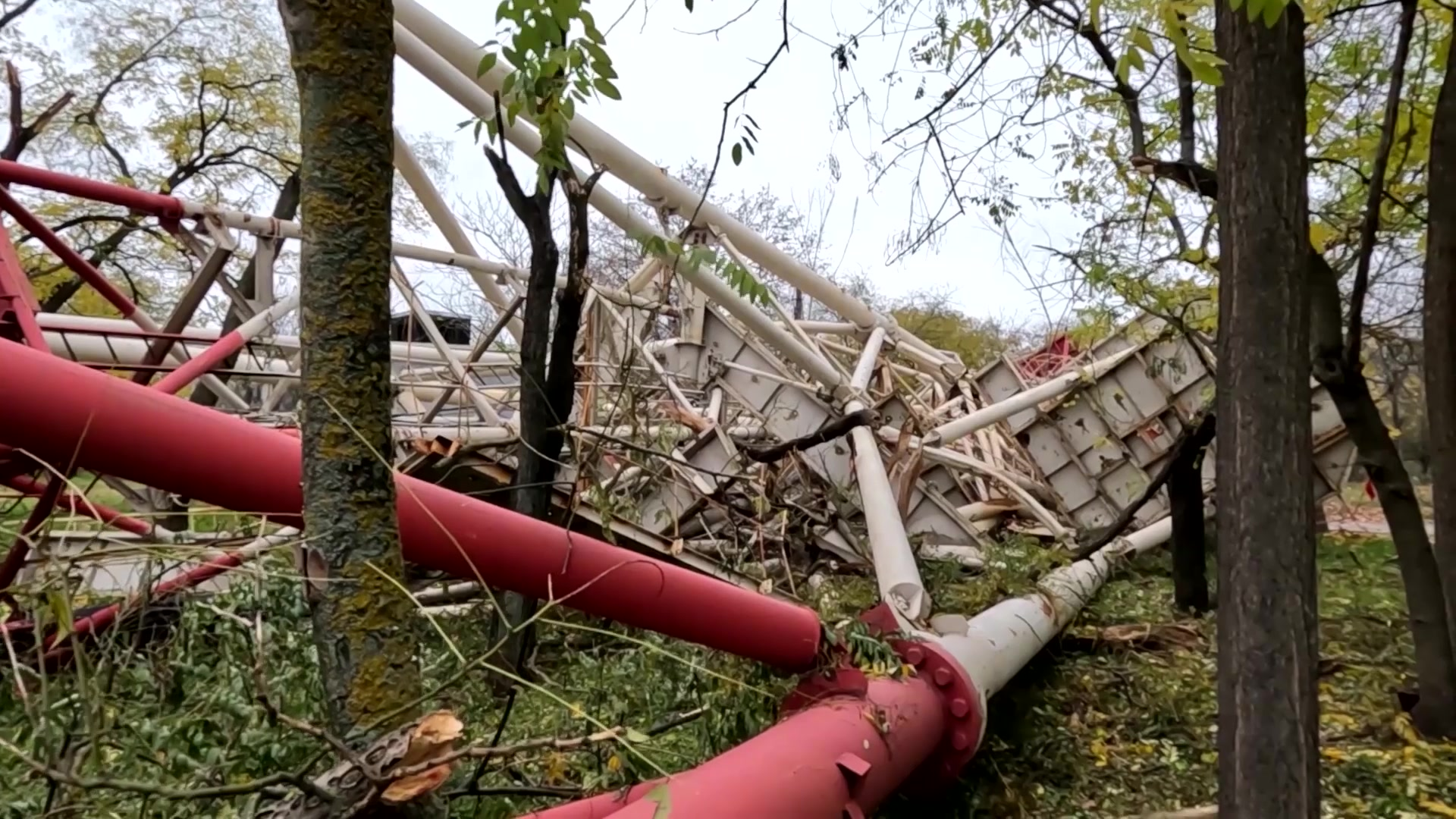
Херсонская телебашня, взорванная российскими войсками перед отступлением

11 ноября 2022 года украинские войска зашли в Херсон — это стало самым крупным поражением РФ в этой войне. Перед оставлением города российские войска разрушили основную инфраструктуру города, включая энерго- и водоснабжение; были взорваны Херсонская ТЭЦ, распределительная станция облэнерго и телебашня. Минобороны РФ распространило ложную информацию о том, что «потерь личного состава, вооружения, военной техники и материальных средств российской группировки войск не допущено», однако на самом деле россияне оставили украинцам склад, полный миномётных снарядов и ящиков с боеприпасами, а также бронемашину «Тайфун», две БМП-1АМ «Басурманин», РСЗО «Град», два танка Т-90М, бронетранспортёры, гаубицы, джипы, переносные реактивные установки.

### После деоккупации
После сдачи оккупированного города войска РФ продолжили его обстреливать. Так, 24 ноября из-за них начался пожар в жилом доме в микрорайоне Жилпоселок.
После освобождения правого берега Херсонской области, по данным прокуратуры Украины, были обнаружены тела 432 убитых мирных жителей.
24 декабря 2022 года российские войска в очередной раз обстреляли центр Херсона, убив шестнадцать мирных жителей и ранив более 60. 25 декабря российские войска обстреливали Херсон 41 раз, в городе выстроились очереди в центр сдачи крови. В канун Нового 2023 года, 31 декабря, российские войска обстреляли город ракетами, убив одного из жителей и ранив троих, среди коих 13-летний мальчик и 12-летняя девочка. Российские войска разбомбили здание областной детской больницы и жилые частные и многоквартирные дома.
3 мая 2023 года Россия нанесла очередной удар по Херсону, при котором погибли 24 человека и ранено более 40.

## География

### Климат

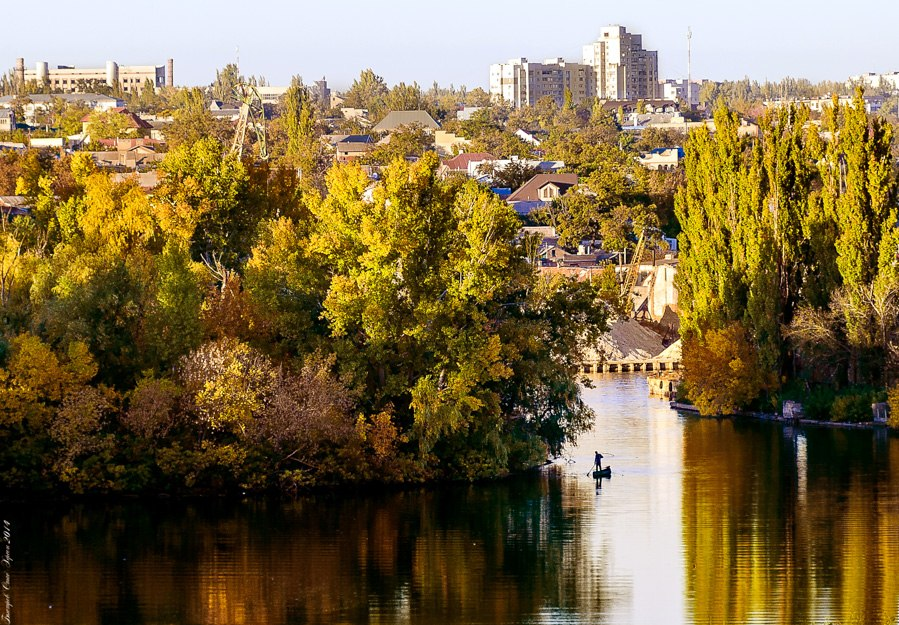
Вид на р. Кошевая

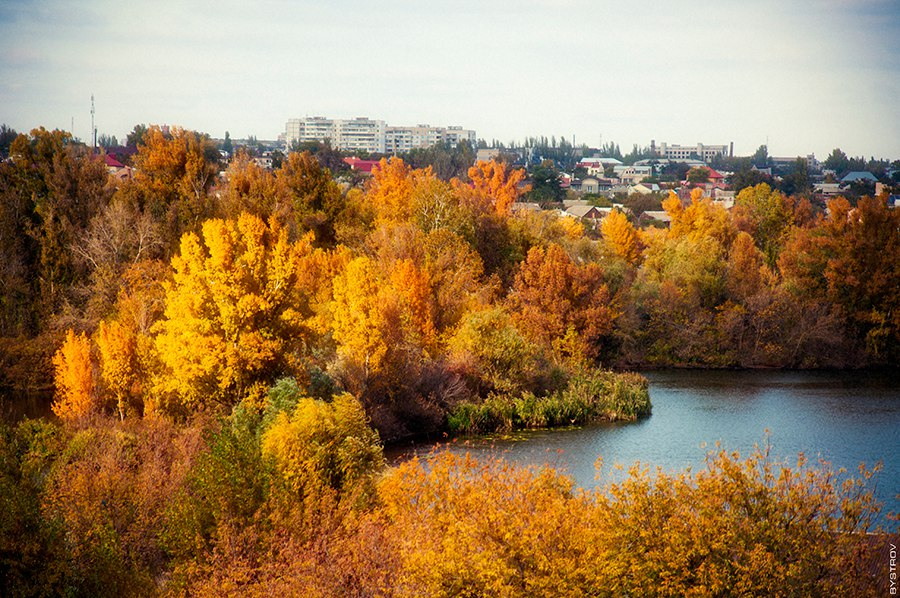
Вид на р. Кошевая и р-н Забалку

Климат Херсона типичен для степного юга Украины, и является сухостепным континентальным. Зима мягкая, снег выпадает редко или отсутствует вовсе. Весна приходит рано, как правило, уже в конце февраля. Лето жаркое, засушливое и длинное.
| Показатель                                | Янв.  | Фев.  | Март  | Апр. | Май  | Июнь | Июль | Авг. | Сен. | Окт. | Нояб. | Дек.  | Год   |
| ----------------------------------------- | ----- | ----- | ----- | ---- | ---- | ---- | ---- | ---- | ---- | ---- | ----- | ----- | ----- |
| Абсолютный максимум, °C                   | 15,0  | 18,6  | 22,1  | 32,0 | 37,7 | 39,5 | 40,5 | 40,7 | 33,3 | 32,0 | 21,8  | 16,5  | 40,7  |
| Средний суточный максимум, °C             | 1,4   | 2,2   | 7,7   | 15,7 | 22,3 | 26,4 | 29,3 | 28,9 | 22,8 | 15,6 | 7,8   | 2,8   | 15,3  |
| Средняя температура, °C                   | −1,7  | −1,3  | 3,2   | 10,1 | 16,1 | 20,4 | 22,9 | 22,3 | 16,7 | 10,4 | 4,1   | −0,2  | 10,3  |
| Средний суточный минимум, °C              | −4,5  | −4,5  | −0,5  | 5,0  | 10,1 | 14,6 | 16,8 | 16,0 | 11,3 | 5,9  | 1,0   | −2,8  | 5,7   |
| Абсолютный минимум, °C                    | −32,2 | −24,4 | −20,2 | −7,9 | −1,5 | 5,8  | 9,2  | 6,6  | −5   | −7,6 | −16,2 | −22,2 | −32,2 |
| Норма осадков, мм                         | 29    | 30    | 29    | 32   | 39   | 52   | 44   | 35   | 42   | 32   | 38    | 33    | 435   |
| Источник: Погода и климат, Климат Херсона |       |       |       |      |      |      |      |      |      |      |       |       |       |

На противоположном от Херсона берегу Днепра, близ города Алёшки находится один из крупнейших песчаных массивов Европы — Алешковские пески.

### Административное деление
Херсон делится на три района
- Центральный район включает исторический центр Херсона и микрорайоны: Таврический, Северный, Центр, Мельницы.
- Корабельный район включает микрорайоны: Шуменский, Корабел, Забалка, Сухарное, Жилпосёлок, пос. Камышаны, пос. Геологов, пос. Зимовник.
- Днепровский район включает микрорайоны: Мельницы, ХБК, Текстильный, Стеклотары, Слободка (1-я, 2-я), Военное, Восточный.

## Население
| Численность наличного населения Херсона | Численность наличного населения Херсона | Численность наличного населения Херсона | Численность наличного населения Херсона | Численность наличного населения Херсона | Численность наличного населения Херсона | Численность наличного населения Херсона | Численность наличного населения Херсона | Численность наличного населения Херсона | Численность наличного населения Херсона |
| 1789                                    | 1792                                    | 1846                                    | 1850                                    | 1885                                    | 1897                                    | 1910                                    | 1923                                    | 1926                                    | 1939                                    |
| --------------------------------------- | --------------------------------------- | --------------------------------------- | --------------------------------------- | --------------------------------------- | --------------------------------------- | --------------------------------------- | --------------------------------------- | --------------------------------------- | --------------------------------------- |
| 2 000                                   | ↗25 000                                 | ↗54 000                                 | ↗62 000                                 | ↗65 000                                 | ↘59 076                                 | ↗72 000                                 | 41 086                                  | ↗57 376                                 | ↗96 987                                 |
| 1941                                    | 1959                                    | 1970                                    | 1979                                    | 1981                                    | 1989                                    | 1992                                    | 1998                                    | 2001                                    | 2003                                    |
| ↗102 000                                | ↗157 995                                | ↗260 687                                | ↗318 908                                | ↗329 000                                | ↗355 379                                | ↗368 300                                | ↘358 700                                | ↘328 360                                | ↘325 706                                |
| 2004                                    | 2005                                    | 2006                                    | 2007                                    | 2008                                    | 2009                                    | 2010                                    | 2011                                    | 2012                                    | 2013                                    |
| ↘322 800                                | ↘319 278                                | ↘316 056                                | ↘312 359                                | ↘308 837                                | ↘306 567                                | ↘304 613                                | ↘302 528                                | ↘300 666                                | ↘299 052                                |
| 2014                                    | 2015                                    | 2016                                    | 2017                                    | 2018                                    | 2019                                    | 2020                                    | 2021                                    | 2022                                    | 2024                                    |
| ↘297 593                                | ↘296 448                                | ↘294 941                                | ↘293 299                                | ↘291 428                                | ↘289 096                                | ↘286 958                                | ↘283 649                                | ↘279 131                                | ↘67 000                                 |

Население города на 1 января 2021 года составляет 286 958 постоянных жителей и 296 161 человек наличного населения, в горсовете — включая населённые пункты, подчинённые райсоветам города — 330 026 и 334 570 человек соответственно. По сообщению пресс-офицера комендатуры обороны города Дмитрия Плетенчука на 2 января 2023 года в городе осталось не более 60 тысяч человек.
Население города на 4 января 2024 года составляло 67 тысяч человек.
Население в агломерации — около 450 тыс. человек.
Херсон является центром городской агломерации, в которую, помимо собственно Херсона, входят Алёшки, Подстепное, Антоновка, Молодёжное, Степановка, Висунцы, Камышаны, Зеленовка, Надднепрянское, Октябрьское, Чернобаевка, Белозёрка.
По данным переписи 2001 года, украинцы составляли 76,51 % населения Херсона, русские — 19,93 %.

### Языковой состав
По данным переписи 1897 года, Херсон, входя в состав преимущественно украиноязычного Херсонского уезда, являлся городом, где относительно преобладал русский:
| Язык                       | Численность, чел. | Доля     |
| -------------------------- | ----------------- | -------- |
| Русский («великорусский»)  | 27 902            | 47,23 %  |
| Идиш («еврейский»)         | 17 162            | 29,05 %  |
| Украинский («малорусский») | 11 591            | 19,62 %  |
| Польский                   | 1 021             | 1,73 %   |
| Другие                     | 1 400             | 2,37 %   |
| Итого                      | 59 076            | 100,00 % |

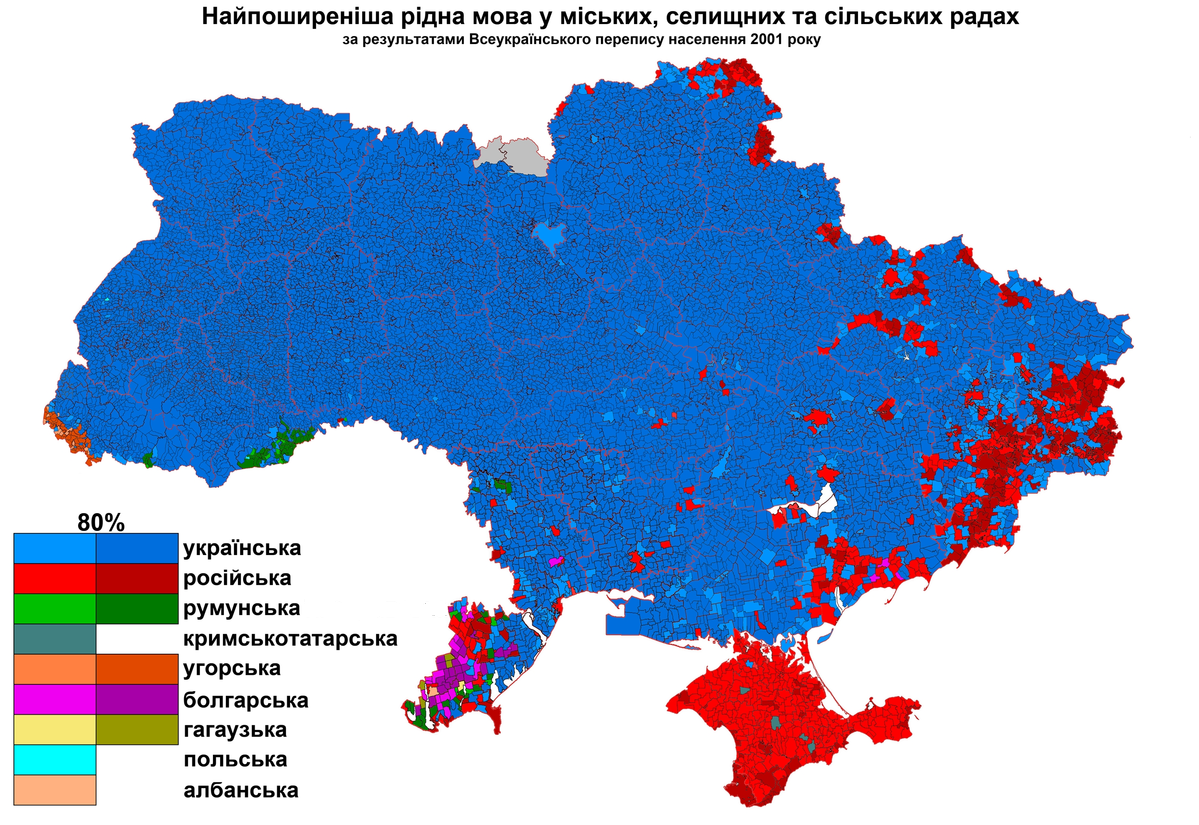
Языковая карта Украины по переписи 2001 года. Херсон был единственным областным центром на юго-востоке Украины, где большинство населения указало украинский язык родным

Родной язык населения по данным переписи 2001 года:
| Язык       | Численность, чел. | Доля     |
| ---------- | ----------------- | -------- |
| Украинский | 173 102           | 53,36 %  |
| Русский    | 147 091           | 45,34 %  |
| Другое     | 4 231             | 1,30 %   |
| Итого      | 324 424           | 100,00 % |

В августе 2012 года русский язык получил в городе статус регионального.
19 октября 2018 года русский потерял статус регионального языка в Херсоне, за это решение проголосовали 33 из 38 депутатов Херсонского городского совета.
В настоящее время украинский язык является единственным официальным языком города.
Вторжение России на Украину спровоцировало новую волну украинизации в городе, всё больше людей предпочитают говорить на украинском языке.
Во время оккупации правобережной части Херсонской области Россия подвергала город насильственной русификации и принимала меры для искоренения в нём украинского языка: оккупационными властями в Херсоне уничтожалась украиноязычная литература и массово распространялись листовки и билборды, гласящие, что «русские и украинцы — один народ, единое целое». В школах преподавали только на русском.
После освобождения Херсона Вооружёнными силами Украины в городе происходит украинизация вывесок и внешней рекламы.
Согласно опросу, проведённому Социологической группой «Рейтинг» по заказу Transatlantic Dialogue Center 2—4 мая 2024 года, исключительно на украинском языке дома разговаривали 29 % населения города, исключительно на русском — 15 %, на двух языках — 56 %.

## Экономика
Наиболее развитыми отраслями являются:
- пищевая промышленность (консервный, мясной, рыбный, хлебокомбинаты, молочный, винодельные, макаронные фабрики и др.)
- машиностроение (судостроение и судоремонт, производство сельскохозяйственной техники, электромашиностроительный завод, завод карданных валов)
- лёгкая промышленность (хлопчатобумажный комбинат, кожевенно-обувной комбинат, обувная, швейная фабрики)
- химическая и нефтеперерабатывающая промышленность

Город обслуживают морской и речной торговые порты с круглогодичной навигацией. Херсон — крупный железнодорожный узел. В состав Херсонского отделения Одесской Железной дороги входят такие крупные станции как Херсон, Николаев, Снигирёвка. Есть аэропорт, осуществляющий регулярное воздушное сообщение со Стамбулом.
Развит туризм. Посёлки на Черноморском побережье Херсонщины, такие как Зализный Порт, Лазурное, Приморское (Бехтерская община), пользуются большой популярностью у отдыхающих. Скадовск и Арабатская стрелка известны как центры детского отдыха. Всего в Херсонской области насчитывается около 180 курортных комплексов.
Структура промышленного производства в городе (по материалам Главного управления статистики):
| № | отрасль                                                     | % в 2007 |
| - | ----------------------------------------------------------- | -------- |
| 1 | Пищевая промышленность                                      | 38,1     |
| 2 | Машиностроение                                              | 23,3     |
| 3 | Производство и распределение электроэнергии, газа, воды     | 21,8     |
| 4 | Металлургия и производство изделий из металла               | 6,0      |
| 5 | Химическая и нефтехимическая промышленность                 | 4,3      |
| 6 | Целлюлозно-бумажное производство, издательская деятельность | 2,2      |
| 7 | Лёгкая промышленность                                       | 1,2      |

### Судостроение и судоремонт

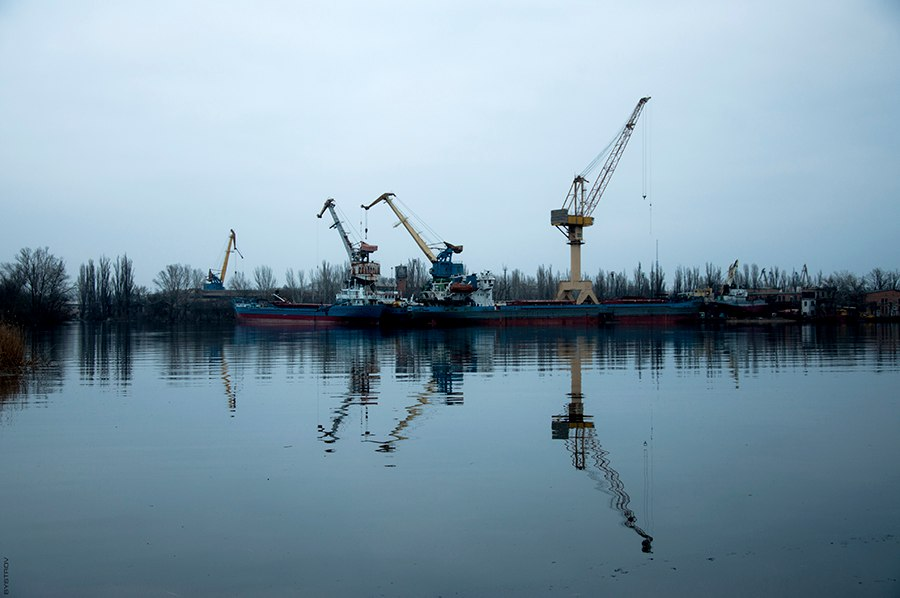
Завод им. Куйбышева

После основания в 1951 году Херсонского судостроительного завода (ХСЗ), Херсон стал главной верфью СССР.
Херсонский судостроительный завод является одним из крупнейших судостроительных предприятий на Украине и в Европе, его производственные мощности позволяют строить танкеры, сухогрузы, контейнеровозы, ледоколы, арктические снабженцы, буровые и различные многоцелевые суда.
- Херсонский государственный завод «Паллада»
- Херсонский государственный завод судового оборудования и судовой арматуры «Судмаш»
- Херсонский государственный докостроительный завод «Паллада» (Бетонверфь).

В СССР Херсон считался[кем?] главной судоремонтной верфью страны, там работало шесть заводов.
Сейчас в Херсоне есть несколько судоремонтных предприятий:
- ОАО «Херсонский судоремонтный завод имени Куйбышева» (в июле 2016 года хозяйственный суд Херсонской области признал завод банкротом)
- ЗАО «Херсонский судостроительный судоремонтный завод имени Коминтерна»

### Машиностроение
- ООО НПП «Херсонский машиностроительный завод»
- ОАО «Херсонский электромашино-строительный завод»
- АОЗТ «Херсонский электромеханический завод»
- ОАО «Херсонский завод карданных валов»
- ООО «Авиа-Про»
- ЗАО Аккумуляторный завод «САДА»

### Металлургия
- ООО «Механический завод»
- ООО "ТПК «Херсонский литейный завод»

### Лёгкая промышленность
- ЗАО «Красень»

### Пищевая промышленность
- ПАО «Херсонский комбинат хлебопродуктов»
- АОЗТ «Херсонская кондитерская фабрика»[72]
- ОАО «Херсонский маслозавод»
- ООО «Данон Днипро»
- ООО ПКФ «Арис ЛТД»

До 1984 года в городе функционировал пивзавод.

### Транспорт

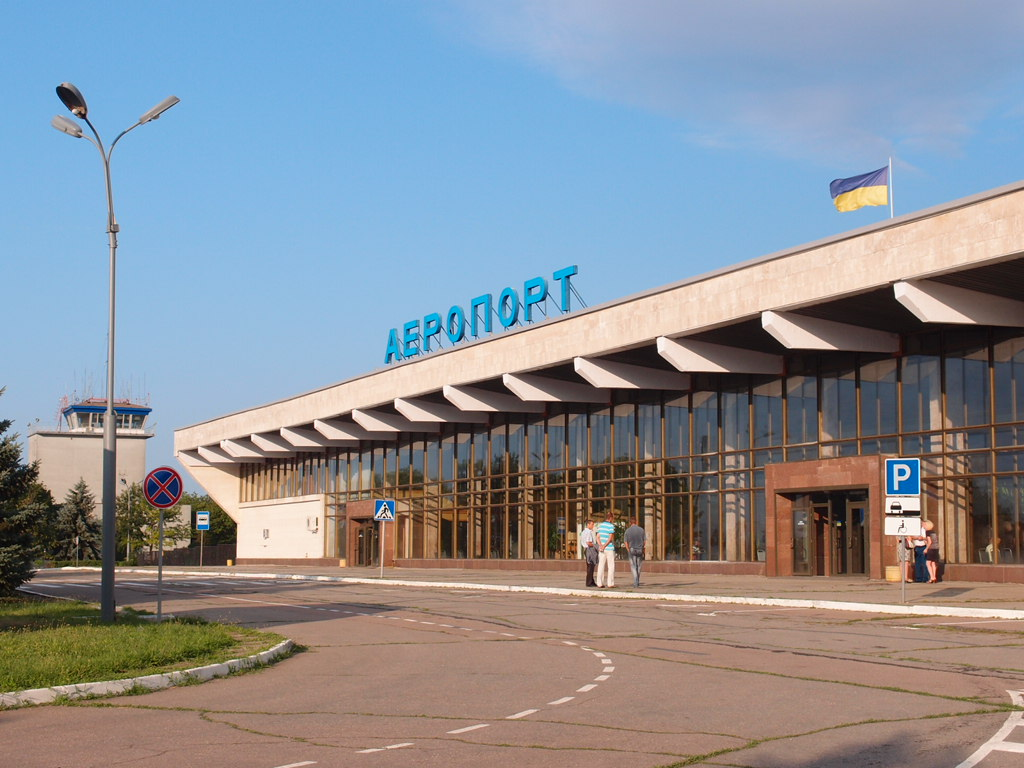
Международный аэропорт Херсон

Основой городского транспорта являются маршрутные такси, троллейбусы.
Город соединён с другими населёнными пунктами железной дорогой, автобусными маршрутами, речным и морским транспортом.
Имеется современный международный аэропорт, выполняются регулярные рейсы Стамбул — Херсон и Киев — Херсон.

## Образование, наука и культура

### Учебные заведения

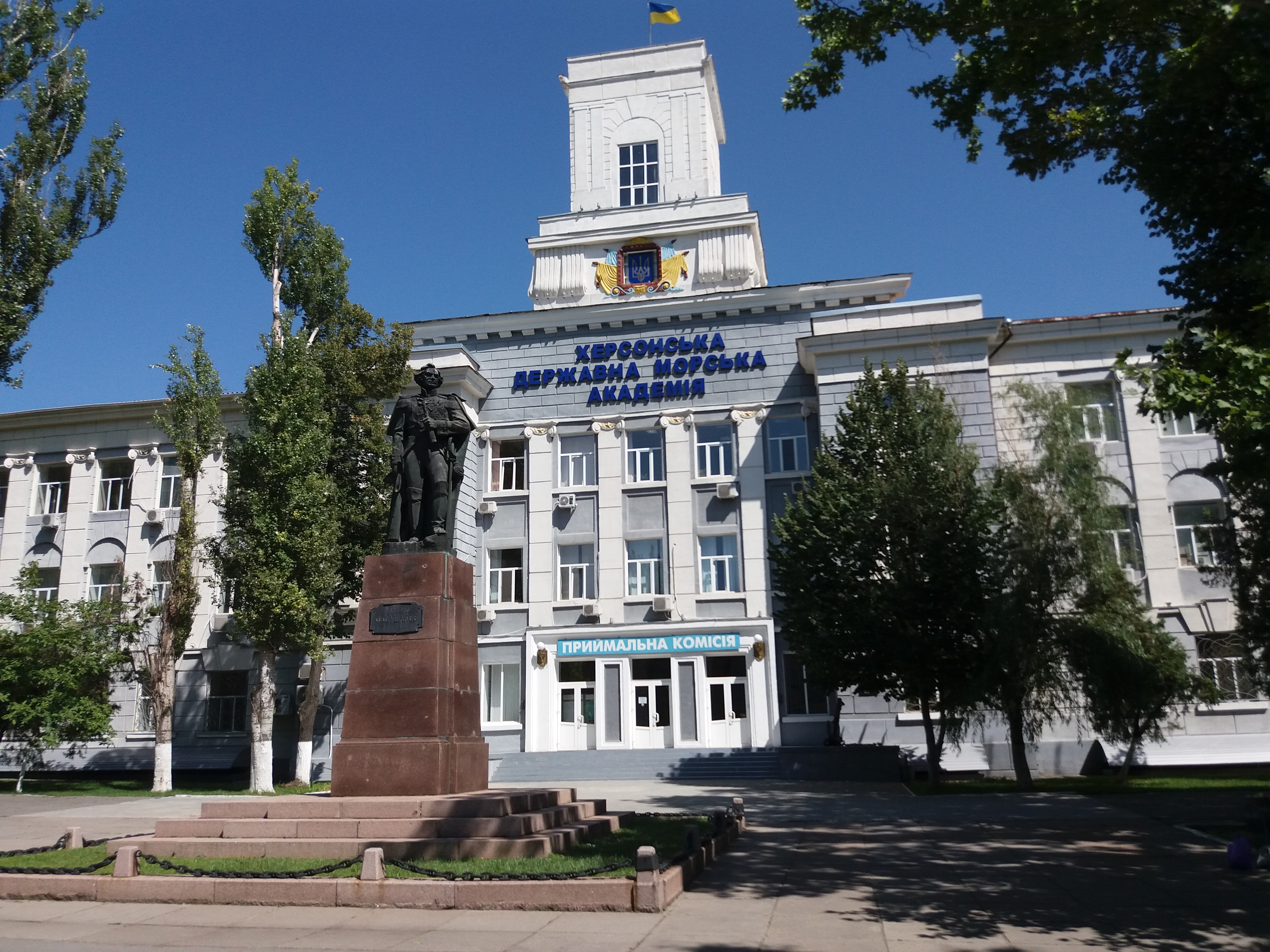
Херсонская государственная морская академия, слева памятник Ф. Ф. Ушакову

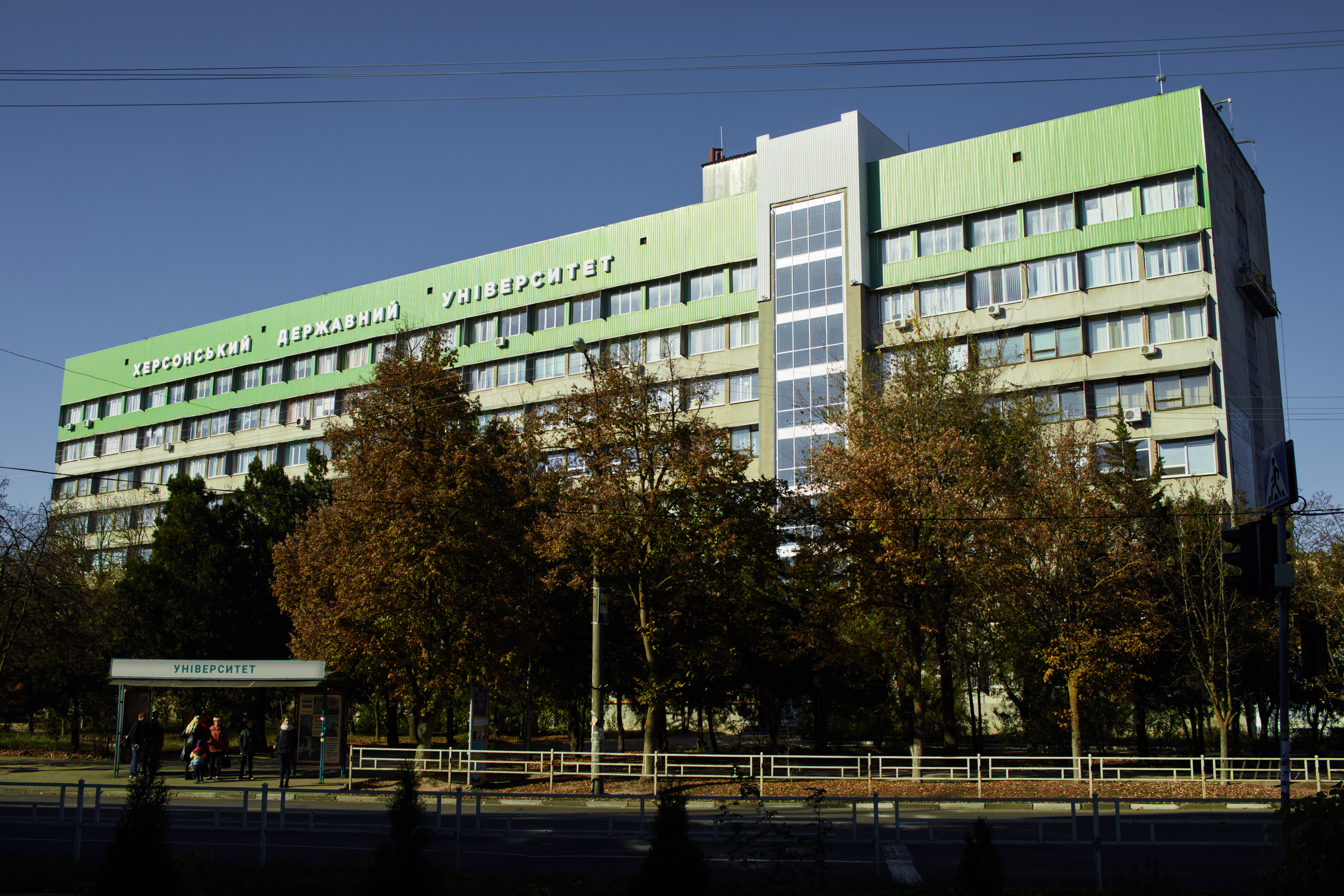
Херсонский государственный университет

23 февраля 2008 года в Херсоне в областной клинической больнице была выполнена операция на открытом сердце с использованием аппарата искусственного кровообращения. Херсон — важный научный и образовательный центр. Работают около 15 ВУЗов:
- Херсонский государственный университет
- Херсонский государственный аграрный университет
- Херсонский национальный технический университет
- Международный университет бизнеса и права
- Херсонский филиал Европейского университета
- Херсонский филиал национального университета внутренних дел МВД Украины
- Херсонский филиал Национального университета кораблестроения им. адмирала Макарова
- Херсонская государственная морская академия
- Херсонский филиал Одесского морского тренажерного центра
- Открытый международный университет развития человека «Украина»
- Херсонский филиал Киевских государственных курсов иностранных языков
- Херсонский филиал международного Славянского университета
- Херсонский экономично-правовой институт
- Херсонское мореходное училище рыбной промышленности
- Херсонский политехнический колледж
- Херсонский базовый медицинский колледж

Лицеи города:
- Херсонский лицей журналистики, бизнеса и правоведения
- Херсонский академический лицей имени О.В Мишукова при Херсонском государственном университете
- Херсонский физико-технический лицей
- Херсонский областной лицей

Также в Херсоне работают морской, кооперативный и политехнический колледжи; гидрометеорологический техникум, судомеханический техникум вошёл в состав Херсонского морского института, высшее коммерческое, мореходное училище рыбной промышленности и профессиональные лицеи.
Среди научных учреждений города — Институт земледелия южного региона УААН (при институте работает дендропарк). При Херсонском государственном университете с 1934 год есть ботанический сад общей площадью 14 га. В настоящее время он частично застроен. Многие деревья погибли из-за отсутствия ухода и полива.
Учреждения культуры представлены двумя театрами — областным музыкально-драматическим и детским, филармонией, а также краеведческим музеем. Проходит Всеукраинский фестиваль музыкальных театральных премьер «Мельпомена Таврии», в Херсоне учреждена Всеукраинская независимая литературная премия «Арт-Киммерик», которая сейчас приобрела черты международной. Также проходит ежегодный всеукраинский фестиваль «Черноморские игры» в Скадовске. C 1992 по 2006 годы на Херсонщине в городе Каховка проходил известный фестиваль «Таврийские игры». С 2008 года фестиваль снова проходит в Каховке.
| Тип учебного заведения                      | Количество учебных заведений | Количество учащихся |
| ------------------------------------------- | ---------------------------- | ------------------- |
| Общеобразовательные школы                   | 59                           | 33 000              |
| Колледжи                                    | 5                            | 7 500               |
| Средние специальные заведения               | 12                           | 6 500               |
| Высшие специальные заведения                | 15                           | 12 500              |
| Профессиональные высшие технические училища | 6                            | 8 000               |

### Библиотеки
- Областная библиотека им. Гончара
- Областная юношеская библиотека

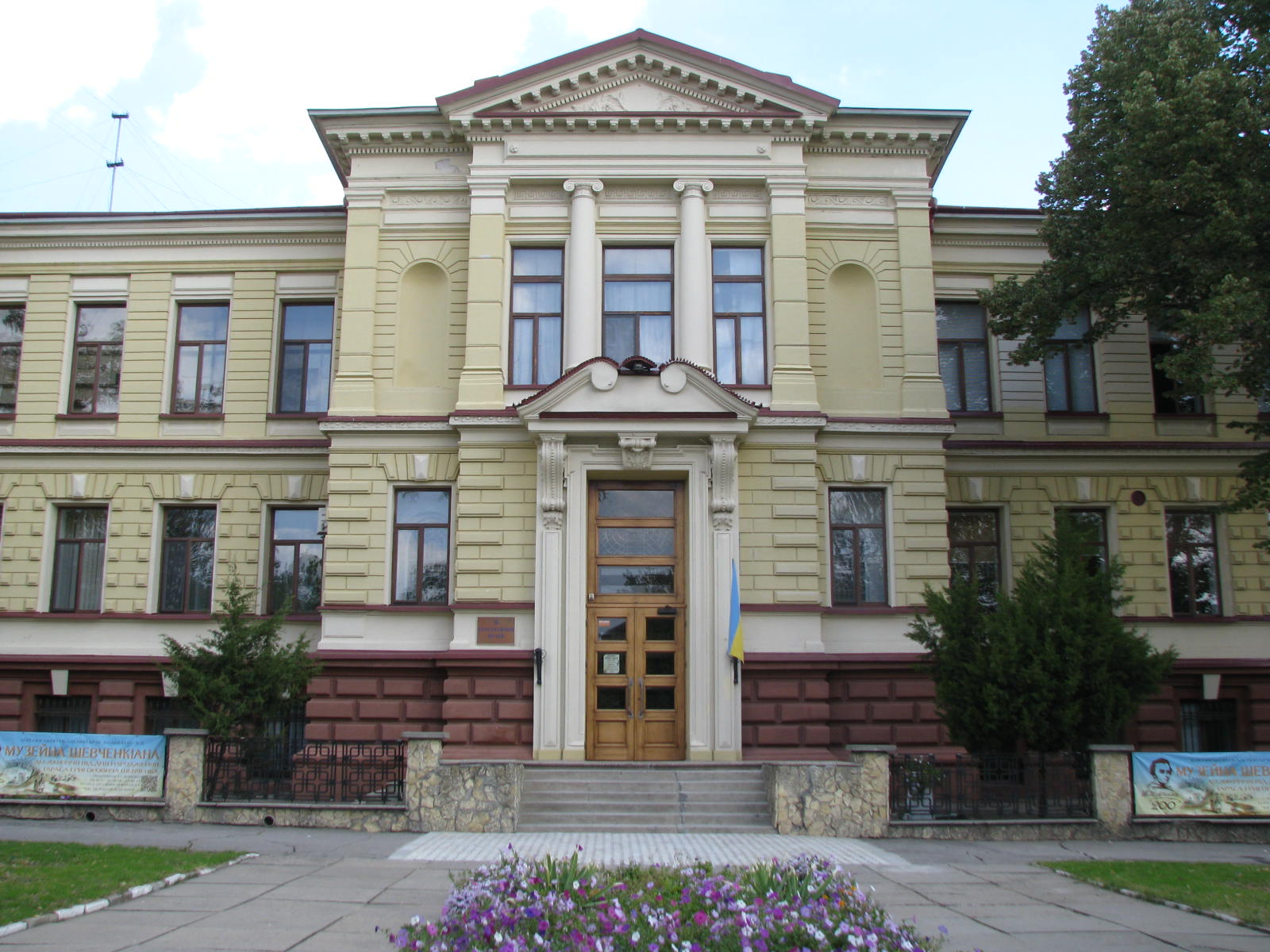
Херсонский областной краеведческий музей

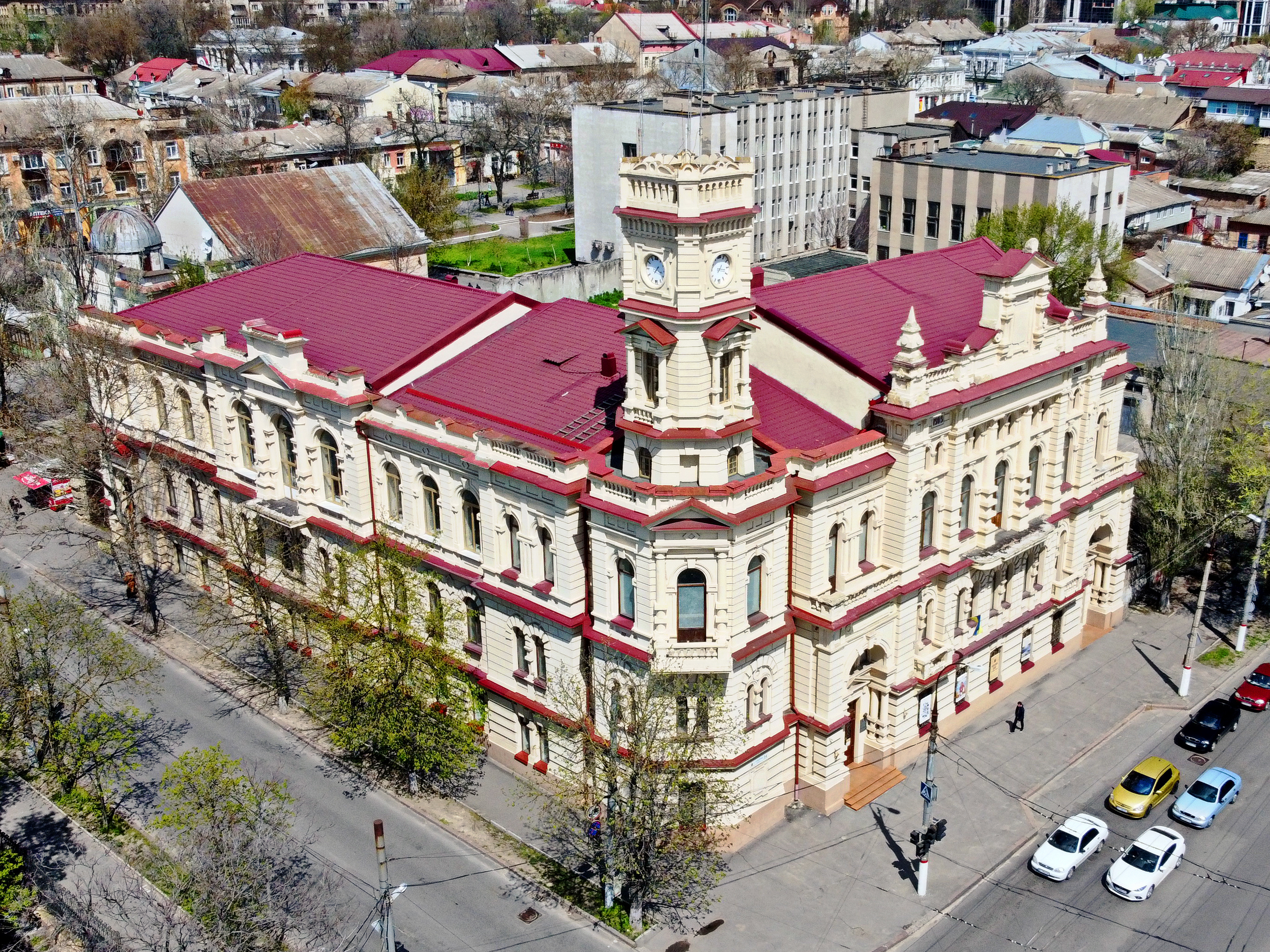
Художественный музей имени Шовкуненко

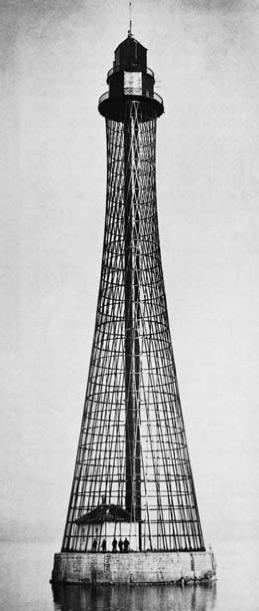
Гиперболоидный Аджигольский маяк конструкции В. Г. Шухова под Херсоном, 1911

- Херсонская областная библиотека для детей им. Днипровой Чайки[укр.]
- Областная медицинская библиотека
- Центральная Городская библиотека им. Леси Украинки
- Библиотека-филиал № 9 (для взрослых), Херсонская ЦБС (Централизованная библиотечная система)
- Библиотека-филиал № 23 им. И. Багряного (для юношества, Херсонская ЦБС (Централизованная Библиотечная Система)

### Дворцы и дома культуры
- Дом культуры и отдыха молодёжи.
- Дом культуры им. П. П. Шмидта.
- Дворец молодежи и студентов.
- Областной дворец культуры.
- Дом художественного творчества.
- Дворец культуры судостроителей.
- Дворец культуры нефтяников. В 1983 г. ДК был ещё и учебным заведением. Началось обучение первого курса художников по следующим дисциплинам: история культуры, клубоведение, теория оформления дела, рисунок, живопись, оформительское дело, оформление театральных зрелищ.
- Планетарий.
- Ледовый дворец.

### Достопримечательности
- Остатки валов и ворот крепости XVIII века
- Московские (Северные) ворота
- Исторический центр XIX века с регулярной планировкой
- Черноморский госпиталь (1803—1810, архитектор Андреян Захаров)
- Адмиралтейский арсенал (конец XVIII века)
- Спасский собор (1781)
- «Казённый парк» (парк областного лицея, заложен в 1868)
- Херсонская телебашня
- Аджигольский сетчатый стальной маяк[73] построенный В. Г. Шуховым в 1910 году, уникальная гиперболоидная конструкция высотой 70 метров.
- Крупнейший в мире искусственный лес [74]

### Памятники

#### Памятники людям

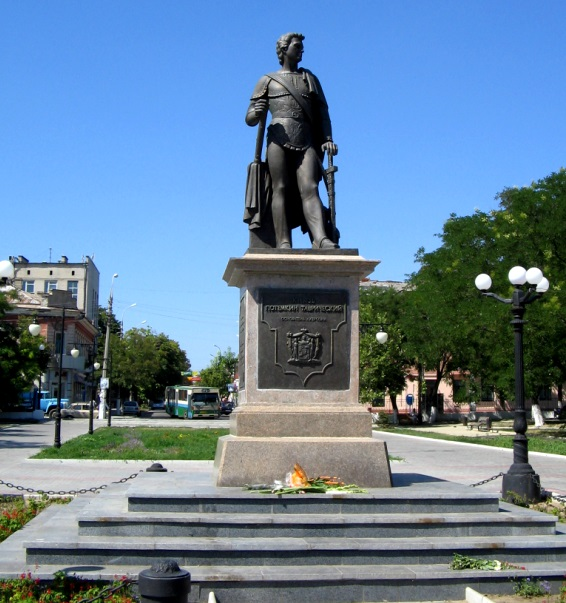
Памятник Г. А. Потёмкину

- Памятник Г. А. Потёмкину.
- Памятник Джону Говарду.
- Памятник Ф. Ф. Ушакову.
- Памятник А. В. Суворову
- Памятник первым корабелам черноморского флота — Парусник на высоком постаменте, установлен на набережной в 1972 году в честь первых корабелов Черноморского флота: 66-пушечного линкора «Слава Екатерины» и 50-пушечного фрегата «Георгий Победоносец», которые были сооружены в адмиралтейской верфи Херсона в 1783 году. Памятник сделан из листовой меди, бетона и гранита. Работа скульпторов И. Белокура, В, Потребенко, В. Шкуропада, и архитектора Ю. Тарасова.
- Памятник В.И. Ленину (демонтирован 22.02.2014)
- Памятник Ф.Э. Дзержинскому (снесён)
- Памятник Т. Г. Шевченко, по проспекту Текстильщиков.
- Памятник Богородице
- Памятник А. Д. Цюрупе.
- Памятник В. Ф. Маргелову.
- Памятник воинам-интернационалистам.
- Памятник Всеволоду Заботину.
- Памятник «Дары Таврии» (скульптор Юрик Грантович Степанян), выполнен в форме пекторали из бронзы, в центре — славянская богиня Лада — богиня урожая и плодородия. В одной руке она держит дольку арбуза, в другой — пучок пшеничных колосков.
- Памятник жертвам тоталитарного режима[75].
- Памятник Г. К. Орджоникидзе[76].

#### Памятники Великой Отечественной войны

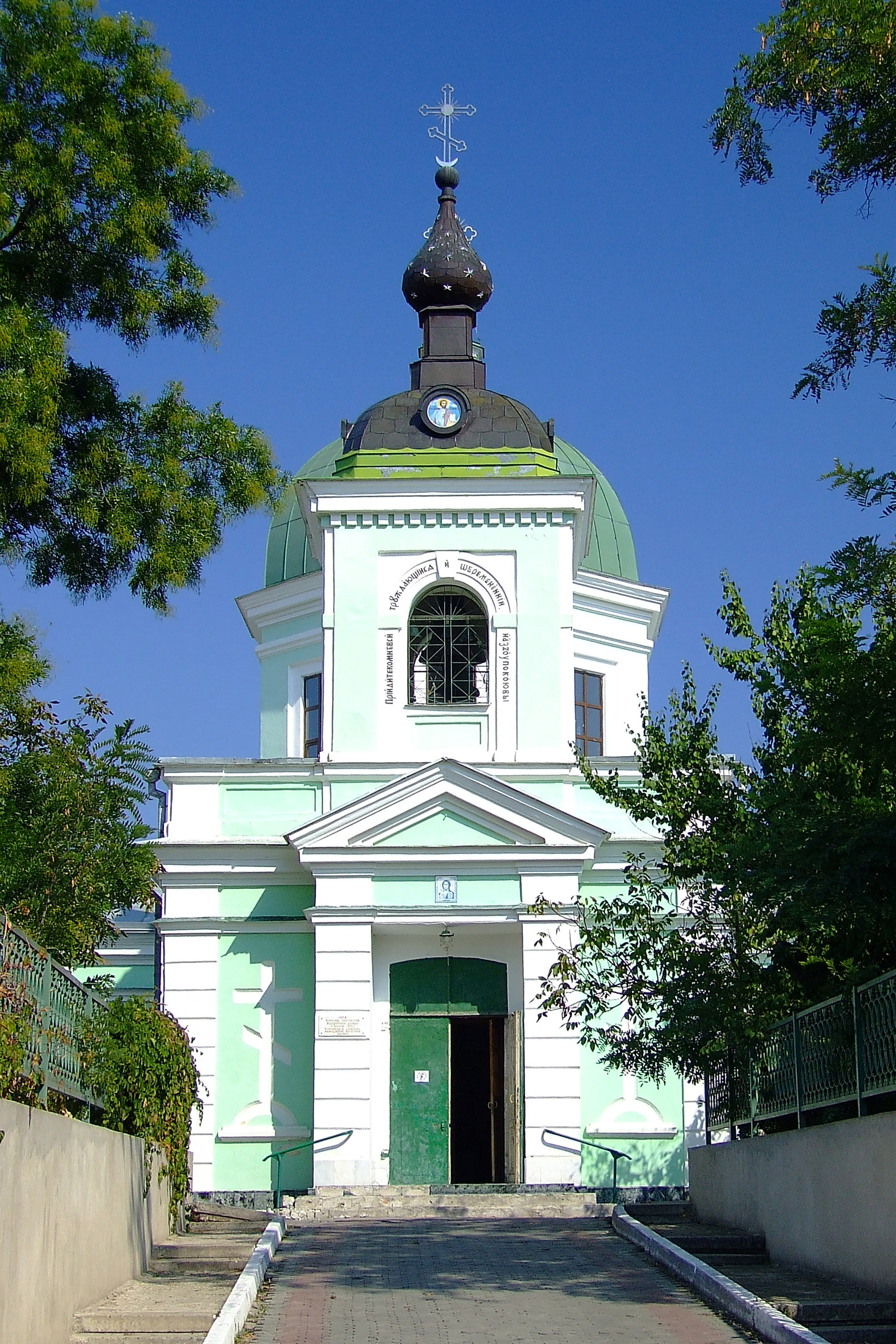
Церковь всех святых, 1802 года

- Памятный знак морякам Дунайской военной флотилии.
- Могила неизвестного солдата.
- Монумент в честь воинов-освободителей города.
- Герою Советского Союза И. А. Кулику, руководителю подпольной организации «Патриот Родины».
- Герою Советского Союза Н. Н. Субботе
- Мемориальная доска воинам-портовикам.
- Монумент «Пушка-ветеран» в честь воинов-освободителей города.
- Герою Советского Союза, генералу Д. М. Карбышеву.
- Защитникам Сталинграда.
- Военному автомобилю ЗИС-5.

### Памятники архитектуры
- Петербургские ворота крепости, 80-е г. XVIII в.
- Очаковские ворота, кон. XVIII в.
- Резиденция губернатора 1905 г.
- Арсенал 1784 г.
- Складские сооружения, кон. XVIII в.
- Библиотека (ныне ЗАГС) 1896—1897 г.

### Культовые сооружения

#### Христианские храмы

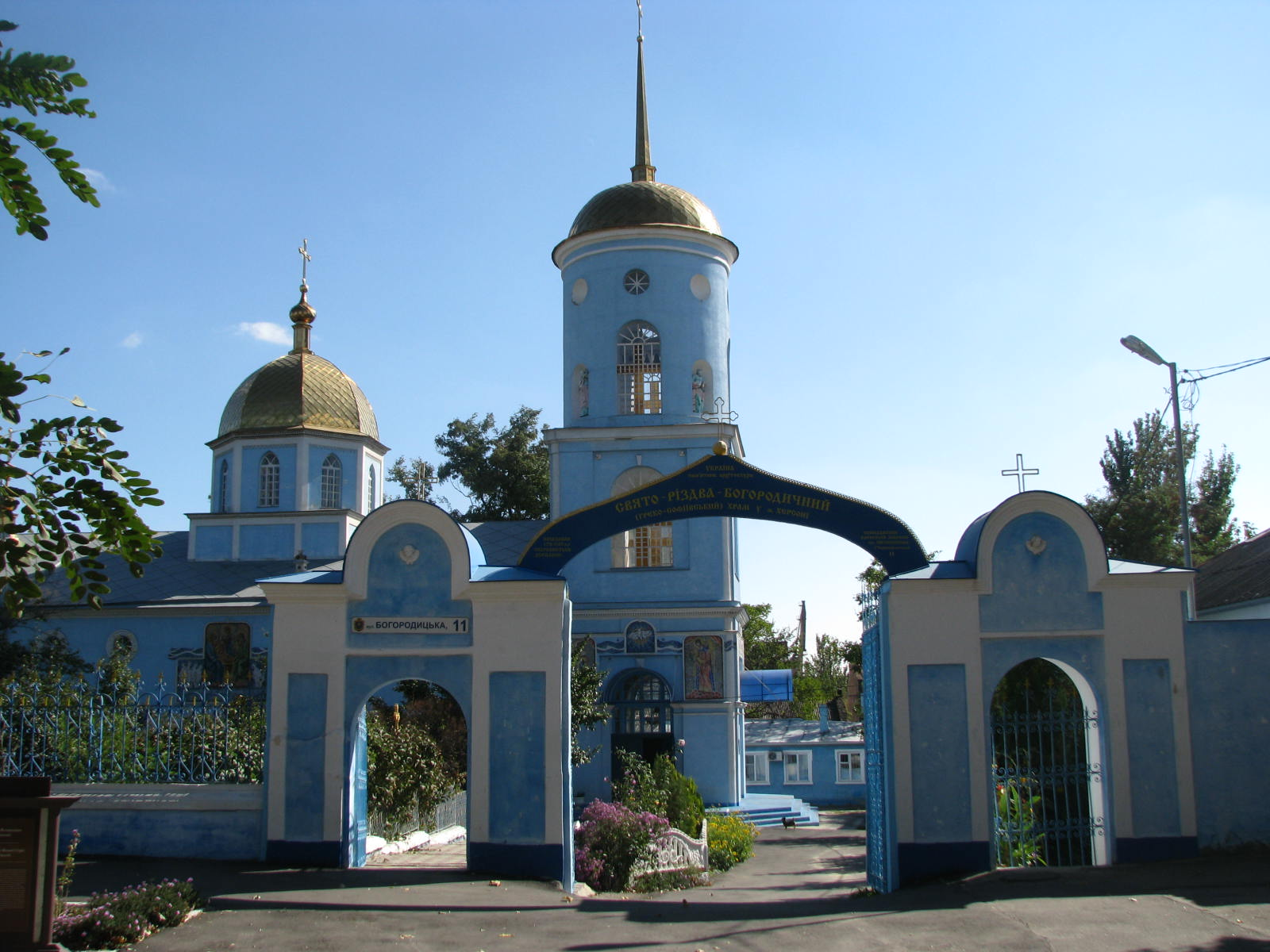
Греко-Софиевская церковь

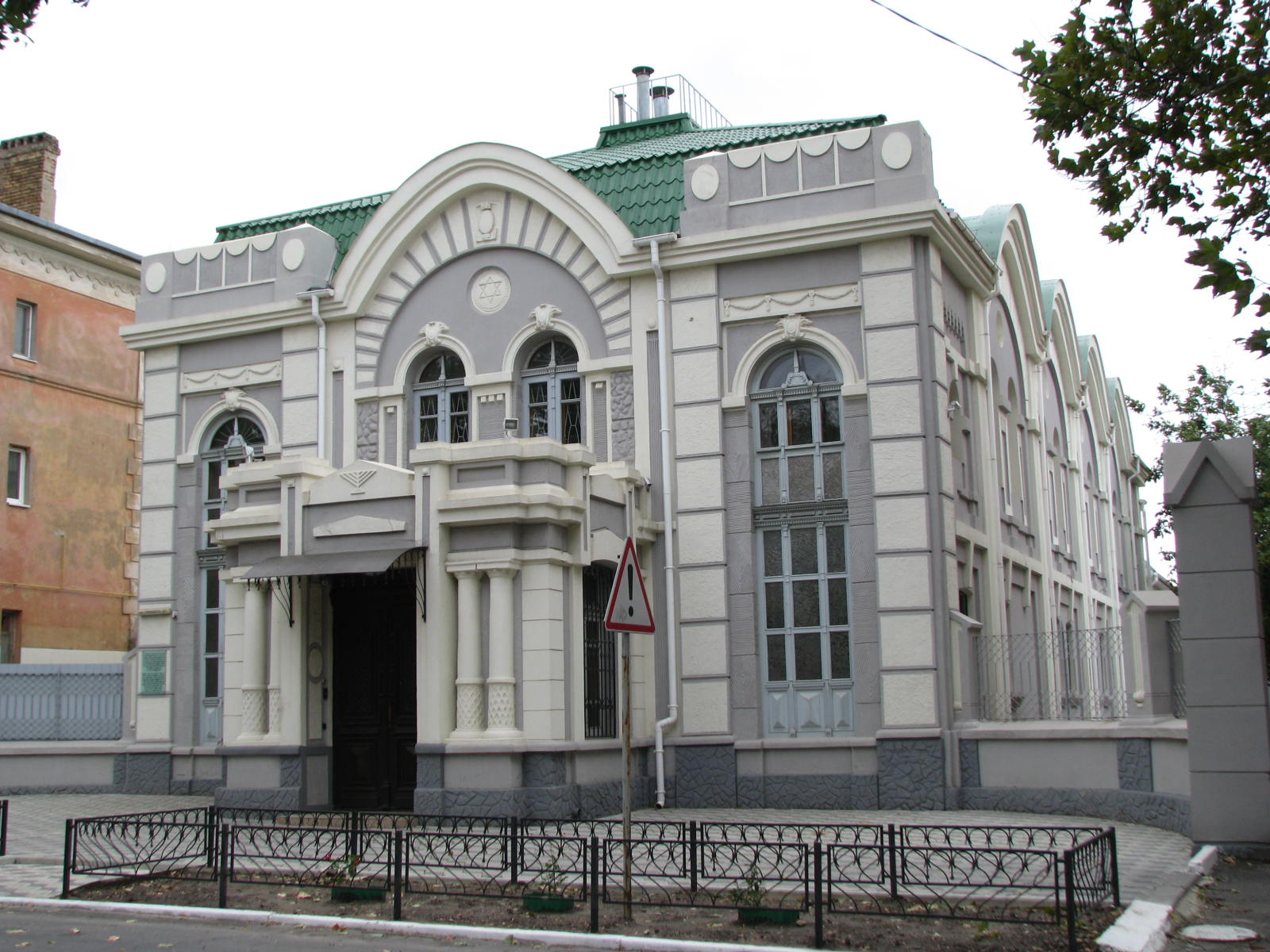
Херсонская синагога Хабад

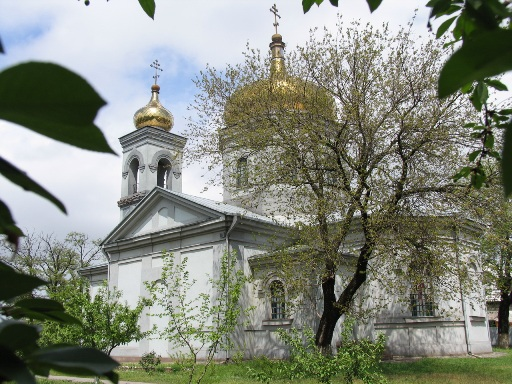
Собор Сретения Господня

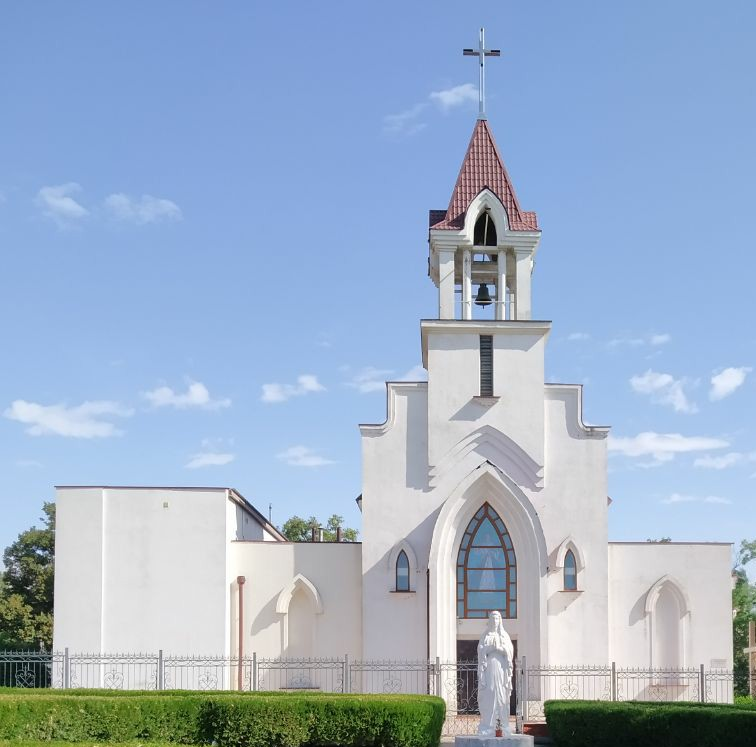
Римско-католический костёл Пресвятого Сердца Иисуса

- Свято-Екатерининский собор 1787 г. и колокольня 1806 г.
- Церковь Святой Александры
- Церковь Воздвижения Креста Господня.
- Собор Сретения Господня.
- Свято-Касперовский храм.
- Греко-Софиевский собор 1780 г.
- Свято-Успенский собор.
- Святодуховский собор с колокольней 1836 г.
- Церковь Иисуса Христа.
- Свято-Николаевский морской собор 1819 г.
- Римско-католический костел «Пресвятого сердца Иисуса Христа»
- Монастырь Святого Владимира.

#### Синагоги
- Старо-Николаевская (Большая) синагога (осн. 1780-е) (в её помещении ныне расположен планетарий, ул. Воронцовская (б. ул. Коммунаров), 14)[77]
- Ново-Николаевская (Главная) хоральная синагога (1840) (юго-западный угол ул. 21-го Января и Суворова, не сохранилась)[78]
- Синагога Бен-Гамедраш (Малая синагога) (1835) (юго-восточный угол планетария по ул. Суворова, не сохранилась)
- Ремесленная синагога (ΧΙΧ в.) (не сохранилась)
- Набережная синагога (ΧΙΧ в.) (ул. Михайловская, 21 — перестроена в жилой дом)
- Синагога Шрейбера (1850) (ул. Потёмкинская, 33)
- Прядильная синагога (ΧΙΧ в.)
- Синагога Хабад[79][80] (1895—1899 г.) (ул. Театральная, 27)
- Малая синагога Хабад (не сохранилась)
- Синагога Оленова (Финкельштейна)
- Синагога Розинского (Резницкая синагога) (ΧΙΧ в.) (ул. Канатная, 27)
- Синагога на углу Кузнечной ул. и Еврейского пер.
- Малая Резницкая синагога
- Синагога Аавас-Ахим
- Синагога Поалей-Цедек (не сохранилась)
- Синагога Кумана (не сохранилась)
- Синагога Рабочая
- Синагога Бен-Цион
- Синагога Бен-Яков
- Синагога Солдатская (ныне корпус культпросветучилища по ул. Мозолевского, 64)[81]
- Синагога на углу Успенского переулка и Форштатдской улицы[81]
- Синагога Северная (не сохранилась)[81]
- Синагога Фурмана (не сохранилась)
- Забалковская синагога (не сохранилась)
- Синагога на старом еврейском кладбище (не сохранилась)
- Синагога Военного форштадта[82]

### Музеи
- Литературная Херсонщина, музей-квартира Б. А. Лавренёва.
- Природно-экологический музей.
- Херсонский областной краеведческий музей
- Херсонский художественный музей имени Алексея Шовкуненко

### Театры
- Херсонский областной академический музыкально-драматический театр им. Н. Кулиша.
- Детский кукольный театр.
- Филармония.
- Контактный зоопарк «Детский театр зоолога».

### Кинотеатры
- «Украина» — реставрируется

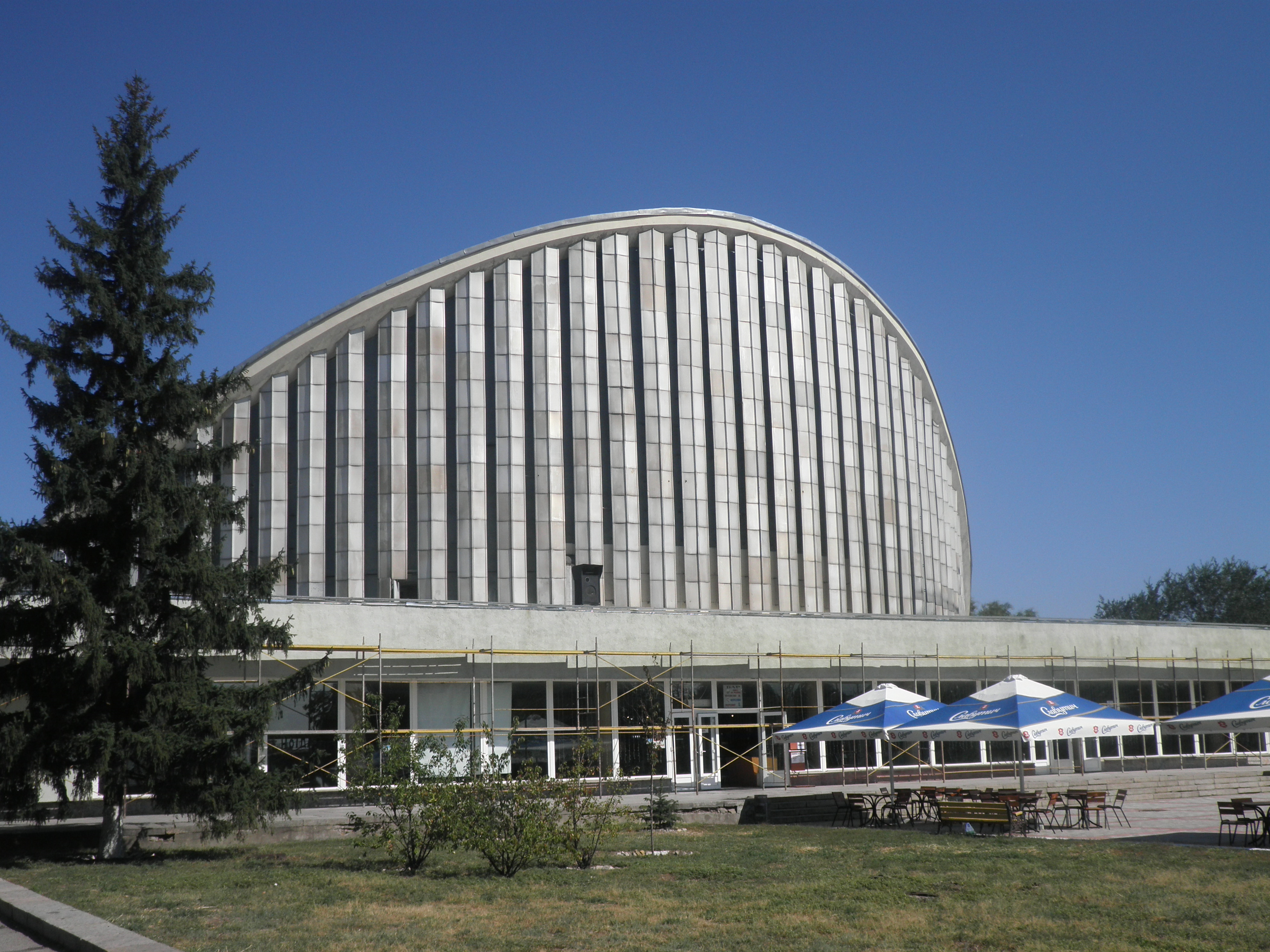
«Юбилейный» — киноконцертный зал

- «Юбилейный» — киноконцертный зал на 1500 мест, звуковая система Dolby Digital. 3D-зал на 100 мест.
- «Мультиплекс» Херсон (сеть кинотеатров «Мультиплекс») — 6-зальный 3D/2D-кинотеатр расположенный в ТРЦ «Фабрика» (сгорел в начале марта 2022 года)
- «3д мир» — кинотеатр в ТРЦ «Променад-Плаза»

### Фестивали
- Фестиваль современного искусства «Terra futura» (сентябрь-октябрь, ежегодный, с 2002 года. Организатор — Центр «Тотем»).
- Фестиваль Лютий/Февраль, проводимый Херсонским центром им. Вс. Мейерхольда с 2009 года (февраль).
- Международный рок-фестиваль укр. «кРок у майбутнє» («шаг в будущее», середина мая).
- Международный театральный фестиваль «Мельпомена Таврии» (май — июнь).
- Международный фестиваль «Таврийские игры» (г. Каховка, начало мая).
- Конкурс красоты «Мисс Херсон-Мисс Таврия».
- Конкурс красоты «Мисс Студенчество и Мисс Университет» Херсона.
- Областной этап Всеукраинского фестиваля художественного творчества среди высших учебных заведений Министерства аграрной политики Украины — «Софиевские зори» (ХГАУ).
- Фестиваль свободного искусства «FreeArt» (Организаторы — Эстрадно-цирковая студия JIN ROH).
- Международный поэтический фестиваль АнТ-Р-Акт (апрель).
- Херсонский фестиваль «Острів Різдва» (січень)

### Спорт

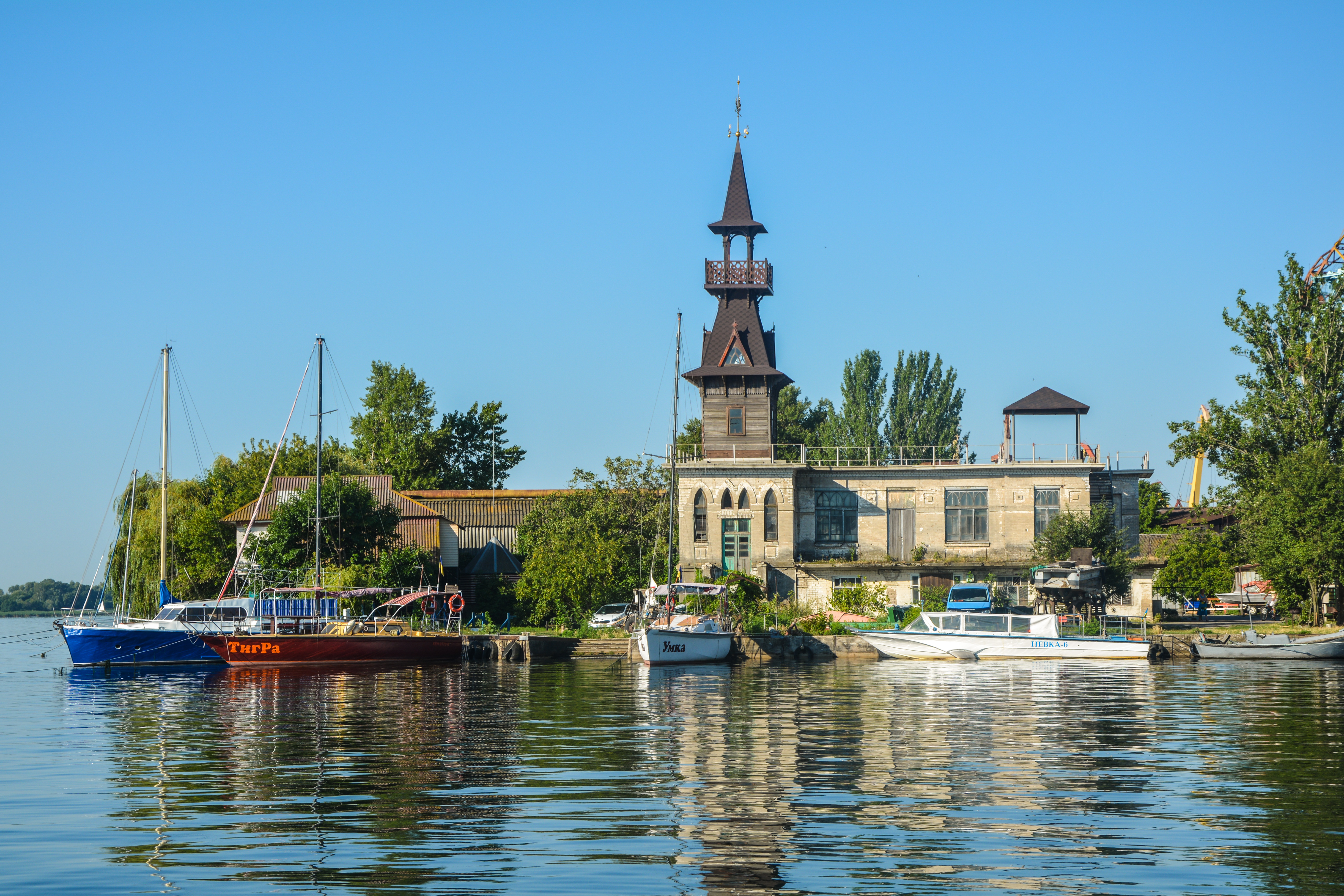
Херсонский яхт-клуб

В городе 5 стадионов («Кристалл», «Динамо», «Старт» и др.), 243 спортивных площадок, 20 теннисных кортов, 24 футбольных поля, 111 спортивных залов, где работают высококвалифицированные тренеры. Также действует яхт-клуб. Честь города защищают футбольный клуб Кристалл, футзальный клуб Продэксим, женский гандбольный Днепрянка, хоккейный клуб Днепр.
В 2008 году в Херсоне открыт ледовый дворец «Фаворит-Арена» на 450 зрителей, соответствующий стандартам Международной федерации хоккея с шайбой.
Херсонцы принимают участие в Олимпийских играх с 1952 года. Первым участником был Иван Сотников.
В Херсоне зарегистрировано свыше 70 спортивных клубов и 10 комнат школьников, где работают спортивные работники и тренируются спортсмены. На XXXVIII Олимпийских играх 2004 года в Афинах херсонские спортсмены сыграли значительную роль в результатах украинской олимпийской команды.
С 1994 года по настоящее время в Херсоне и Херсонской области проводится традиционное автомобильное ралли «Чумацкий Шлях», ежегодно входящее в зачёт Чемпионата Украины по ралли.

### Парки и отдых

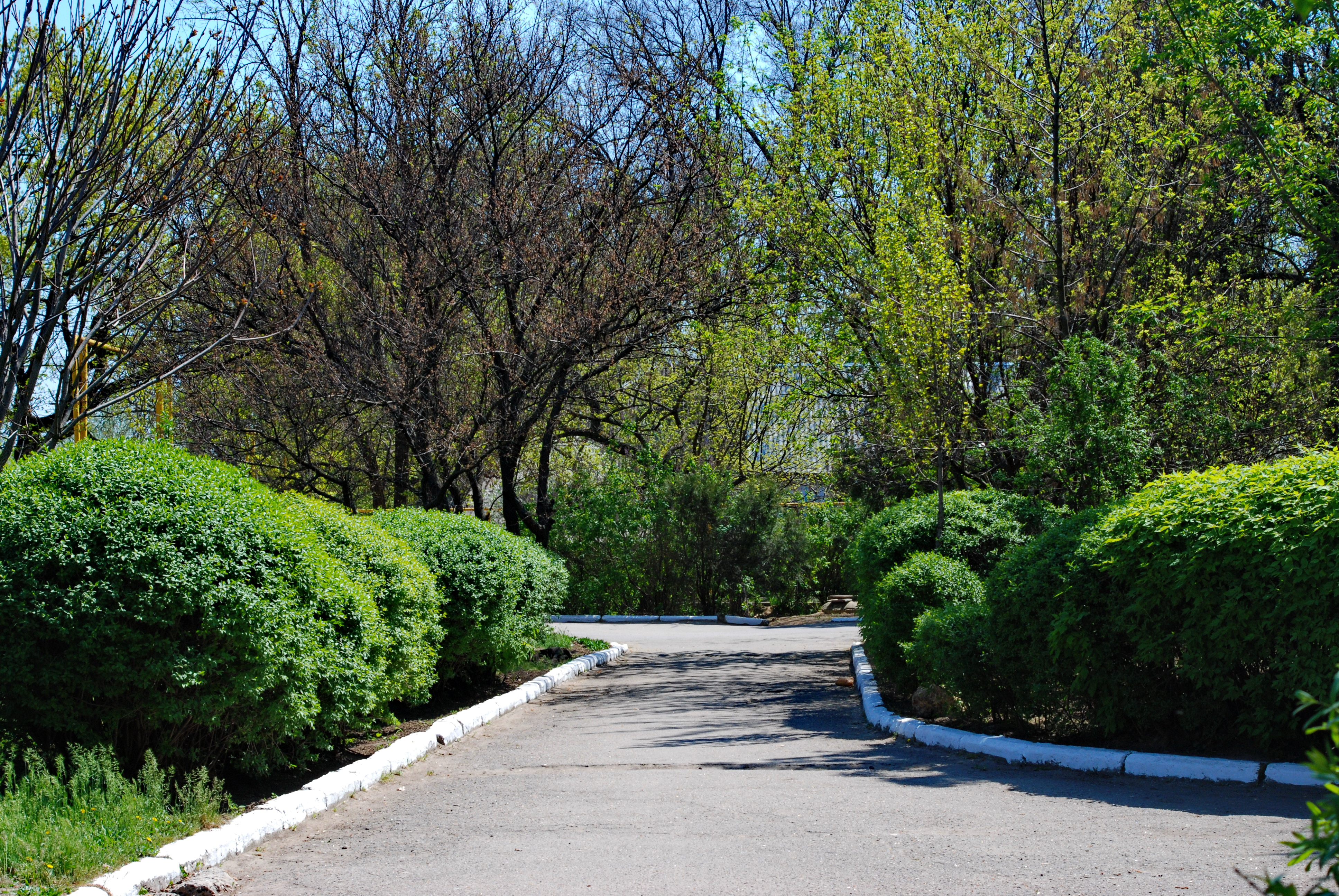
Парк Херсонского областного лицея

- Парк «Херсонская крепость» (до 2014 года парк им. Ленинского Комсомола)
- Городской парк (до 2014 года парк им. В. И. Ленина)[83].
- Шуменский парк (до 2014 года парк им. Георгия Димитрова).
- Парк славы.
- Приднепровский парк.
- Парк Шумского (парк Херсонского государственного университета).

## СМИ

### Газеты
- Еженедельная газета «Новый формат» (прекратила своё существование в апреле 2013 года)[84]

## Творчество, связанное с Херсоном
Многие поэты связаны с Херсоном: Денис Давыдов, Алексей Кручёных, Павло Тычина, Максим Рыльский, Иван Микитенко, Андрей Головко, Иван Карпенко-Карый, Павло Грабовский, Анатолий Марущак, Олег Олексюк, Марко Черемшина. В 1935 году в Херсоне побывал Мате Залка. Фруг, Семён Григорьевич (Шимен Фруг; 1860, колония Бобровый Кут, Херсонская губерния — 1916, Одесса) — российский еврейский поэт и публицист, писал на русском, идиш и иврите.
В годы Великой Отечественной войны о городе писали Вадим Собко, Иван Нехода, Эдуард Асадов, Леонид Вышеславский. В освобождённом Херсоне побывал Борис Горбатов: «Мы стоим на вышке здания торгового порта — отсюда хорошо видны и город и река. Вот он, Херсон — чудесный, тёплый, прекрасный наш город, теперь навсегда наш, вот он, Днепр — могучий, вольный, широкий, наш до самого моря, навсегда наш».
Многие страницы романов Леонтия Раковского «Генералиссимус Суворов» и «Адмирал Ушаков» посвящены Херсону. На материале Херсонщины создал свои произведения «Таврия», «Перекоп», «Тропинка», «Берег Любви» лауреат Ленинской премии Олесь Гончар.
Немало проникновенных строк в романах «Отреченные гимны» и «Романчик», в рассказах «Никола Мокрый», «300 марок», «Садись. Пиши. Умри…», «Борислав», — посвятил Херсону и Херсонской области известный российский писатель Борис Евсеев.

### Кино
В Херсоне проходили натурные съёмки:
- героико-приключенческого фильма «Где 042?» (1969).
- советского детектива «Пять минут страха» (1985).
- советского фильма «Молодой человек из хорошей семьи» (1989).
- первого украинского боевика «Америкэн бой» (1992).
- фильм «Стоянка три часа» (1975).
- фильм «Олеко Дундич» (1958).
- фильм «Приключения Тома Сойера и Гекльберри Финна» (1981).
- фильм «Девушка и море» (1981 год, музыкальная комедия режиссёра Альфреда Шестопалова, киностудия «Укртелефильм»)

### Музыка
Песня группы «Fatal Error» «Херсон» — посвящённая городу.
Песня группы «Вопли Видоплясова» — «Були деньки».
Фестиваль камерной и симфонической музыки «Amadeus».
Фестиваль музыки для детей «Неделя детской музыки».
Песня группы «Ундервуд» «Скарлетт Йоханссон едет в Херсон».

## Суды города Херсона
- Местные общие суды районов города Херсона[86] (Апелляция→Апелляционный суд Херсонской области — 56 профессиональных судей[87](Кассация→ Верховный Суд Украины — 95 судей)[88])
  - Днепровский район — 11 профессиональных судей
  - Корабельный район — 13 профессиональных судей
  - Суворовский район — 16 профессиональных судей
- Местные специализированные суды
  - Местный областной хозяйственный суд — 18 судей (апелляция→Одесский апелляционный хозяйственный суд (в связи с ликвидацией Запорожского апелляционного хозяйственного суда) — 24 судьи)[89]
  - Местный окружной административный суд — 16 судей (апелляция→Одесский апелляционный административный суд — 37 судей)[90]

Всего — 130 профессиональных судей
- Третейские суды

В городе Херсоне расположены и действуют также областной апелляционный суд.
При областном апелляционном суде создан суд присяжных. При каждом районном городском суде утверждены председателями местных судов списки народных заседателей.
В Херсоне создано и действует территориальное управление Государственной судебной администрации Украины.

## Геральдика

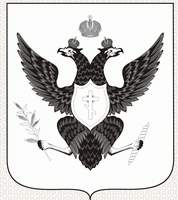
Первый герб Херсона
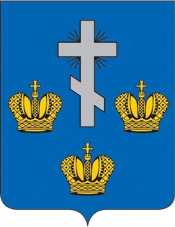
Герб Херсона до распада Херсонской губернии
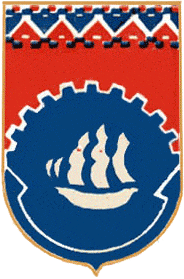
Советский герб города
Современный герб Херсона

## Фотогалерея Херсона

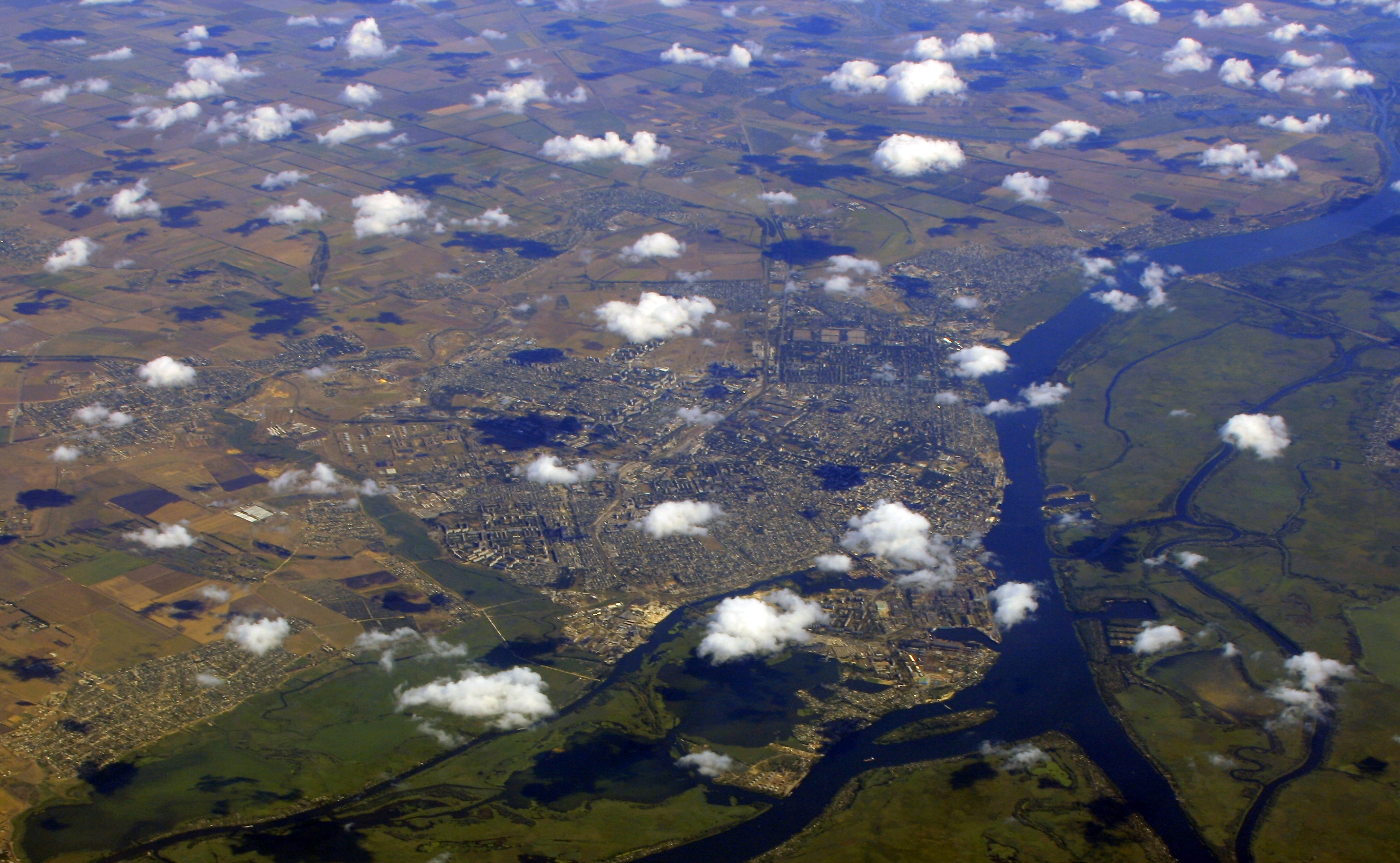
Вид на Херсон с высоты около 10 км с юга
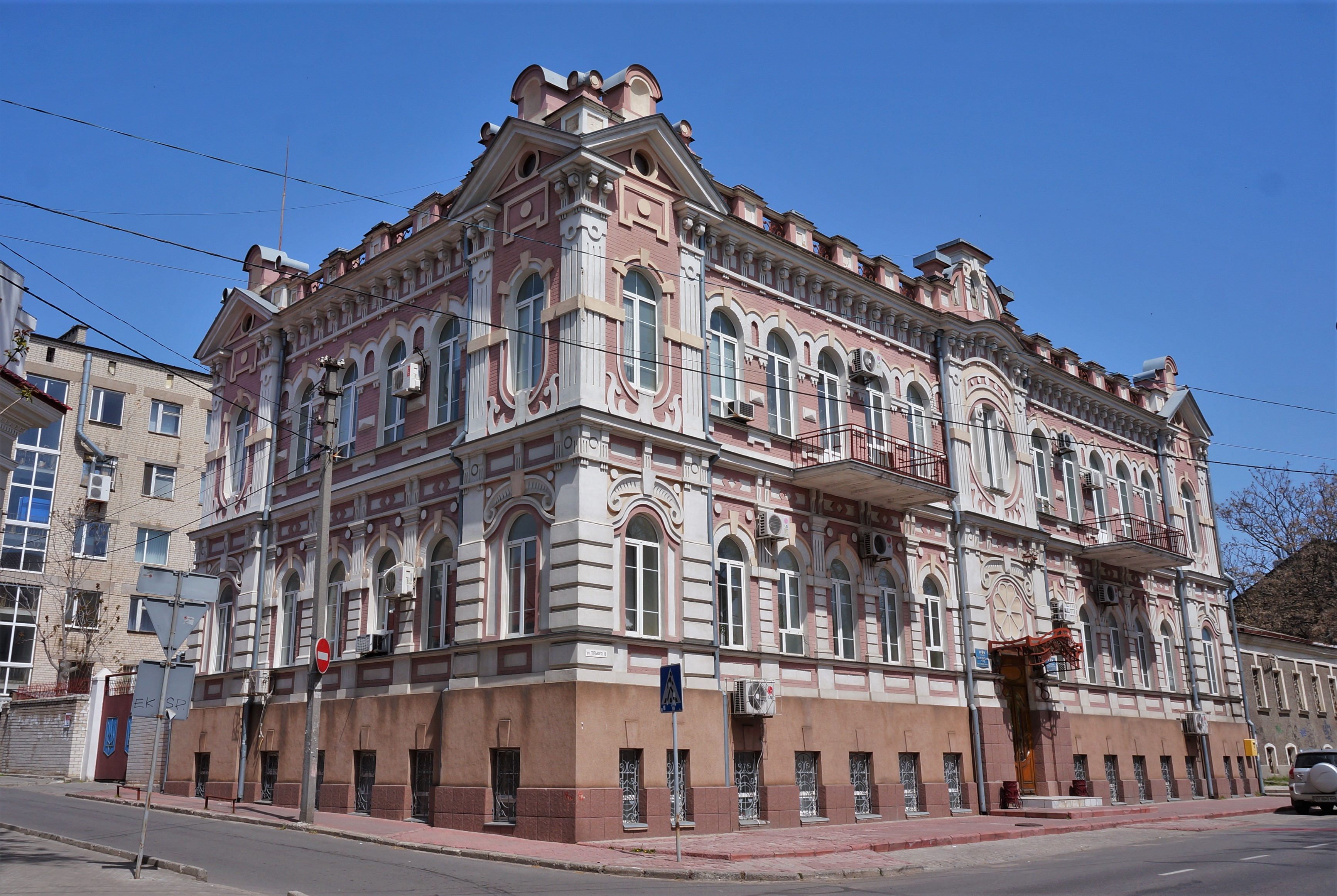
Театральная ул. Административное здание
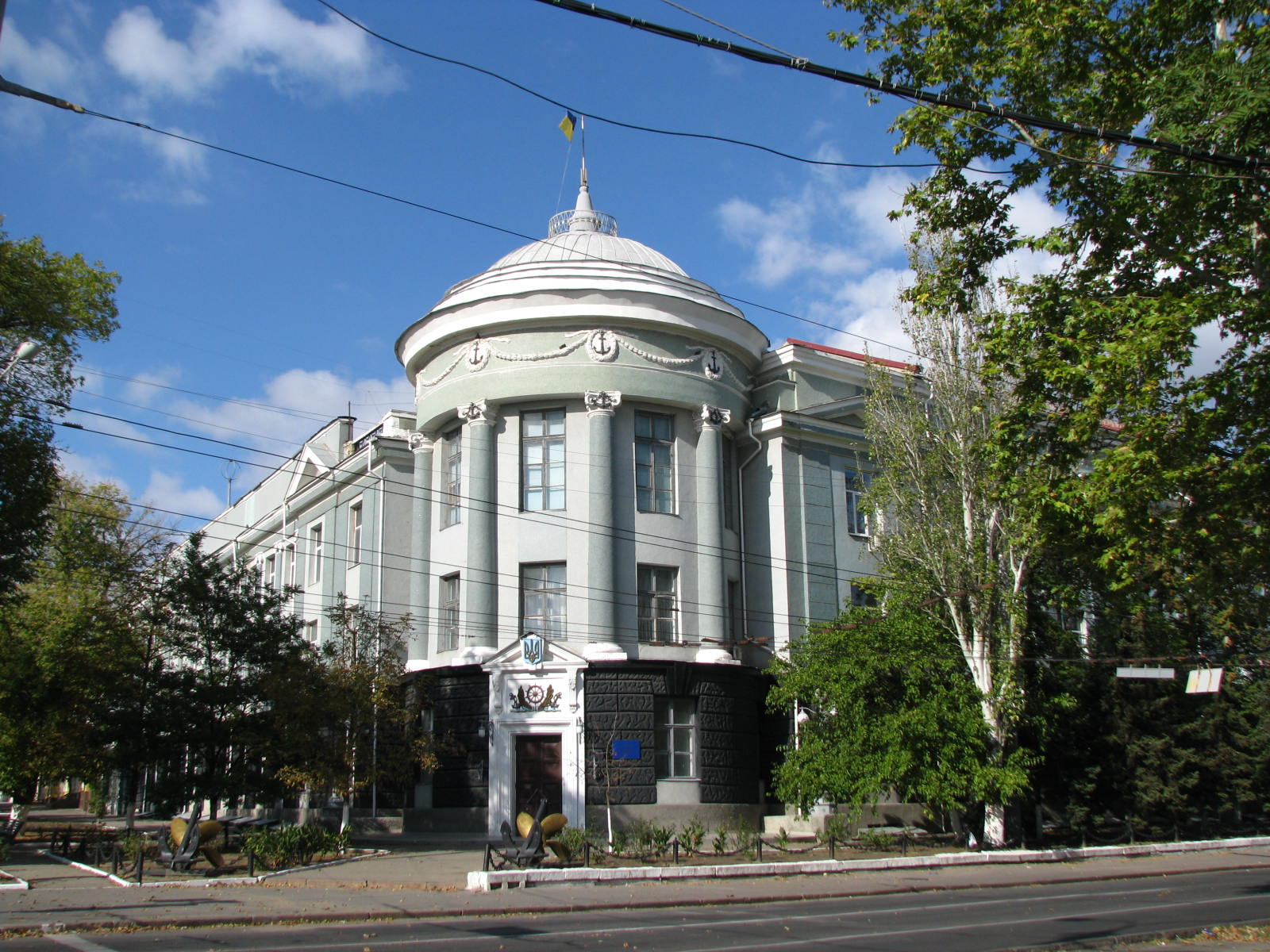
Мореходное училище
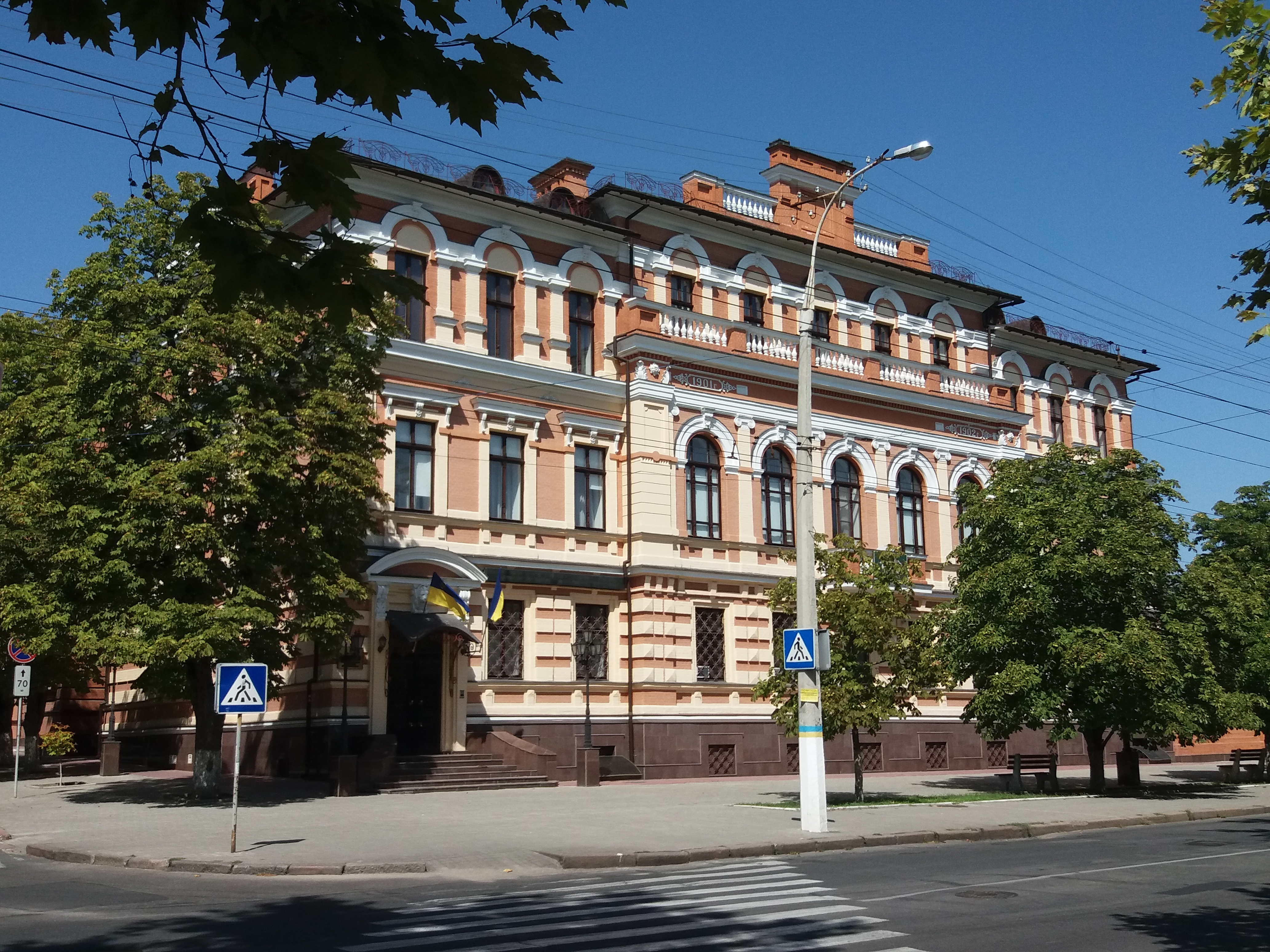
Национальный банк Украины. Херсонское областное управление
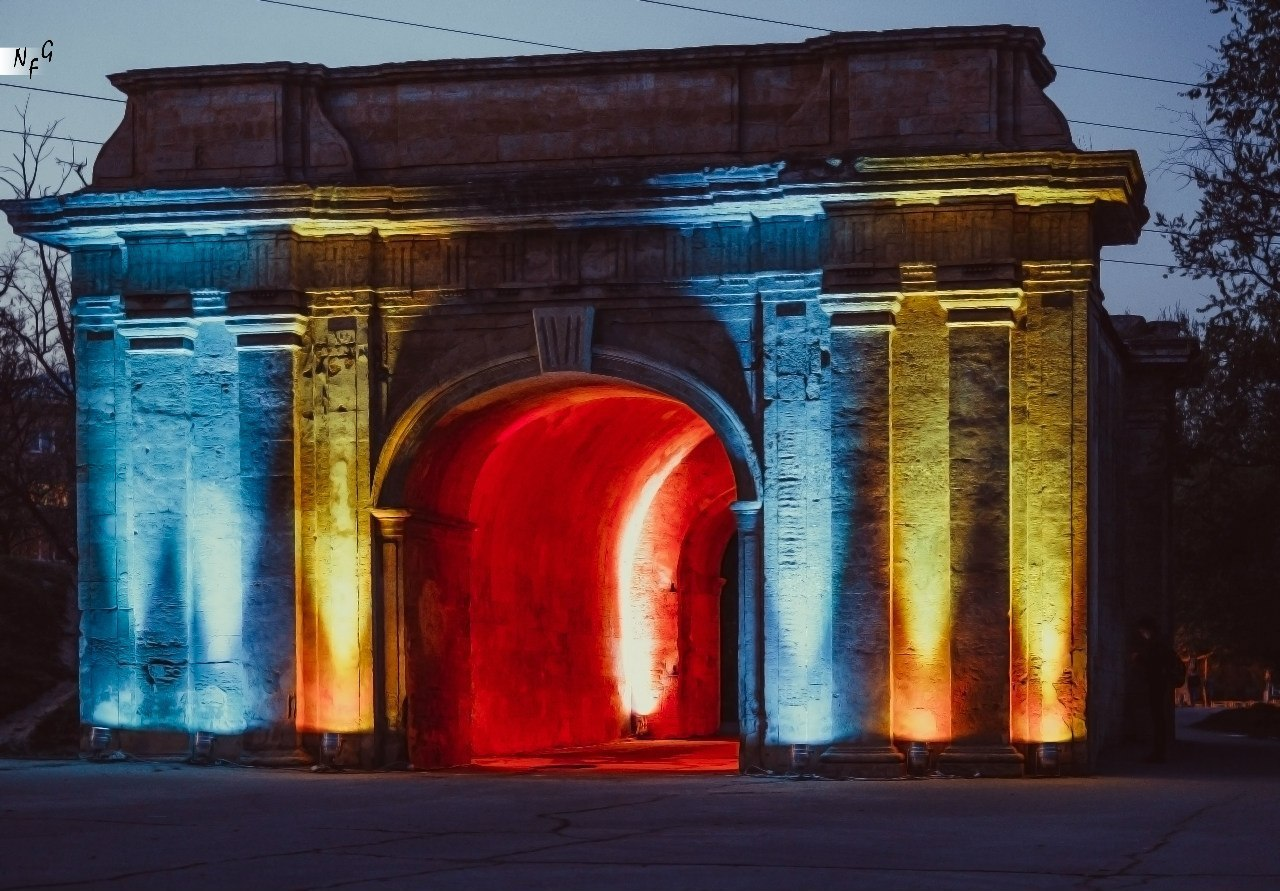
Северные ворота
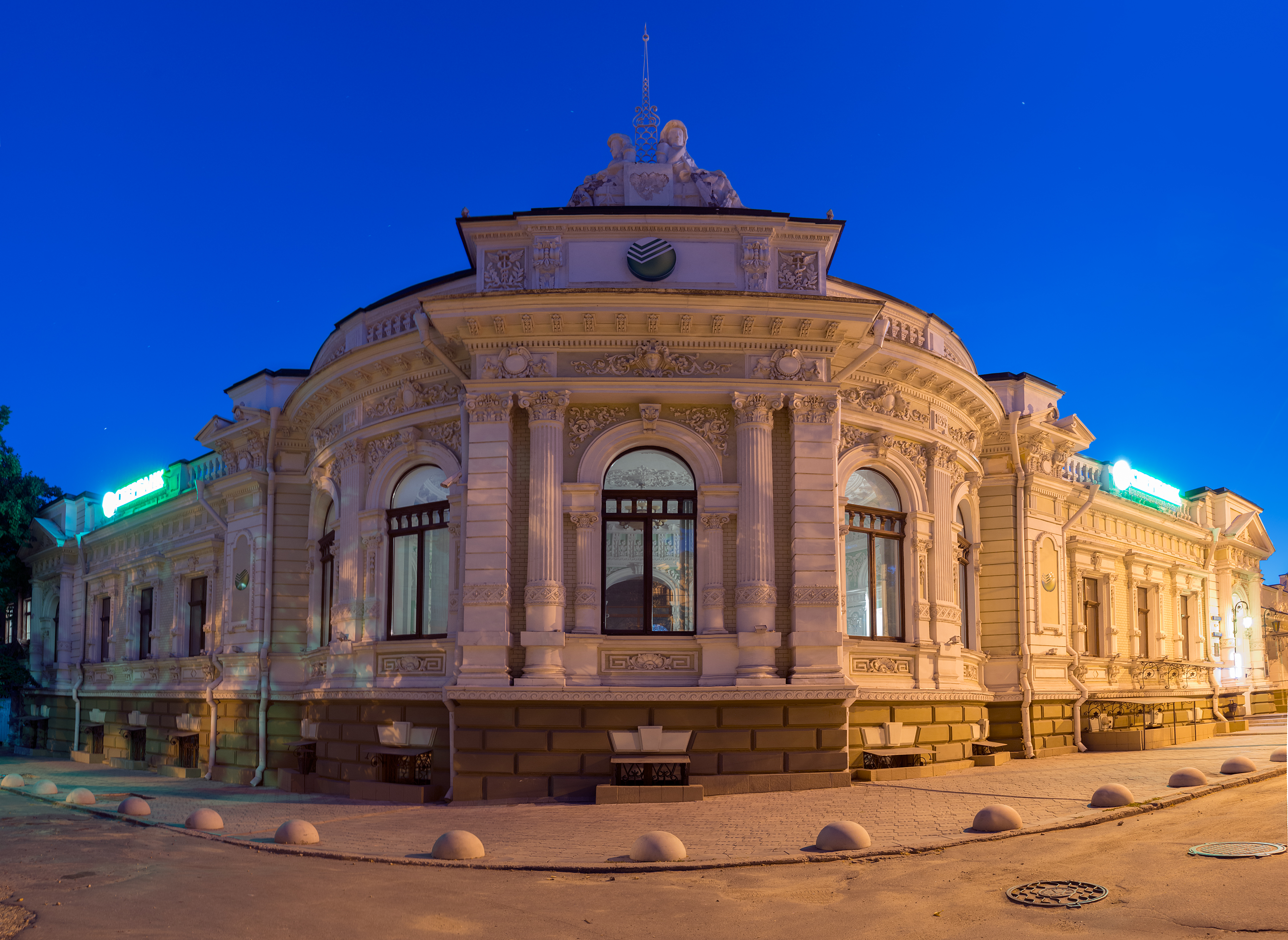
Старинное здание бывшего банка
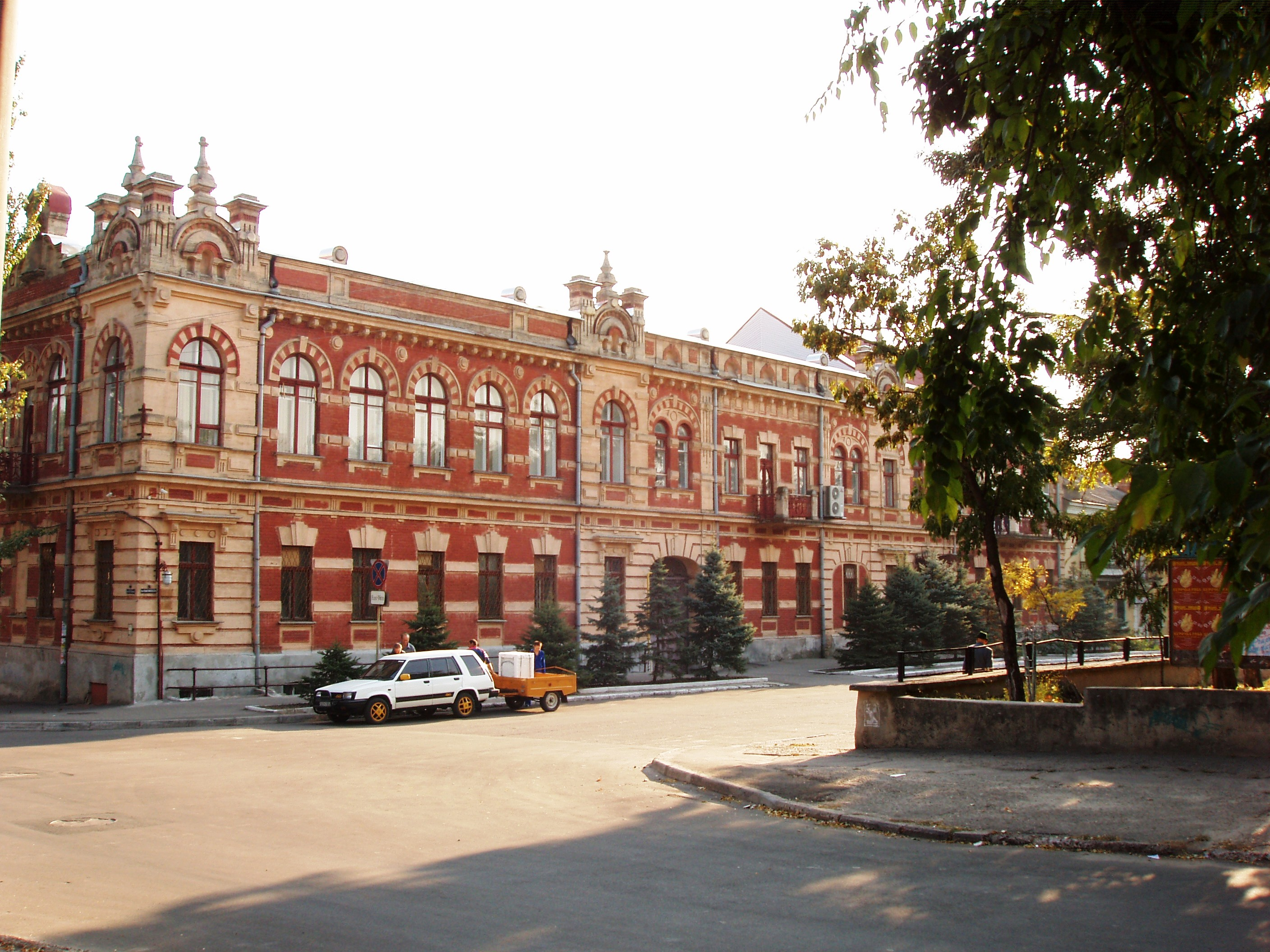
Старообрядская ул.
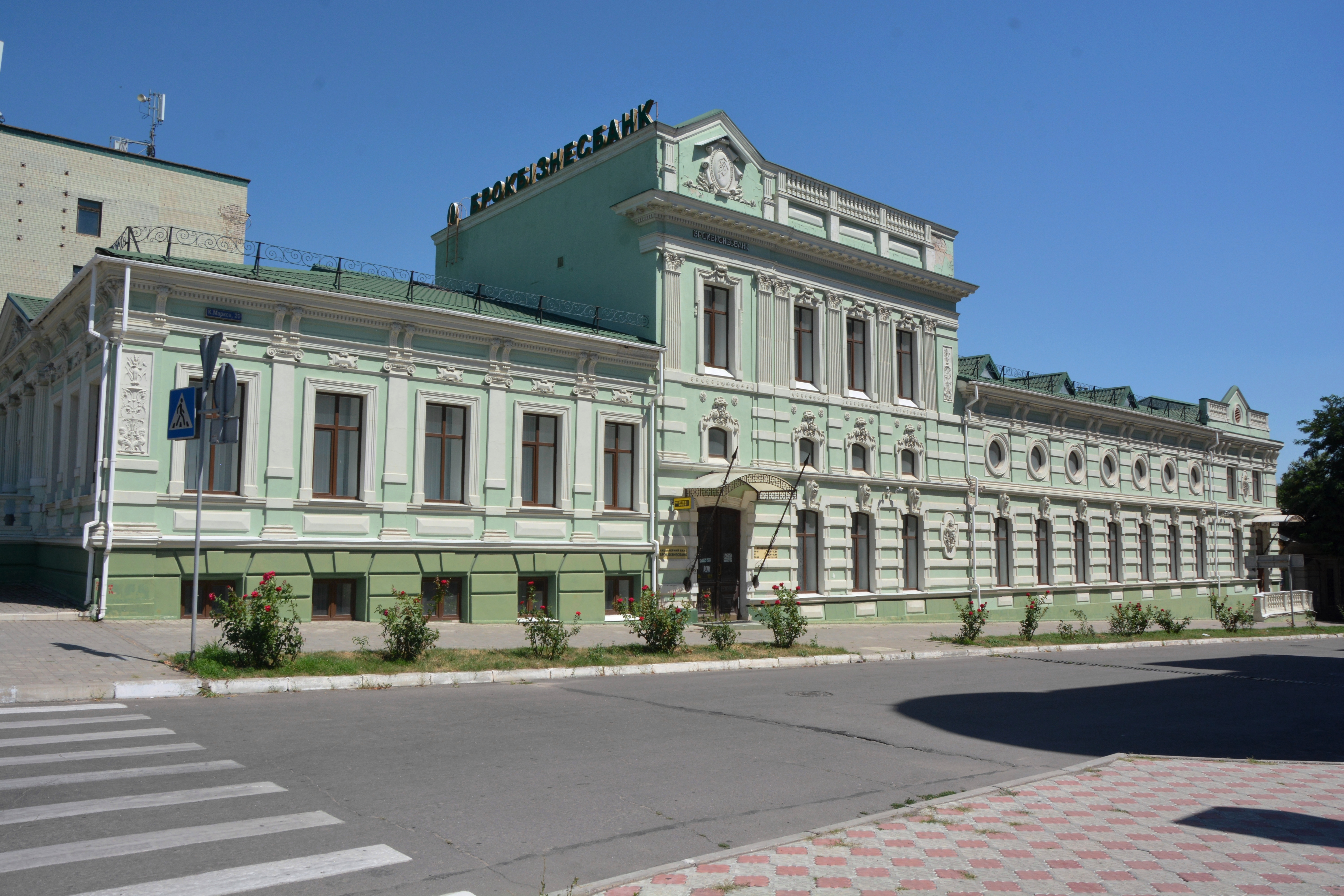
Потёмкинская ул. Здание банка
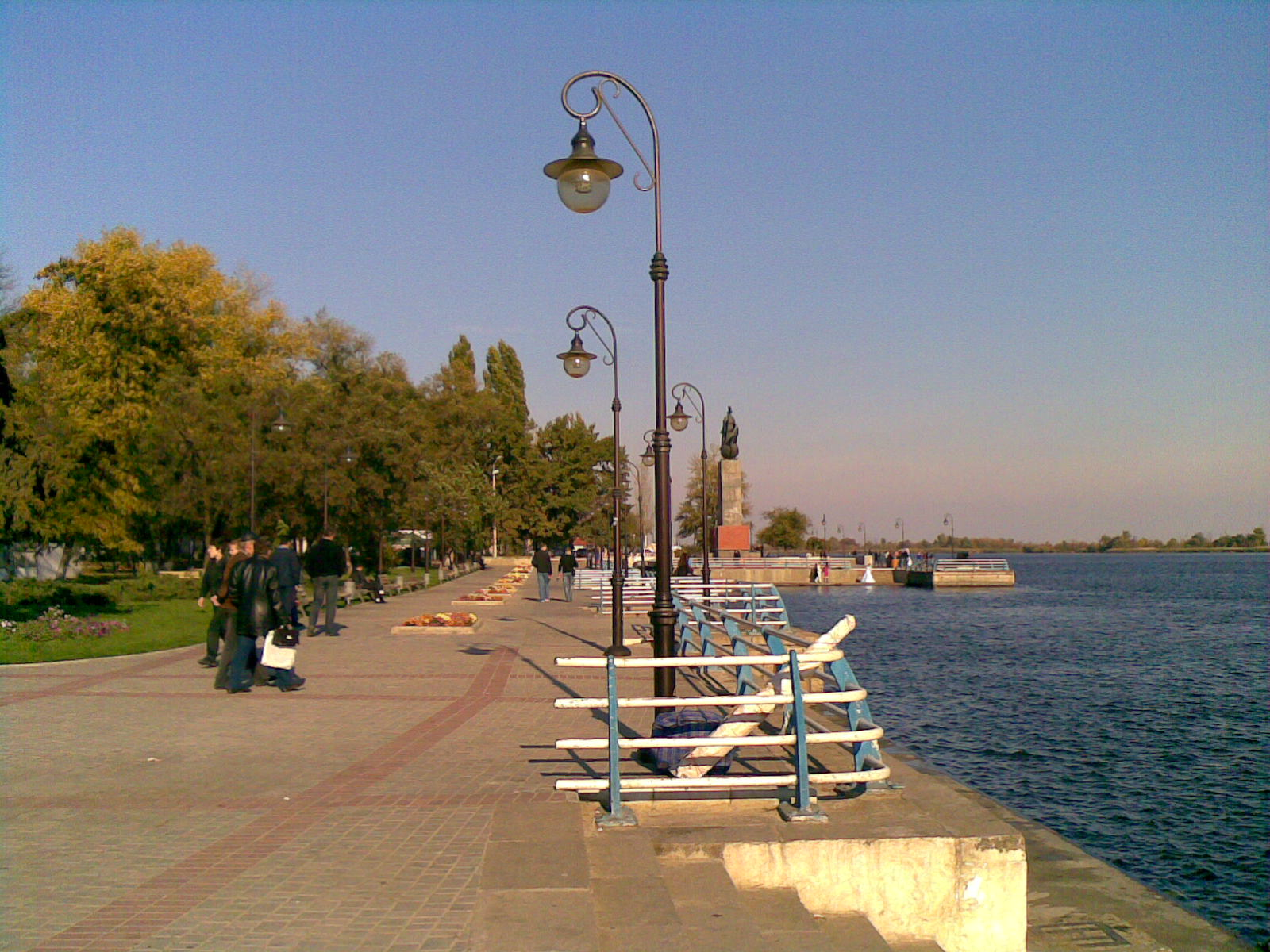
Набережная
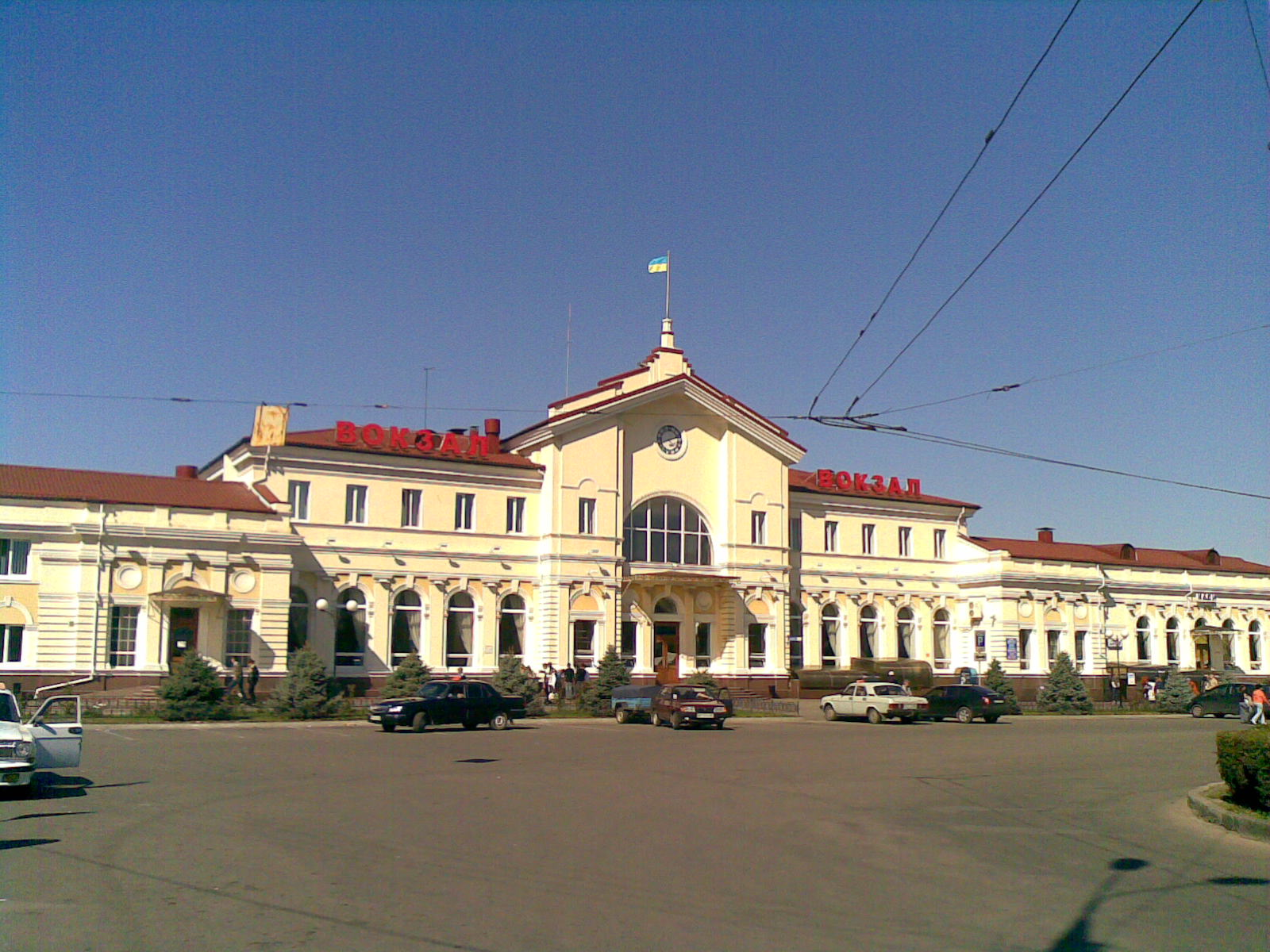
Железнодорожный вокзал
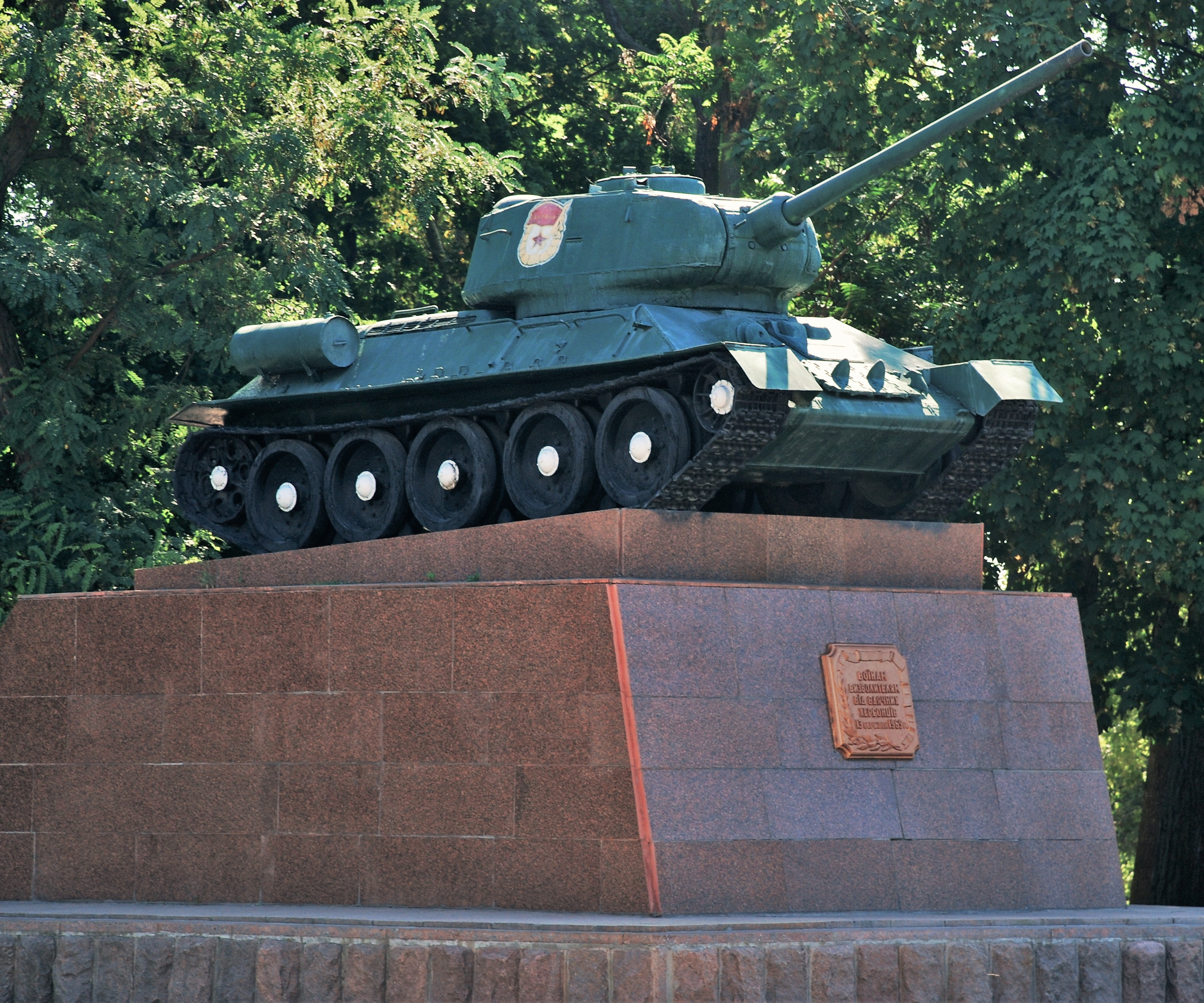
Памятник освободителям Херсона — танк Т-34-85 возле парка «Херсонская крепость»
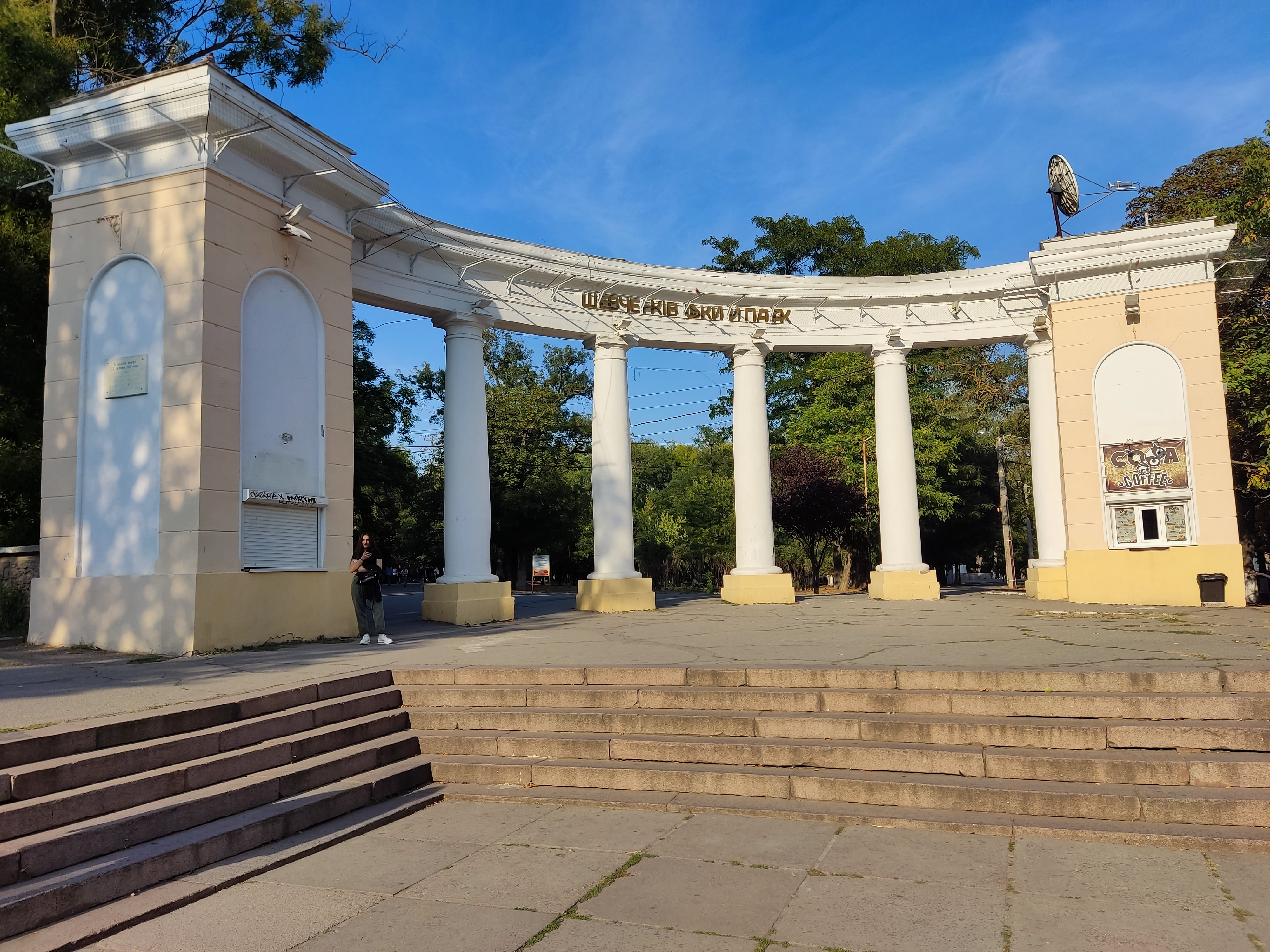
Арка-вход в парк «Херсонская крепость»
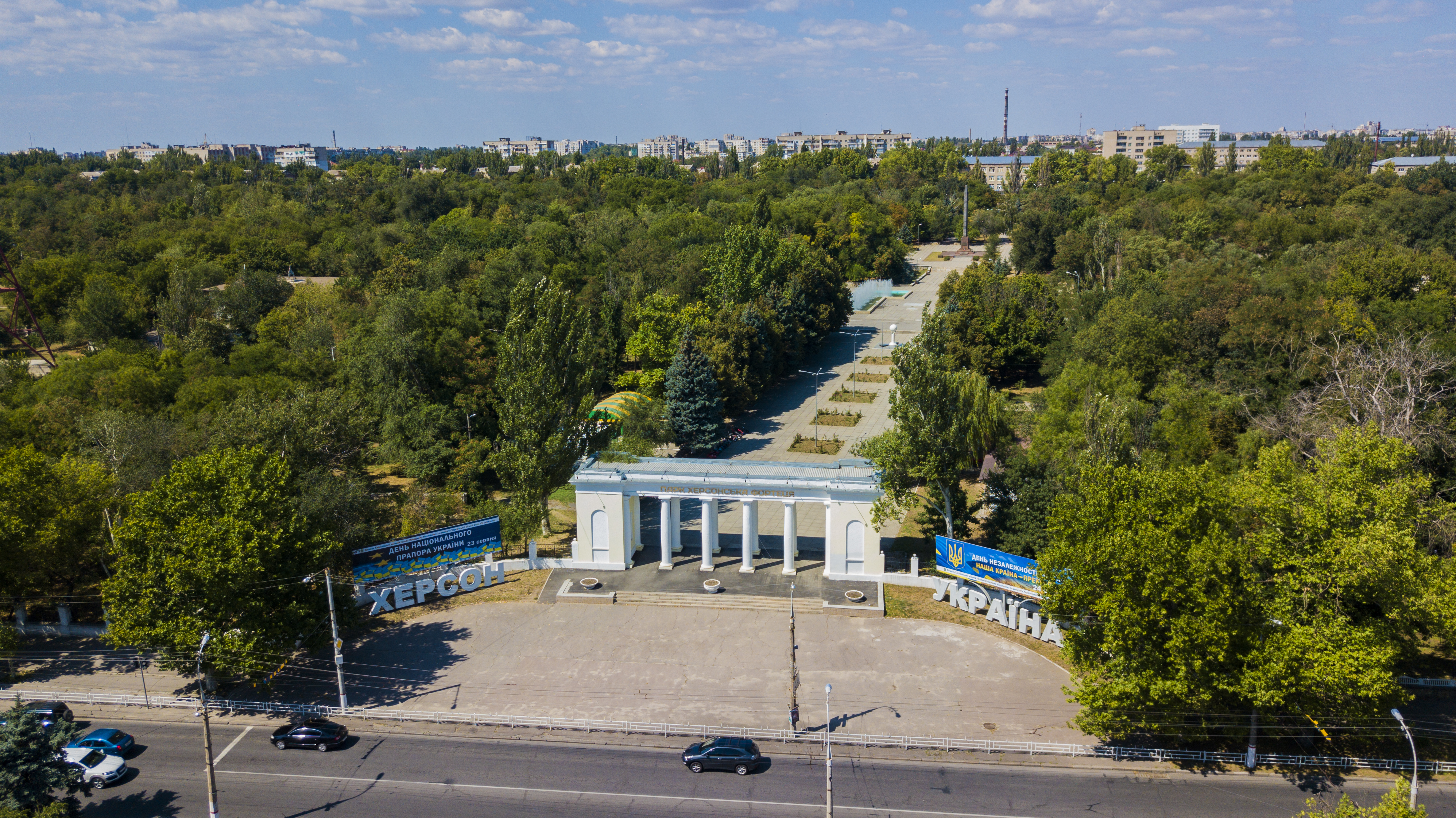
Парк «Херсонская крепость»
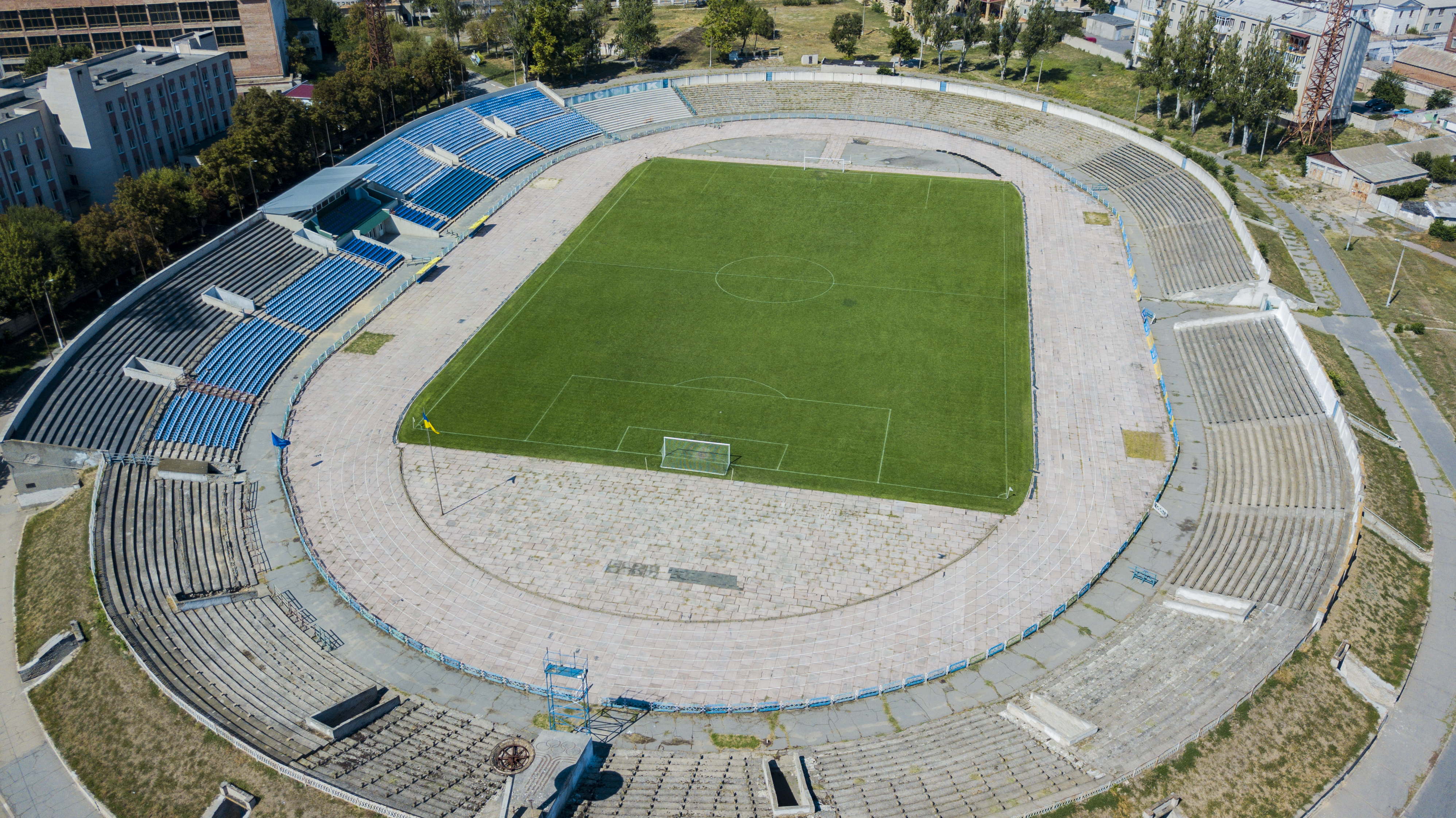
Стадион «Кристал»
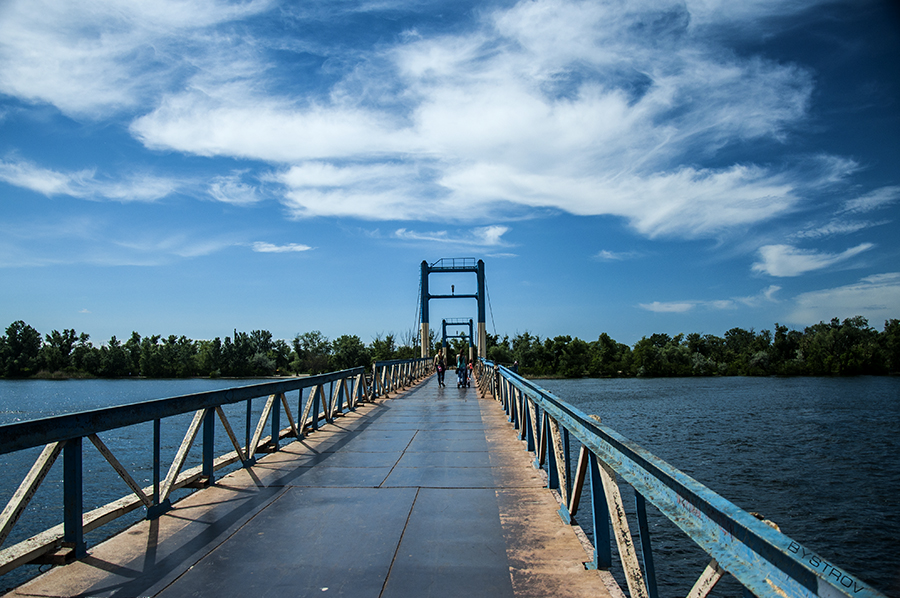
Мост в Херсонском гидропарке
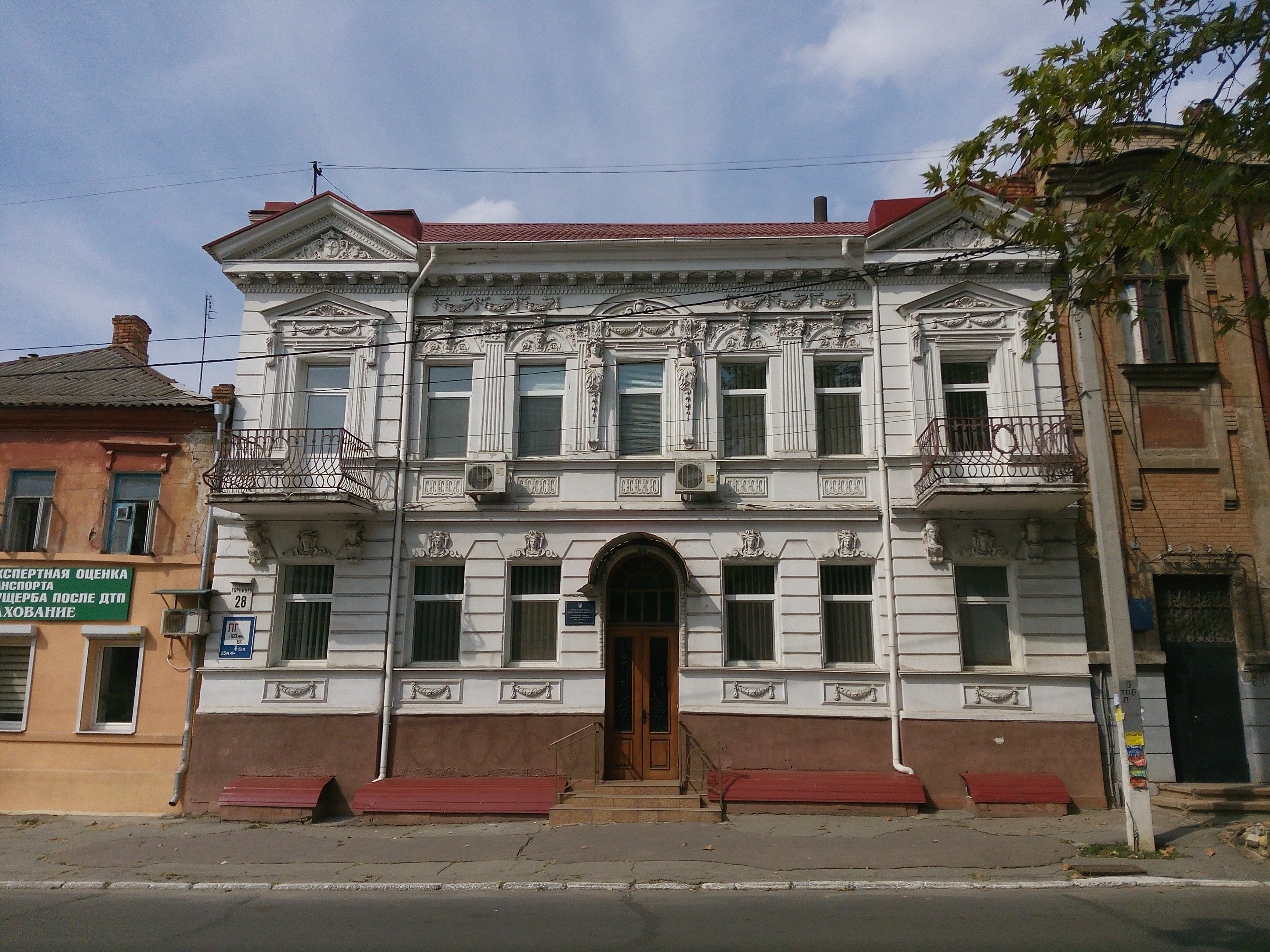
Херсонская областная филармония
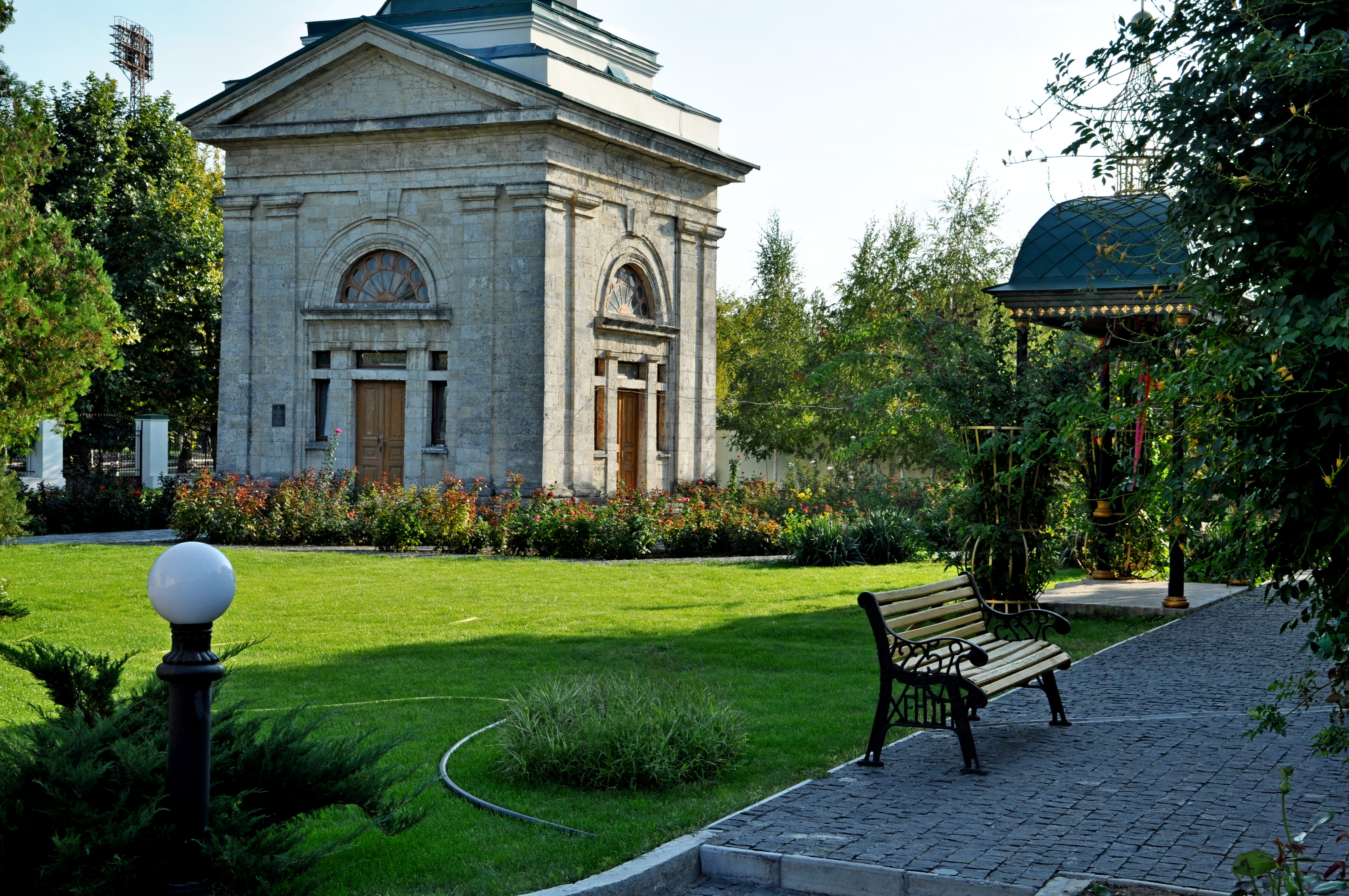
Екатерининская церковь
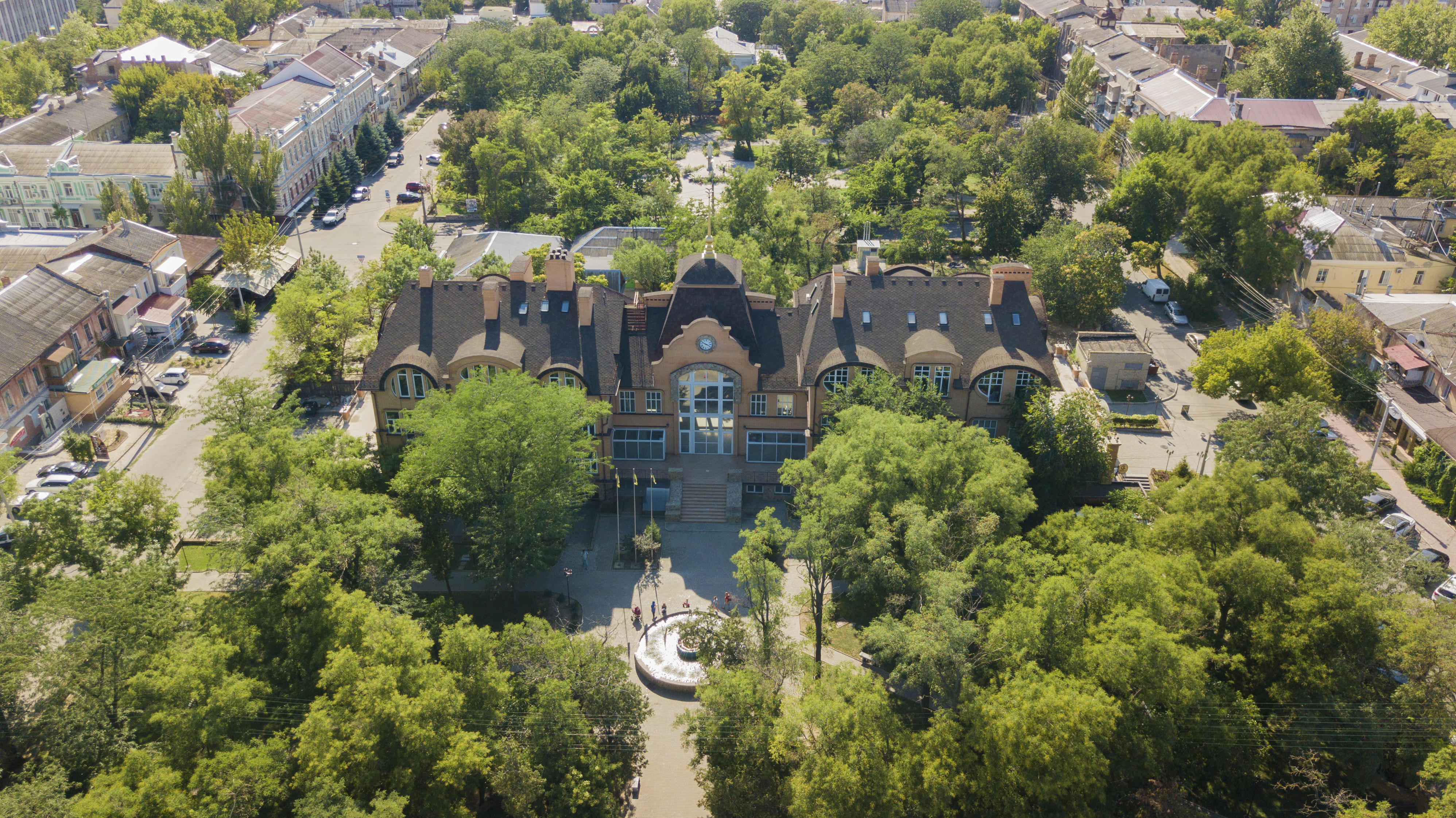
Сквер Потёмкина
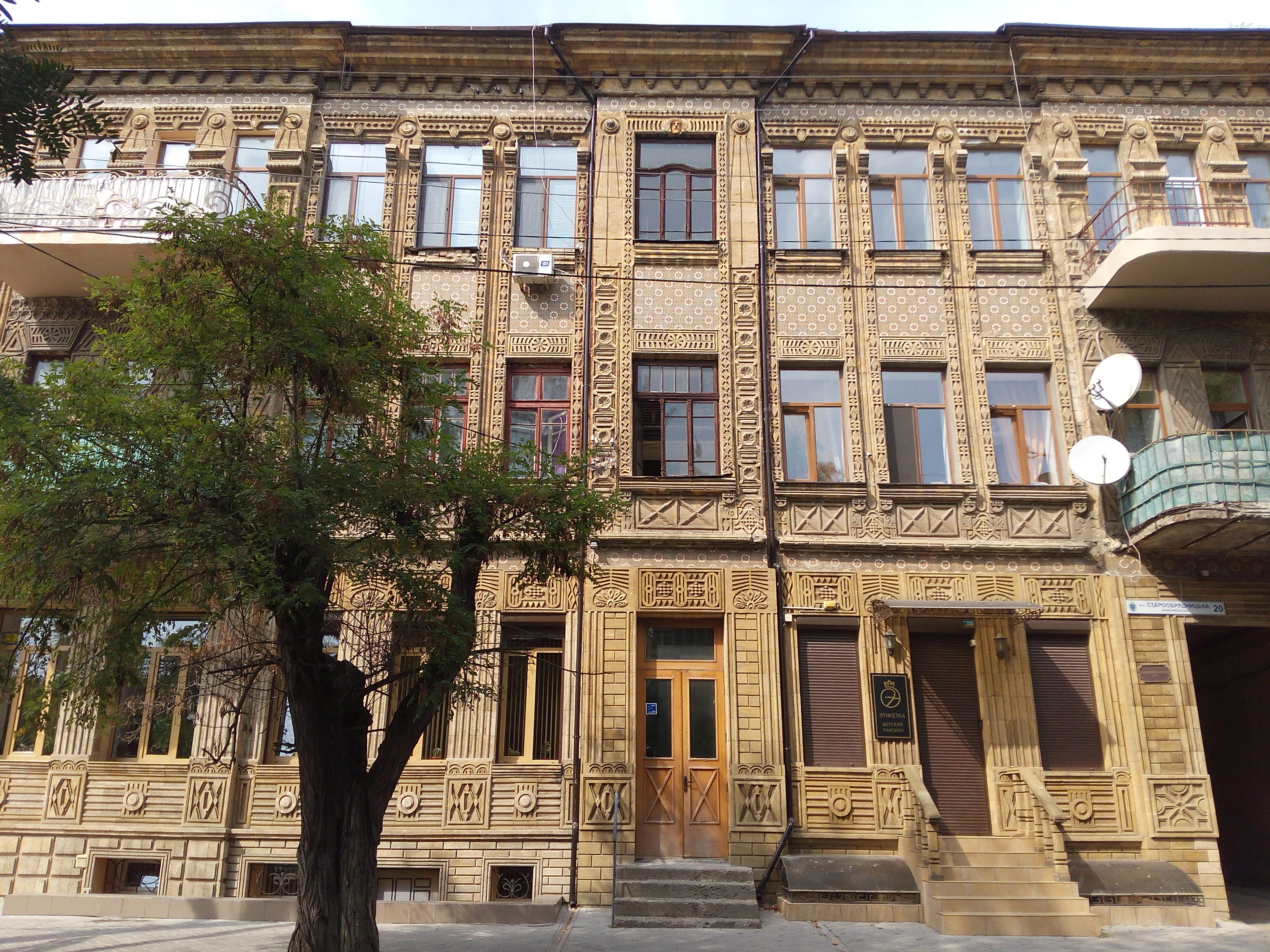
Дом в перуанском стиле
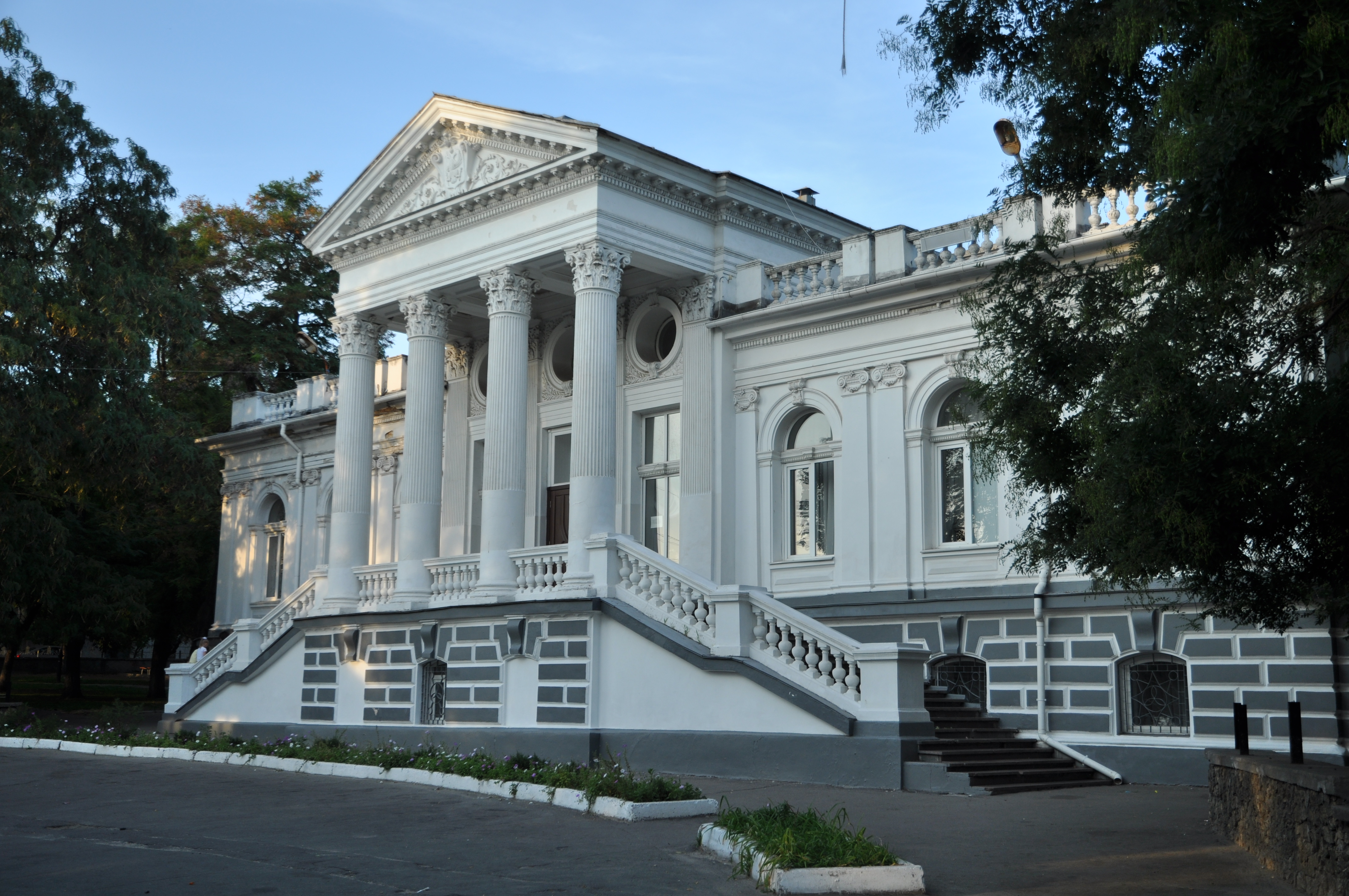
Центральный ЗАГС

## Города-побратимы
Херсон является членом Международной ассамблеи столиц и крупных городов стран СНГ. В честь давних отношений с городами-побратимами была названа улица Залаэгерсег и Фритаун.
- Залаэгерсег (Венгрия)
- Зонгулдак (Турция)
- Шумен (Болгария)
- Кент (США)
- Бизерта (США)

Города-партнёры
- Вильнюс (Литва)
- Клайпеда (Литва)
- Телави (Грузия)
- Кишинёв (Молдавия)
- Текирдаг (Турция)
- Мерсин (Турция)
- Клуж-Напока (Румыния)
- Цзинань (Китай)
- Суйчжоу (Китай)
- Тусон (США)

Единственный город-побратим, с которым Херсон имеет ощутимые связи, — это Шумен, экономический, транспортный, туристический и культурный центр Болгарии. В его честь назван микрорайон Херсона — Шуменский. В 1962 году эти отношения были зафиксированы документально и закреплены в топонимике: в Шумене возник микрорайон Херсонский. Сейчас шуменско-херсонские отношения, в частности обмен делегациями, экономическими проектами и творческими мероприятиями, — забота в основном общественной организации «Болгары Херсона». В 2012 году Херсон посетил мэр Шумена, торжественно заложили капсулу в честь городов-побратимов.